# COVID-19-Pandemie in Deutschland

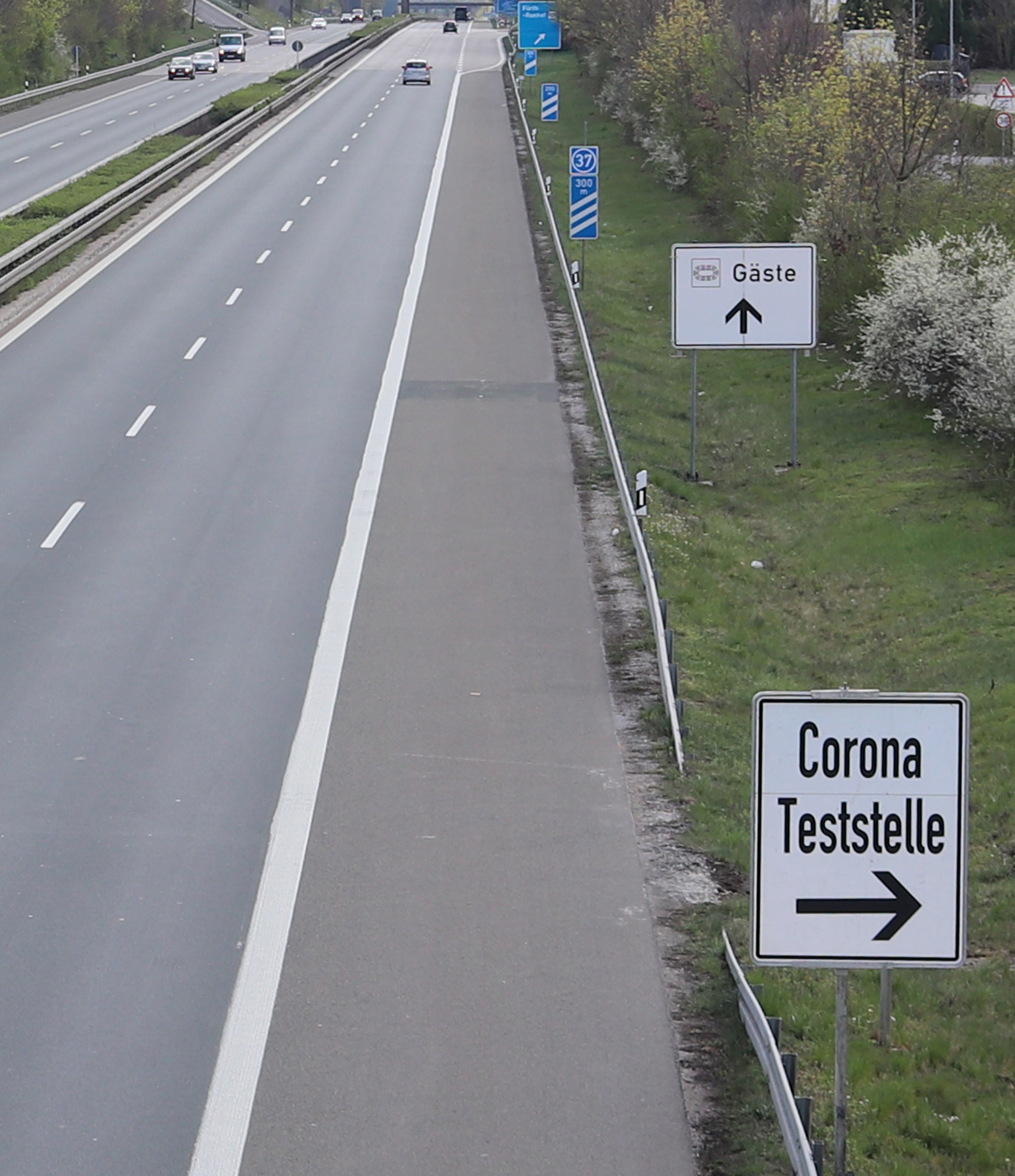
Hinweis auf die „Drive-in“-SARS-CoV-2-Teststelle für Fürth und Landkreis Fürth an der Bundesautobahn 73 im April 2020

Die COVID-19-Pandemie in Deutschland ist ein regionales Teilgeschehen des weltweiten Ausbruchs der Atemwegserkrankung COVID-19, das in Deutschland im Januar 2020 begann. Im Mai 2023 hob die WHO den „internationalen Gesundheitsnotstand“ auf. Diese Feststellung der WHO bedeutet jedoch nicht, dass das Virus seine Gefährlichkeit verloren hätte, und bedeutet auch keine Änderung an der Einstufung als Pandemie.
Vom ersten bekanntgewordenen Fall am 27. Januar 2020 bei der Firma Webasto bis zum von der WHO deklarierten Ende des globalen Gesundheitsnotstands im Frühjahr 2023 waren acht Infektionswellen zu beobachten. Sowohl während der ersten (März bis April 2020) als auch während der zweiten Infektionswelle (Oktober 2020 bis Januar 2021) waren die höchsten Altersgruppen weit überproportional von Ansteckungen betroffen, was zu hohen Zahlen von Todesfällen führte. Auch während der dritten und vierten Welle stiegen die Zahl der positiven SARS-CoV-2-Nachweise, die davon abgeleitete 7-Tage-Inzidenz und auch die Zahl der mit COVID-Patienten belegten Intensivbetten vorübergehend wieder an. Die dritte Infektionswelle betraf überwiegend die Altersgruppen unter 65 Jahren. Ab Anfang 2021 war die Bevölkerung durch Impfungen zunehmend vor schweren Verläufen geschützt und die Behandlungsmethoden wurden besser. Daher kam es zu wesentlich weniger Todesopfern als während der zweiten Welle.
Am 25. März 2020 stellte der Bundestag eine „epidemische Lage von nationaler Tragweite“ fest. Diese Feststellung blieb bis zum 25. November 2021 ununterbrochen in Kraft. Am 27. März 2020 trat das erste Gesetz zum Schutz der Bevölkerung bei einer epidemischen Lage von nationaler Tragweite in Kraft, dem bis zum 22. April 2021 (sogenannte Bundesnotbremse) drei weitere folgten. Um die Pandemie einzudämmen, beschlossen Bund und Länder Mitte März 2020 weitgehende Einschränkungen für das öffentliche Leben, wie gleichzeitig auch viele andere Länder weltweit. Ab Anfang Mai 2020 wurden einige Beschränkungen vorübergehend wieder aufgehoben. Aufgrund steigender positiver Corona-Testzahlen wurden Kontaktbeschränkungen und andere Maßnahmen zur Pandemiebekämpfung im Oktober und November 2020 wieder verschärft. Ab Mitte Dezember 2020 galten wieder erhebliche Einschränkungen des öffentlichen Lebens in Form eines sogenannten Lockdowns.
Maßnahmen im Gesundheitssystem zielten darauf, ausreichende Kapazitäten für die Behandlung von COVID-19-Patienten und Tests von Verdachtsfällen bereitzuhalten und zugleich den Infektionsschutz für Patienten und Personal sicherzustellen. Die Bevölkerung wurde aufgerufen, durch Einhalten der AHA-Regeln (Abstand, Hygiene, Alltagsmasken) und andere Vorsorgemaßnahmen ihr Infektionsrisiko zu minimieren und so zugleich die Ausbreitung des Virus einzudämmen. Im Herbst 2020 wurden die Regeln durch die Aufforderung zu regelmäßigem Lüften und zur Nutzung der Corona-Warn-App ergänzt.
Ab März 2021 war Alpha die in Deutschland vorherrschende Virusvariante, ab Ende Juni 2021 war es Delta. Beide galten insofern als „besorgniserregend“, als sie besonders leicht übertragbar sind, was die Zahl der positiven Virusnachweise steigen ließ. Bei der Delta-Variante übertragen geimpfte Personen mit den vorhandenen Impfstoffen das Virus in ähnlichem Maße wie ungeimpfte, so die WHO im August 2021. Im Dezember 2021 verdoppelte sich laut RKI etwa alle drei Tage der Anteil der Variante Omikron, die auch eine Immunflucht aufweist. Sie führte hochansteckend auch bei vollständig Geimpften und Genesenen häufig zu Infektionen, die weitergegeben werden können, war aber weniger gefährlich und „rettete“ Deutschland laut Christian Drosten Deutschland vor einem weiteren Lockdown. Omikron machte ab Januar 2022 die Mehrzahl der Infektionsfälle in Deutschland aus und führte im Frühjahr 2022 zu bis über 300.000 Infektionsfällen täglich.
Die Pandemie und die mit ihr begründeten Maßnahmen hatten erhebliche wirtschaftliche und soziale Folgen. Im Rahmen der Wirtschaftskrise 2020 kam es im zweiten Quartal 2020 zum stärksten Einbruch des Bruttoinlandsprodukts im Vergleich zum Vorquartal seit dem Beginn der Berechnungen 1970. Familien wurden durch Schließungen von Schulen und Kinderbetreuungseinrichtungen belastet. Arbeitnehmer waren mit weitgehenden Änderungen im Arbeitsalltag konfrontiert, zum Beispiel Telearbeit im Heimbüro. Darüber hinaus hatte die Pandemie zahlreiche weitere Folgen in verschiedensten Bereichen des Lebens. Viele Maßnahmen wurden juristisch kontrovers beurteilt. Auch in Politik und Öffentlichkeit kam es zu einer Reihe von Kontroversen um die angemessenen Reaktionen auf die Pandemie.
Mit einem am 19. März 2022 in Kraft getretenen Änderungsgesetz und einer den Ländern gewährten Übergangsfrist endeten viele bundesweit angeordneten Maßnahmen zur Eindämmung der COVID-19-Pandemie mit Ablauf des 2. April 2022 (Auslaufen der Maßnahmen); zum 1. Oktober 2022 wurden die Regeln wieder verschärft.
Die einschränkenden Maßnahmen wurden bis zum 7. April 2023 nach und nach aufgehoben.

## Chronik der Ausbreitung

### Bis Anfang 2021
In deutschen Medien wurde erstmals Anfang 2020 über die damals noch namenlose in China ausgebrochene Lungenkrankheit berichtet. Der erste Fall einer Infektion wurde am 27. Januar 2020 in Bayern offiziell bestätigt.
Dieser und weitere Fälle konnten anfangs erfolgreich isoliert werden, so dass zunächst keine weitere Ausbreitung stattzufinden schien. Während des Karnevals Ende Februar 2020 wurden im Kreis Heinsberg (Nordrhein-Westfalen) und im Landkreis Göppingen (Baden-Württemberg) sowie durch ein Starkbierfest im Landkreis Tirschenreuth (Bayern) neue Infektionen festgestellt. In den folgenden Wochen breitete sich das Coronavirus SARS-CoV-2 über ganz Deutschland aus. Nach Angaben des RKI erreichte die Zahl der bekannten Neuerkrankungen am 16. März 2020 mit über 6.000 den Höhepunkt während der ersten Pandemiewelle. Der Höhepunkt der Infektionen dürfte demnach bereits einige Tage früher überschritten worden sein. Lediglich die Zahl der Infektionen in den höchsten, besonders gefährdeten Altersgruppen stieg auch in der zweiten Märzhälfte weiter an.
Aufgrund des Meldeverzugs und der wachsenden Zahl von Tests symptomloser Infizierter stieg die Zahl der insgesamt täglich neu bekannt werdenden Infektionsfälle noch bis Anfang April 2020, diese Kennziffer sank erst ab Mitte April deutlich. Dadurch konnte der Eindruck entstehen, erst die zwischenzeitlich eingeführten Kontaktbeschränkungen hätten die Zahl der Infektionen zurückgehen lassen. Mitte Juni wurde der Rückgang der Infektionszahlen vorübergehend durch eine Reihe von lokalen Ausbrüchen unterbrochen, insbesondere durch den Ausbruch im Tönnies-Stammwerk mit über 1500 Infizierten. Für den 7. Juni 2020 gibt das RKI dann nur noch 231 bekannte Neuerkrankungen an, am 8. Juni 2020 sank die 7-Tage-Inzidenz auf 2,8 Neuinfizierte auf 100.000 Einwohner. Seitdem stiegen die Infektionszahlen erneut flächendeckend an, insbesondere seit Oktober 2020 baute sich die zweite Pandemiewelle auf, die ihren Höhepunkt Anfang Dezember erreichte. Für den 7.–9. sowie den 14.–16. Dezember 2020 gibt das RKI jeweils mehr als 25.000 bekannte Neuerkrankungen pro Tag an, mit einem Maximum von mehr als 28.000 Neuerkrankungen am 14. Dezember 2020. Aufgrund des Meldeverzugs erreichte die 7-Tage-Inzidenz jedoch erst am 24. Dezember ihren Höchststand (197,6 Neuinfizierte pro 100.000 Einwohner). Bis zum 27. November 2020 waren in Deutschland eine Million Menschen bekanntermaßen mit SARS-CoV-2 infiziert, bis zum 15. Januar 2021 waren es zwei Millionen. Während des „harten Lockdowns“ ab Mitte Dezember 2020 gingen die Fallzahlen wieder zurück. Für den 13. Februar 2021 gibt das RKI mit 6.320 einen Tiefstand der Neuerkrankungen an, am 14. Februar 2021 sank die 7-Tage-Inzidenz auf 60,4. Anschließend baute sich, von der ansteckenderen Alpha-Variante des Virus bestimmt, die dritte Pandemiewelle auf.

### Februar 2021 bis Jahresende
Bei einigen der neuen Varianten des Virus wie z. B. der britischen Mutation B.1.1.7 hat sich ergeben, dass sie leichter übertragen werden können, und es wurde auch befürchtet, dass die Erkrankung schwerwiegender verläuft. Seit Dezember 2020 wurden auch in Deutschland Infektionen mit diesen Virusvarianten festgestellt. Der Anteil der Mutationen nahm im Februar 2021 schnell zu, so dass bei Fortbestand der bisherigen Umweltbedingungen und Übertragungswege wieder eine Phase exponentieller Zunahme („dritte Corona-Welle“) befürchtet wurde. In den folgenden Wochen stieg die deutschlandweite 7-Tage-Inzidenz wieder regelmäßig über 100; am 12. April 2021 überschritt die Gesamtzahl der mit dem Virus Infizierten die Marke von drei Millionen. Ende April wurde ein Höchstwert der 7-Tage-Inzidenz in der „dritten Corona-Welle“ erreicht, der Wert lag mehrere Tage über 170 (174,8 am 25. April 2021). Die maximale Zahl an Neuerkrankungen war nach Angaben des RKI jedoch mit über 23.400 bereits am 19. April 2021 erreicht worden.
Danach sanken die Fallzahlen, sodass die deutschlandweite 7-Tage-Inzidenz ab dem 14. Mai wieder unter dem Wert von 100 lag. Am 26. Mai 2021 lag dieser Wert erstmals seit dem 20. Oktober 2020 wieder unter 50. Am 30. Mai verzeichneten zum ersten Mal in diesem Jahr alle Bundesländer eine Inzidenz von unter 50. Am 8. Juni 2021 konnten erstmals im Jahr 2021 in Deutschland zwei Landkreise, und zwar die niedersächsischen Landkreise Friesland und Goslar, dem Robert Koch-Institut sieben Tage hintereinander keine Neuinfektionen mit SARS-CoV-2 melden. Zuletzt hatten beide Landkreise im August 2020 eine Inzidenz von 0. Im weiteren Verlauf des Monats sanken die deutschlandweiten Fallzahlen weiter, sodass die 7-Tage-Inzidenz Ende des Monats wieder im einstelligen Bereich lag. Am 4. Juli wurde eine 7-Tage-Inzidenz von 5,2 erreicht. Der weitere Verlauf der Pandemie wurde nun von der wiederum ansteckenderen Delta-Variante bestimmt. Zunächst blieb die Inzidenz niedrig, wurde aber am 18. Juli zweistellig. Bis Mitte August stiegen die Infektionszahlen weiter, sodass zu diesem Zeitpunkt einzelne Kommunen eine Inzidenz von über 100 aufwiesen. Am 5. September wurde der Wert von insgesamt 4 Millionen Infizierten überschritten. Zwar war die Entwicklung der Inzidenz nach dem 7. September 2021 (89,7) zunächst rückläufig (bis auf 64,4 am 27. September 2021), danach begann aber die vierte Pandemiewelle sich aufzubauen. Am 23. Oktober 2021 stieg die deutschlandweite 7-Tage-Inzidenz wieder über den Wert von 100. Nur wenige Wochen später, am 8. November, stieg diese Inzidenz erstmals seit Beginn der Pandemie über den Wert von 200, am 15. November über den Wert von 300 und am 24. November über den Wert von 400. Am 25. November wurde die Marke von 100.000 COVID-19-Todesfällen überschritten, am selben Tag wurden dem RKI mehr als 75.000 Neuinfektionen gemeldet.
Am 12. November 2021 hat als erster Landkreis in Deutschland Rottal-Inn in Niederbayern 1000 Neuinfektionen pro 100.000 Einwohner in den vorangegangenen 7 Tagen überschritten, die 2000 überschritt als erster Landkreis der Erzgebirgskreis am 26. November 2021. Im Dezember sanken die deutschlandweiten Fallzahlen wieder, die 7-Tage-Inzidenz blieb jedoch bis Jahresende stets über dem Wert von 200.

### Erste Jahreshälfte 2022
Zum Beginn des Jahres 2022 war die Lage in Deutschland von der Verbreitung der Omikron-Virusvariante und einer damit verbundenen Zunahme der Neuinfektionen geprägt. Diese gilt als noch ansteckender als vorherige Varianten, laut dem neuen Bundesgesundheitsminister Karl Lauterbach ist Omikron jedoch „etwas weniger gefährlich“ als die zuvor dominante Delta-Variante. Die Infektionszahlen stiegen im Januar wieder auf den Wert von vor Weihnachten 2021. Seit dem 6. Januar liegt die bundesweite 7-Tage-Inzidenz wieder durchgehend über dem Wert von 300; am 11. Januar überstieg sie den Wert von 400. Bereits am 16. Januar wurde erstmals seit Beginn der Pandemie eine Inzidenz von über 500 verzeichnet.
Am 27. Januar 2022 überschritt die 7-Tage-Inzidenz erstmals den Wert von 1000, am selben Tag wurden zudem erstmals mehr als 200.000 neue Infektionen nachgewiesen. Die bundesweite 7-Tage-Inzidenz blieb auch bis im Februar im vierstelligen Bereich, am 2. Februar wurde zudem die Zahl von insgesamt 10 Millionen Infektionsfällen überschritten.
Zwischen Mitte Februar und Anfang März war ein Absinken der Fallzahlen zu beobachten, die deutschlandweite 7-Tage-Inzidenz blieb jedoch stets im vierstelligen Bereich. Weil eine Überlastung des Gesundheitssystems durch COVID-Erkrankungen dennoch nicht mehr zu befürchten war, wurden die bundesweiten Eindämmungsmaßnahmen Anfang April 2022 beendet. Parallel dazu waren die Fallzahlen nach einem zwischenzeitlichen Höhepunkt im März erneut gesunken. Bis Anfang Mai sank die 7-Tage-Inzidenz in den mittleren dreistelligen Bereich; am 5. Mai 2022 senkte das Robert-Koch-Institut seine allgemeine Risikobewertung von „sehr hoch“ auf „hoch“. Bis Ende Mai sank die bundesweite 7-Tage-Inzidenz unter den Wert von 250. Ab Anfang Juni war erstmals seit März wieder ein kontinuierlicher Anstieg zu verzeichnen.

### Zweite Jahreshälfte 2022
Auch im Juli hielt der Anstieg der Corona-Neuinfektionen an. Die Zahl der auf Intensivstationen behandelten COVID-19-Patienten stieg dabei ebenfalls wieder an. Erst gegen Ende des Monats war ein Absinken der 7-Tage-Inzidenz zu verzeichnen, am 3. August 2022 sank der bundesweite Wert wieder unter die Marke von 500. Dieser Trend hielt den kompletten August an, zum Monatsende lag die Inzidenz unter dem Wert von 250. In den ersten Septemberwochen stabilisierte sie sich auf diesem Niveau. Die Zahl der COVID-19-Todesfälle pro Tag blieb im niedrigen dreistelligen Bereich.
Gegen Ende September nahm das Infektionsgeschehen wieder verstärkt zu, im Oktober stieg die bundesweite 7-Tage-Inzidenz wieder über den Wert von 500. Die Zahl der Todesfälle hatte bis Anfang Oktober nicht signifikant zugenommen. Dieser Anstieg hielt jedoch nur über einen kurzen Zeitraum von wenigen Wochen an, ab dem 28. Oktober sank die bundesweite 7-Tage-Inzidenz wieder kontinuierlich unter den Wert von 500. Ab Ende November stagnierte die Zahl. Das RKI erklärte Anfang Dezember 2022 bezüglich einer drohenden Infektionswelle im Winter, dass bei den SARS-CoV-2-Infektionen ein „Plateau“ erreicht sei. Ende Dezember sah Virologe Drosten Deutschland auf dem Weg in die Endemie.

### 2023
Innerhalb der ersten Wochen des Jahres 2023 sank die deutschlandweite 7-Tage-Inzidenz auf einen zweistelligen Wert. Auch die Zahl der infizierten Personen, die auf Intensivstationen behandelt werden mussten, war deutlich gesunken. Die Zahl der Todesfälle ging zurück von 94 Fällen täglich am 11. März 2023 auf 39 Fälle in den letzten 7 Tagen am 23. Mai 2023.
Im Januar 2023 einigten sich 19 Wissenschaftler in Deutschland auf die Erklärung: „Das Jahr 2023 könnte […] das Jahr werden, in dem SARS-CoV-2 zwar nicht verschwindet, aber in einer aufgeklärten, breit immunisierten Gesellschaft nur noch koexistiert – als ein weitgehend nicht tödlicher Atemwegserreger unter vielen.“
Am 5. Mai 2023 hob die WHO den „internationalen Gesundheitsnotstand“ auf. Damit entfiel weltweit die Grundlage für die Bekämpfung von COVID-19 als Pandemie. Tedros Adhanom Ghebreyesus, der Leiter der WHO, bestätigte die Einschätzung, dass es sich bei der Corona-Pandemie mittlerweile um ein „etabliertes und andauerndes Gesundheitsproblem“ handele. Die WHO betonte dabei jedoch: „Das bedeutet nicht, dass die Pandemie selbst vorbei ist, aber der globale Notstand, den sie verursacht hat, ist es vorerst.“
Die meisten Länder waren bereits zu diesem Zeitpunkt zu einem Leben wie vor dem Ausbruch der Pandemie zurückgekehrt, auch Deutschland.
Als Bilanz der Pandemiephase von COVID-19 in Deutschland meldete am 2. Juni 2023 das RKI 38.428.685 laborbestätigte SARS-CoV-2-Nachweisfälle in Deutschland, darunter 174.352 Todesfälle, und schätzt die Zahl der Genesenen auf ca. 38.240.600 Personen.
Im Winter 2023/2024 wurden in mehreren Bundesländern während einer COVID-Welle, die ihren Höhepunkt laut AMELAG in Kalenderwoche 50 2023 hatte, einige Maßnahmen wie eine Maskenpflicht in Krankenhäusern erneut eingeführt, nachdem das RKI Mitte Dezember 2023 die 7-Tage-Inzidenz bei COVID-19 auf 3.000 Neuinfektionen pro 100.000 Einwohnern schätzte, bei einer Dominanz der Variante JN.1. Diese Maßnahmen folgten den Empfehlungen des RKI im Bericht „Management von COVID-19-Ausbrüchen im Gesundheitswesen“ in der Version von November 2023, welcher empfiehlt: „Das Personal sollte bei Ausbrüchen grundsätzlich bei allen Kontakten zu Patientinnen und Patienten einen Mund-Nasen-Schutz (MNS) oder FFP2-Masken tragen.“

### 2024
Die Corona-Variante KP.3.1.1, eine Sublinie von JN.1, ist laut RKI seit etwa Ende August 2024 die (mit einem Anteil von 56 Prozent) dominierende in Deutschland zirkulierende Sars-CoV-2-Linie. Eine in The Lancet veröffentlichte Studie aus Tokio hat die effektive Reproduktionszahl von KP.3.1.1. berechnet – die erwartete Anzahl von Neuinfektionen, die ein Infizierter in einer Bevölkerung verursacht, in der einige Individuen möglicherweise nicht mehr anfällig sind. Laut Studie (mit Daten aus Großbritannien, den USA, Kanada, Spanien und Frankreich) hatte KP.3.1.1. in allen Ländern „eine wesentlich höhere Reproduktionszahl als die Vorläufer KP.2, KP.2.3 und KP.3.“

## Statistiken und Fallzahlen
Grundlagen zur Beurteilung des Pandemieverlaufs sind unter anderem die Zahl der gemeldeten Neuinfektionen, der Anteil schwerer und tödlicher COVID-Verläufe, die Reproduktionszahl und die Ressourcenbelastung des Gesundheitssystems.
Das RKI hatte im Juli 2021 vorgeschlagen, die Hospitalisierungsrate (Zahl der Krankenhauseinweisungen pro 100.000 Einwohner) als neue Messgröße einzuführen.
Das Bundesgesundheitsministerium hatte am 11. Juli 2021 bekanntgegeben, dass die Kliniken mehr Details zu Covid-19-Fällen melden sollen: Belegung von Intensivstationen, alle Krankenhauseinweisungen wegen Corona sowie Alter, Art der Behandlung und Impfstatus der Patienten. Die Verordnung dazu solle zügig auf den Weg gebracht werden.

### Quelle und Aktualität
Das Robert Koch-Institut (RKI) nannte, auch nach der offiziell für beendigt erklärten Pandemiephase von COVID-19, online im RKI-Dashboard täglich aktualisierte Fallzahlen für Deutschland, aufgeschlüsselt nach einzelnen Ländern und Landkreisen. Außerdem nannte das RKI in seinem Situationsbericht täglich die Anzahl der neu gemeldeten Fälle und COVID-Todesfälle und weitere Daten zur epidemiologischen Lage. Diese basierten auf den Daten der Gesundheitsämter, die die Länder dem RKI elektronisch übermittelten. Zunächst wurden auch die vorab laborbestätigten Fälle veröffentlicht; laut RKI konnten diese mit wachsenden Fallzahlen „nicht mehr manuell aktualisiert und qualitätsgesichert berichtet werden“. Deshalb wurden seit dem 17. März 2020 nur noch die elektronisch übermittelten Fälle veröffentlicht. Durch den Meldeverzug zwischen dem Bekanntwerden und der Übermittlung könne es zu Abweichungen von Zahlen aus anderen Quellen kommen.
Das RKI wertete die Daten aus, interpretierte den Infektionsverlaufe, schätzte die Situation ein und veröffentlichte dazu zeitnah regelmäßig Berichte.

### Gemeldete Infektionsfälle
Das RKI veröffentlicht täglich unterschiedlich aufbereitete Fallzahlen, die sich in den einzelnen Veröffentlichungen z. T. überschneiden. Die Details der Falldefinition und Diagnostik sind im Artikel COVID-19 dargestellt.
Dem Lage-/Situationsbericht des RKI vom 22. Juni 2021 ist u. a. zu entnehmen:
- Für 2.714.067 (73 %) Fälle lagen klinische Informationen vor. Bei den symptomatischen Infizierten waren häufig genannte Symptome Husten (42 %), Schnupfen (31 %), Fieber (26 %) und Halsschmerzen (22 %). Zudem entwickelten 1 % eine Pneumonie. Seit der 17. Kalenderwoche 2020 können auch Geruchs- und Geschmacksverlust als Symptom angegeben werden, was bei 19 % mit mindestens einem der beiden Symptome gegeben war.
- 90.537 Personen des Krankenhaus- und Klinikpersonals (vgl. § 23 IfSG) waren infiziert (7 % ≥ 60 Jahre), 2.649 davon hospitalisiert, 89 starben.

#### Zahl der neu bekannten Infektionsfälle
Das RKI gibt täglich an, um welchen Wert und Prozentwert sich die Zahl der bestätigten Fälle im Vergleich zum Vortag verändert hat. Die täglich neu dem RKI bekannt gewordenen Fälle beinhalten auch Fälle mit teilweise weit zurückliegendem Melde- oder Erkrankungsdatum. Beim Übermittlungsprozess an das RKI kommt es zu Verzögerungen (Meldeverzug). Ferner können Fälle durch nachträgliche Prüfungen oder Umzug in die Zuständigkeit eines anderen Gesundheitsamtes korrigiert werden. Diese Korrekturen wirken sich ebenfalls auf die Differenz zum Vortag aus, sodass diese Differenz nicht exakt der Zahl der neu bekannt gewordenen Fälle entspricht.
Für die kumulierten bestätigten Infektionen siehe #Genesene und aktive Fälle.
Das folgende Diagramm gibt die Zahl der positiven SARS-CoV-2-Nachweise in Deutschland nach der WHO-Statistik an (oben kumuliert, unten Tagesdifferenz).

Zahl der positiven SARS-CoV-2-Nachweise in Deutschland nach Daten der WHO (oben kumuliert, unten Tagesdifferenz)

#### Schätzung des zeitlichen Verlaufs der COVID-19-Fälle nach Erkrankungsbeginn
Aufgrund der Inkubationszeit, der Verzögerungen bis zum Vorliegen eines Tests, des Meldeverzugs sowie der mehrfach geänderten Teststrategie bilden die täglich neu hinzukommenden Fallzahlen das Infektionsgeschehen nur unvollkommen ab. Das RKI veröffentlicht deshalb für diejenigen positiv auf SARS-CoV-2 getesteten Fälle, für die COVID-19-Symptome gemeldet wurden und bei denen der Tag des Symptombeginns bekannt ist, in einer Grafik im Dashboard sowie in den täglichen Lageberichten auch die Zahl der COVID-19-Fälle nach Erkrankungsdatum. Danach war der Höhepunkt der ersten Welle nicht erst am 2. April 2020 erreicht, dem Tag mit den bis dahin meisten neu bekannt gewordenen Infektionsfällen, sondern bereits am 16. März. In der zweiten Welle lag der Höhepunkt der bekannten Neuerkrankungen bereits am 14. Dezember 2020, nicht erst am 23. Dezember, dem Tag mit den meisten neu bekannt gewordenen Infektionsfällen. Da zwischen der Infektion und dem Auftreten erster Symptome (dem Erkrankungsdatum) im Mittel fünf Tage liegen, dürfte die Höchstzahl an täglichen Infektionen bereits in der ersten Märzhälfte bzw. der ersten Dezemberhälfte überschritten worden sein.
Für einen erheblichen Teil der gemeldeten Fälle fehlt dem RKI eine Angabe zum Erkrankungsbeginn, weil es sich um asymptomatische Fälle handelt oder weil er nicht bekannt ist. Die fehlenden Angaben werden, um eine Prognose für das aktuelle Infektionsgeschehen abgeben zu können, durch statistische Verfahren geschätzt (sogenanntes Imputieren). Dabei wird auch den bekanntermaßen asymptomatischen Fällen ein künstlicher „Erkrankungsbeginn“ zugeordnet. Verzögerung und Meldeverzug versucht man für die jeweils letzten Tage zusätzlich durch Nowcasting entgegenzuwirken. Die sich so ergebenden Schätzwerte werden in den täglichen Lageberichten zusammen mit den Fällen mit bekanntem Erkrankungsdatum und einem Konfidenzintervall in einem Diagramm dargestellt und als Zahlenwerte (allerdings nur ohne Aufschlüsselung nach bekannt, imputiert und Nowcast) zum Download angeboten. Das RKI weist darauf hin, dass im Nowcast bei höherer Positivquote der Testungen eine höhere Anzahl unentdeckter Infizierter geschätzt wird, um Änderungen in der Teststrategie auszugleichen. Die Schätzung bildet die Grundlage zum Ermitteln der Nettoreproduktionszahl.

#### 7-Tage-Inzidenz: Entwicklung nach Altersgruppen 2020 und 2021
Da es sich bei COVID-19 um eine Erkrankung handelt, deren Schweregrad wesentlich vom Alter der Infizierten abhängt, ist es für eine rückblickende Beurteilung der Pandemie und der zu ihrer Bekämpfung ergriffenen Maßnahmen von Bedeutung, den Verlauf in den verschiedenen Altersgruppen zu beobachten. Die Daten dafür stellt das Robert-Koch-Institut in Tabellenform sowie als Heatmap bereit.
Bei der Auswertung ist zu beachten, dass sich die Werte für die 7-Tage-Inzidenz unmittelbar aus der Zahl der gemeldeten Fälle positiver SARS-CoV-2-Nachweise ergeben. Damit sind sie sowohl von der behördlichen Teststrategie als auch vom Testverhalten der Bevölkerung abhängig. So erklären sich die in allen Altersgruppen sichtbaren Anomalien zum Jahreswechsel 2020/21 und um Ostern 2021 damit, dass während der Feiertage erheblich weniger Tests vorgenommen wurden. Ebenso wird die Zahl positiver Tests von Kindern im Schulalter dadurch beeinflusst, ob Schulen geöffnet haben und ob es verpflichtende Tests gibt.
Während der ersten beiden Infektionswellen 2020 lagen die „7-Tage-Inzidenzen“ bei den höchsten, am meisten gefährdeten Altersgruppen weit über dem Durchschnitt, mit schwerwiegenden Auswirkungen auf die Zahl der Todesopfer. Von Januar bis Mitte März 2021 sanken diese kontinuierlich. Ab März 2021 lagen die 7-Tage-Inzidenzen der über 65-Jährigen konstant unter denen der jüngeren Altersgruppen.
Die hohen Inzidenzen im Zuge der an der Jahreswende 2021/22 beginnenden, von der Omikron-Variante bestimmten fünften Infektionswelle sind mit den vorhergegangenen nicht sinnvoll vergleichbar, da der Anteil schwerer und tödlicher Verläufe nun erheblich geringer ist als bei den vorher dominierenden Virus-Varianten. Zudem ist die Zahl positiver Tests angesichts überwiegend symptomloser Infektionen noch stärker als zuvor durch die veränderte Teststrategie geprägt. Für ein Diagramm, das die Omikron-Welle einschließt, vgl. COVID-19-Pandemie in Deutschland/Statistik.

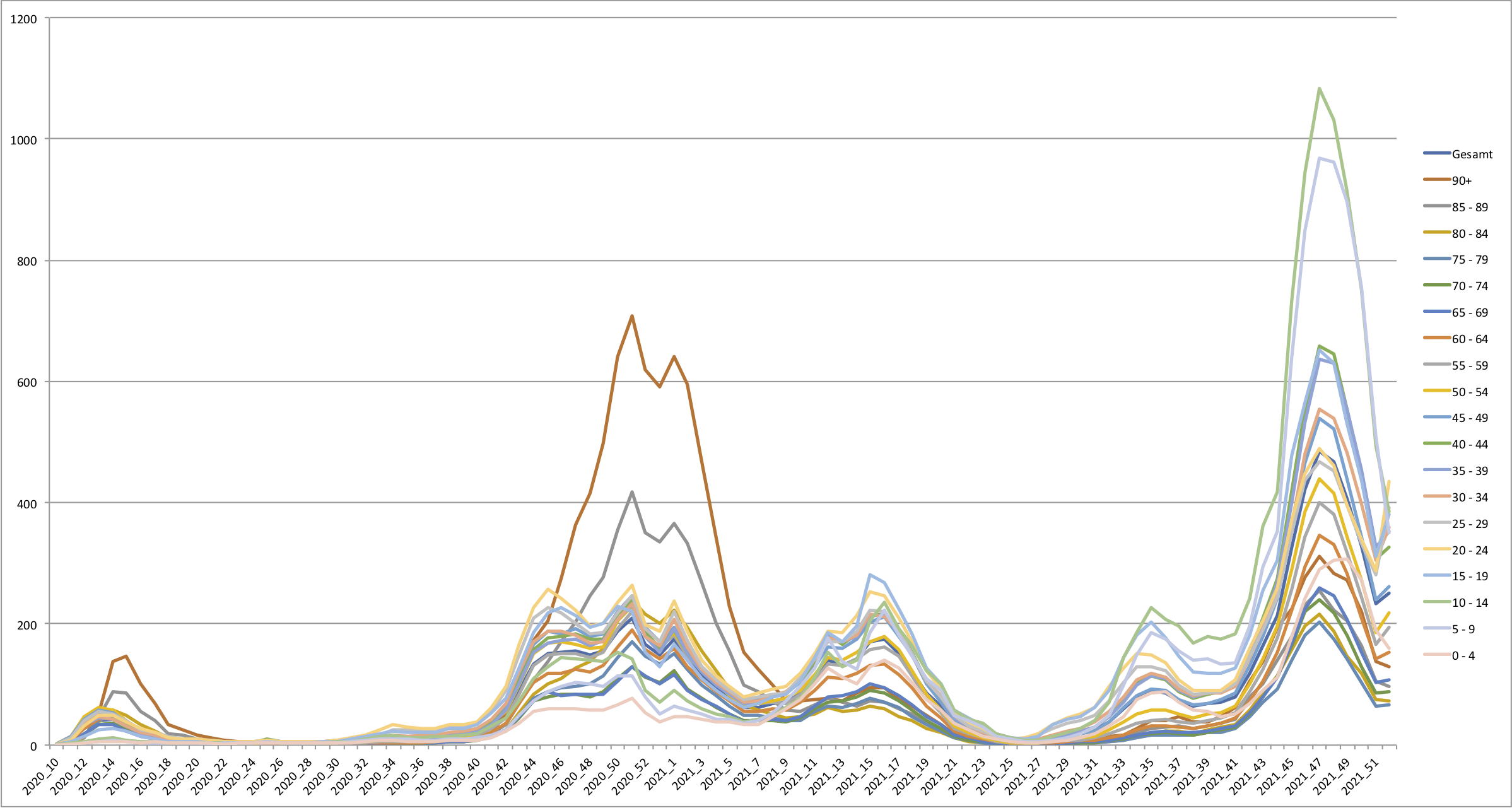
Gemeldete positive Nachweise von SARS-CoV-2 pro Woche je 100.000 Einwohner nach Altersgruppen (RKI) 2020–2021 (ohne Omikron-Welle)

### Hospitalisierte Personen und Intensivfälle
Das RKI veröffentlicht regelmäßig Angaben zur Hospitalisierungsrate, zur klinischen Situation sowie zur Belegung der Intensivbetten auf der Grundlage der Meldungen der Gesundheitsämter und der Daten des DIVI-Intensivregisters.
Die Hospitalisierungsrate gibt die Anzahl der Krankenhauseinweisungen Infizierter der letzten Woche pro 100.000 Einwohner bzw. einer Bezugsgruppe an. Dabei werden auch Fälle mitgezählt, bei denen Covid-19 nicht ursächlich für die Krankenhauseinweisung ist. Da sich die Hospitalisierung mit zunehmender Durchimpfung immer mehr von der Inzidenz abkoppelte, setzte sich diese seit September 2021 zunehmend als weiteres wichtiges Merkmal zur Beurteilung der Pandemieschwere durch. Zu unterscheiden sind die fixierte, aktualisierte und adjustierte Form.
Von den COVID-19-Fällen mit Angaben zur Hospitalisierung werden rund 5 % hospitalisiert, Mitte Februar 2021 betrug der Anteil noch 12 %, den Höchststand gab es Mitte April 2020 mit 22 %.
Von Pandemiebeginn bis Mitte März 2022 waren 13 % der Krankenhaus-Patienten mit COVID-19 jünger als 35 Jahre, zwei Drittel 60 Jahre oder älter.
Von den rund 22.800 betreibbaren Intensivbetten in Deutschland sind maximal etwa 5000 für Corona-Patienten vorgesehen, da die anderen anderweitig benötigt werden. Die folgende Grafik zeigt die Entwicklung der Intensivbettenbelegung durch COVID-Patienten nach Angaben des DIVI seit April 2020 (Stand 12. Juli 2023).
Das folgende Diagramm gibt für jeden Sonntag je Kalenderwoche die aktuelle Zahl der „Patienten COVID-19 auf Intensivstation“ an (gemittelt über 7 Tage).
Wie bei den positiven Virus-Nachweisen kommt es auch hier immer wieder im Rahmen der Qualitätssicherung zu Korrekturen, sodass die Zahl nicht immer exakt der Zahl der aktuellen Fälle entspricht.
Gemeldete Patienten COVID-19 auf Intensivstation – 2023 zu 2020–2022 im Pandemieverlauf

(Gleitender 7-Tage-Mittelwert nach DIVI/RKI, Datenstand 16. April 2023)

### Todesfälle

#### Todesfälle in Zusammenhang mit einer COVID-19-Infektion
In Deutschland gab es – Stand 28. Februar 2025 – bisher 187.229 Todesfälle im Zusammenhang mit COVID-19.
Gemäß den Ergebnissen von Obduktionen am Institut für Pathologie des Universitätsklinikums Schleswig-Holstein war 2020 bei etwa 85 Prozent derjenigen Todesfälle, die nach der äußeren Leichenschau an COVID-19 gestorben waren und anschließend obduziert wurden, die SARS-CoV-2-Infektion ursächlich für den Tod der Patienten.
Diese Relation änderte sich im Verlauf der Pandemie. Eine Untersuchung aller 227 SARS-CoV-2-assoziierten Todesfälle im Universitätsklinikum Hamburg-Eppendorf von März 2020 bis April 2022 ergab signifikante Unterschiede des Anteils der an und der mit einer SARS-CoV-2-Infektion Verstorbenen für die verschiedenen Subtypen des Virus. Bei Infektion mit dem 2020 vorherrschenden Wildtyp waren 85 % der untersuchten Todesfälle an COVID gestorben, bei Infektion mit der im Frühjahr 2021 dominierenden Alpha-Variante sogar 94 %, bei der im Herbst 2021 vorherrschenden Delta-Variante immer noch 82 %. Unter den Todesfällen im Klinikum, die zuvor positiv auf die im Frühjahr 2022 dominierende Omikron-Variante getestet worden waren, waren jedoch nur noch 46 % an COVID gestorben.
Ebenfalls erfasst wurde der Impfstatus der Verstorbenen. Von den SARS-CoV-2-assoziierten Todesfällen im Universitätsklinikum Hamburg-Eppendorf mit Delta-Infektion waren 66 % ungeimpft und 34 % geimpft oder geboostert, von den Todesfällen mit Omikron-Infektion waren 15 % ungeimpft und 85 % geimpft oder geboostert.
In den Veröffentlichungen des RKI wird lediglich eine Gesamtzahl der Todesfälle mit oder an SARS-CoV-2 Verstorbener aufgeführt (2020: 41.516, 1. Hj. 2021: 48.728). Einige Gesundheitsämter und Landesbehörden differenzieren in ihren Veröffentlichungen zwischen mit und an SARS-CoV-2 Verstorbenen. Dabei werden aber diejenigen Fälle, bei denen COVID-19 auf der Todesbescheinigung als mitursächliche Erkrankung vermerkt wird, unterschiedlich eingeordnet. Das Bayerische Landesamt für Gesundheit, das nur diejenigen Personen, die ausschließlich „aufgrund anderer Ursachen verstorben“ sind, als „mit SARS-CoV-2 verstorben“ rechnet, zählte von März 2020 bis Mai 2021 85–87 % der dem RKI übermittelten SARS-CoV-2-positiven Todesfälle als „an SARS-CoV-2 verstorben“. Dagegen meldet das Gesundheitsamt der Stadt Halle, das jeden Einzelfall zuordnet, bis einschließlich KW 26/2021 etwa 34 % der 355 im Stadtgebiet mit COVID-19-assoziierten Todesfälle als „an dem Virus gestorben“ und die übrigen 66 % als „mit dem Virus gestorben“.
In einer Pressemitteilung vom 8. Juli 2021, die auf der Auswertung von 92 % aller Sterbefälle in Deutschland basierte, bezifferte das Statistische Bundesamt die Zahl der im Jahr 2020 Verstorbenen, bei denen COVID-19 als verantwortliche Todesursache angegeben wurde, auf 30.136. Bei weiteren 6.155 Personen wurde COVID-19 zwar als Begleiterkrankung in dem Totenschein vermerkt, sie starben aber an einem anderen Grundleiden.
36.291 Menschen starben an oder mit COVID-19, 30.136 davon (83 %) an COVID-19.
Dieses Verhältnis ist allerdings im Pandemieverlauf nicht konstant. Für das Jahr 2021 veröffentlicht das Statistische Bundesamt in einer Sonderauswertung schrittweise Daten zu den Todesursachen. Demnach waren im Januar 2021 noch 83 % der Fälle an COVID-19 gestorben, im Juli 2021 dagegen nur 64 %.

COVID-19-assoziierte Todesfälle in Deutschland nach Daten der WHO (oben kumuliert, unten Tagesdifferenz)

Das folgende Diagramm gibt für jeden Tag die Differenz zum Vortag für die dem RKI bekannt gewordenen Todesfälle an. Wie bei den positiven Virus-Nachweisen kommt es auch hier immer wieder im Rahmen der Qualitätssicherung zu Korrekturen, sodass die Differenz zum Vortag nicht immer exakt der Zahl der neu bekannt gewordenen Fälle entspricht.
Todesfälle in Deutschland, Änderung der Zahl der bekannten Todesfälle gegenüber Vortag
nach den Daten des RKI
Das folgende Diagramm gibt die Zahl der COVID-19-assoziierten Todesfälle in Deutschland nach der WHO-Statistik an (oben kumuliert, unten Tagesdifferenz).
Das folgende Diagramm gibt für jeden Samstag je Kalenderwoche die Differenz zum Vortag (gemittelt über 7 Tage) für die dem RKI bekannt gewordenen Todesfälle an.
Wie bei den positiven Virus-Nachweisen kommt es auch hier immer wieder im Rahmen der Qualitätssicherung zu Korrekturen,
sodass die Differenz zum Vortag nicht immer exakt der Zahl der neu bekannt gewordenen Fälle entspricht.
Täglich gemeldete Todesfälle COVID-19 – 2023 zu 2020–2022 im Pandemieverlauf
(Gleitender 7-Tage-Mittelwert, nach worldometers.info, Datenstand 16. April 2023)

Ende März 2020 war der in Deutschland im Vergleich zu anderen großen europäischen Staaten wie Italien, Spanien und Frankreich deutlich niedrigere Fall-Verstorbenen-Anteil Thema in den Medien, wofür unterschiedliche Ursachen vermutet wurden. Neben unterschiedlichen Dunkelziffern aufgrund unterschiedlich guter Testabdeckung könne dies auch mit dem geringeren Alter des durchschnittlichen Infizierten von anfänglich 46 bis 47 Jahren in Deutschland gegenüber beispielsweise 63 Jahren in Italien zusammenhängen, was teilweise damit erklärt wird, dass sich in der Anfangsphase aus Deutschland besonders viele Menschen im Skiurlaub speziell in Ischgl und bei Faschingspartys angesteckt hätten. Der Virologe Christian Drosten erklärte die niedrige Sterblichkeitsquote (also das Verhältnis der Zahl der Verstorbenen zur Zahl der Infizierten) vor allem mit der hohen Testabdeckung in Deutschland, wo durch das Testen des Umfeldes von Infizierten viele leichte Fälle (vorwiegend junge Menschen) mit in die Statistik gelang(t)en. Auch die Anzahl der Intensivbetten in den jeweiligen Ländern ist als Grund genannt worden. So hatte Italien vor der Pandemie 5.000 Betten, das Vereinigte Königreich 4.100 und Deutschland zunächst 28.000 Intensivbetten.

#### COVID-19-Todesfälle nach Alter und Geschlecht

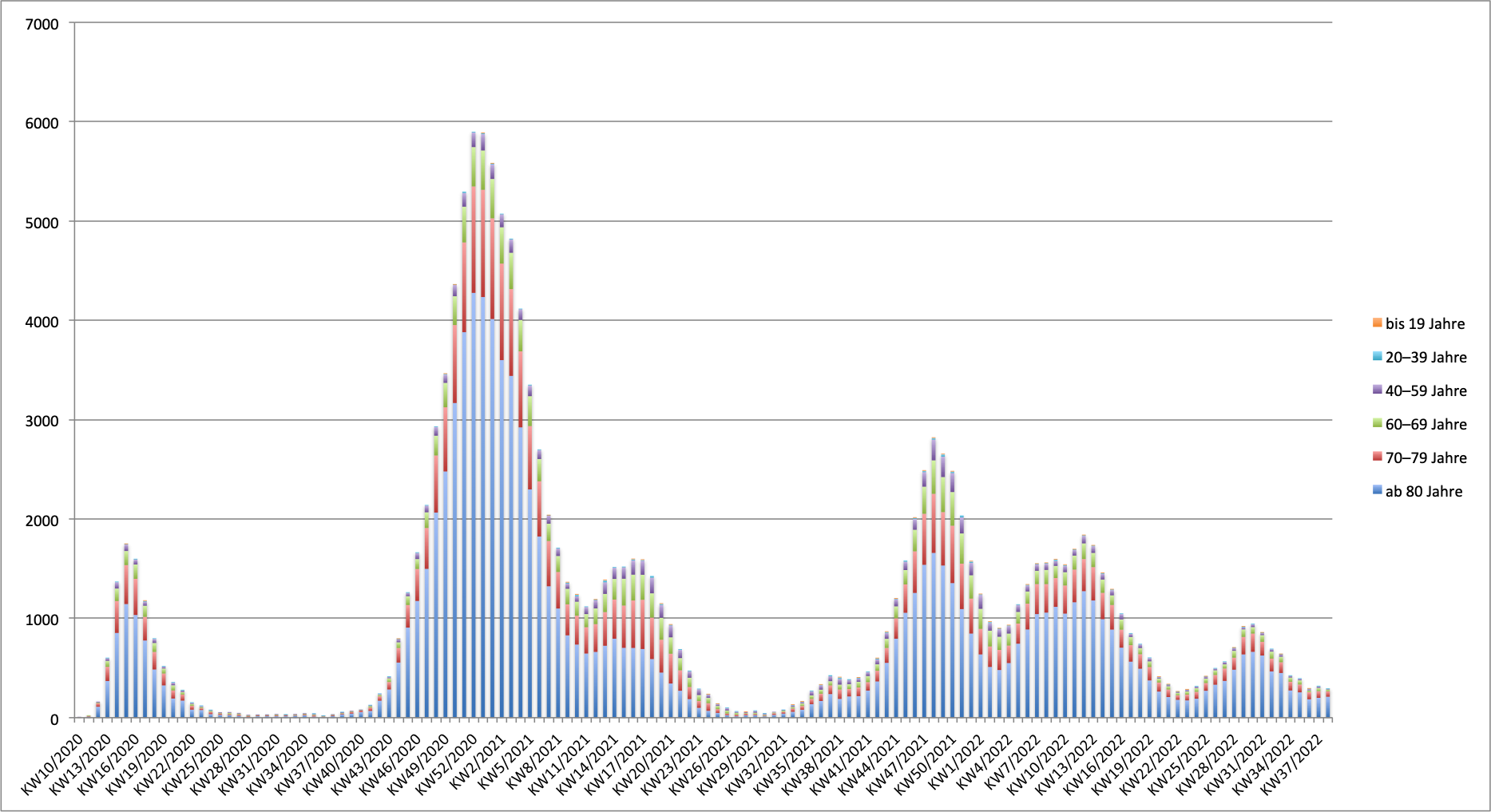
COVID-19-assoziierte Todesfälle in Deutschland nach Altersgruppen von März 2020 bis September 2022 (Daten: RKI)

Bis Februar 2022 starben 50 Menschen unter 20 Jahren an oder mit einer SARS-CoV-2-Infektion. Insgesamt 1,5 % der Verstorbenen waren unter 50 Jahre alt, die meisten mit Vorerkrankungen. 85 % der Verstorbenen hatten ein Alter von 70 Jahren oder darüber.
163.000 COVID-19 Todesfälle nach Alter und Geschlecht – Pandemie insgesamt
(RKI, Datenstand 11. Januar 2023)

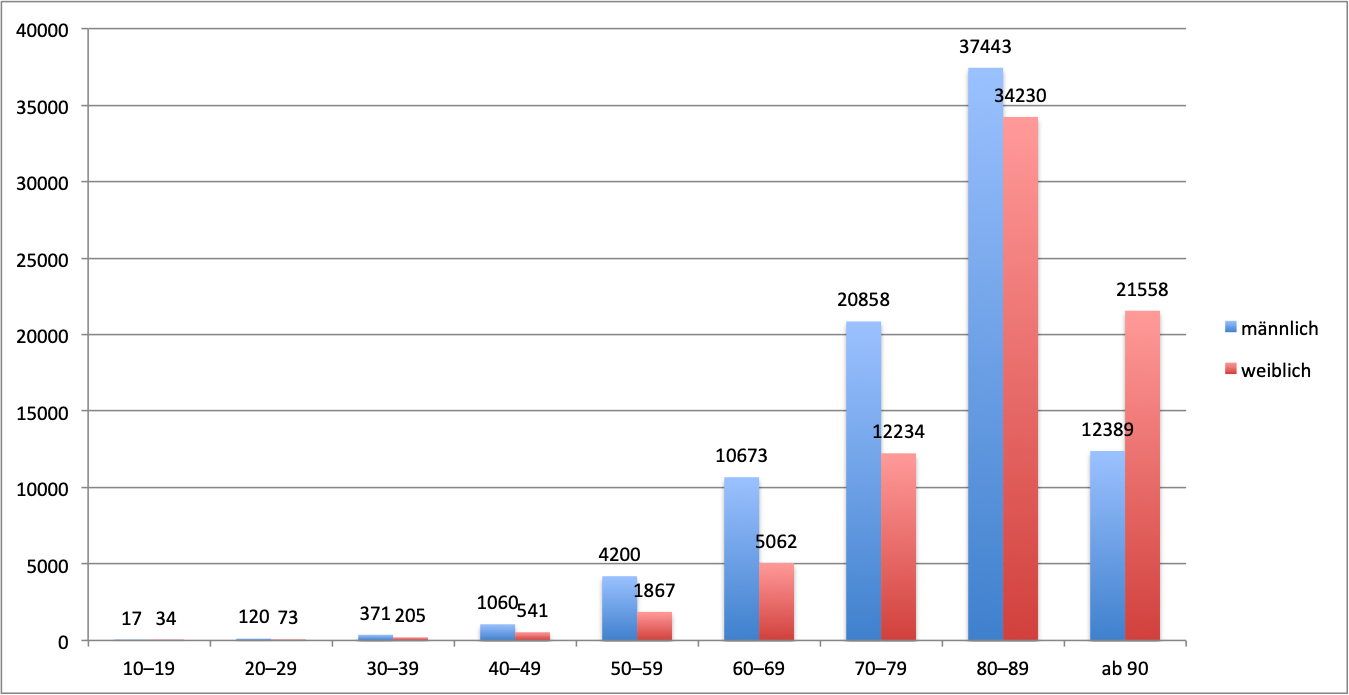
COVID-19-assoziierte Todesfälle (mit oder an COVID-19 Gestorbene) in Deutschland nach Alter und Geschlecht, Stand 11. Januar 2023

COVID-19 Todesfälle pro Woche in Deutschland mit Altersverteilung ab Pandemiebeginn
Ab Oktober 2022 keine Aktualisierung mehr (da ab 2022 viele Verstorbene nicht „durch“, sondern „mit“ Corona)

#### Entwicklung der gesamtgesellschaftlichen Sterblichkeit
Seit dem 30. April 2020 gibt das Statistische Bundesamt einen Sonderbericht zu den Sterbefällen in Deutschland heraus, in dem die vorläufigen gesamtgesellschaftlichen Sterbefallzahlen der Jahre 2020 und 2021 jeweils mit denen der Vorjahre 2016 bis 2019 bzw. 2017 bis 2020 verglichen werden können. Diese Sonderauswertung liefert nach Angaben des Herausgebers Daten zur Einordnung einer zeitweisen Übersterblichkeit im Zusammenhang mit der Corona-Pandemie. Die wöchentlichen Zahlen für die aktuellen Zeiträume werden jeweils nach Ablauf von 4 Wochen veröffentlicht. Das Statistische Bundesamt gibt an, dass nach 4 Wochen erfahrungsgemäß 97 % aller tatsächlichen Sterbefälle erfasst werden können.
Sterbefallzahlen ohne Differenzierung nach Todesursachen sind eine wichtige Quelle, um den Verlauf der Pandemie in unterschiedlichen Ländern miteinander vergleichen zu können, weil sie von den unterschiedlichen Teststrategien und Zählweisen der SARS-CoV-2-assoziierten Todesfälle unabhängig sind und auch die Folgen der zur Bekämpfung der Pandemie ergriffenen Maßnahmen einschließen. Die Initiative European mortality monitoring (Euromomo), an der sich seit April 2021 auch Deutschland beteiligt, verarbeitet und visualisiert entsprechende Daten für eine Reihe von europäischen Ländern.
Eine in The Lancet im März 2022 veröffentlichte Studie hat die pandemiebedingte Übersterblichkeit für die Jahre 2020 und 2021 anhand von Bevölkerungsstatistiken weltweit untersucht und miteinander verglichen. Dabei wurde für Deutschland für diese beiden Jahre eine pandemiebedingte Übersterblichkeit von 120,5 je 100.000 Einwohner (95%-KI: 115,1–125,1 je 100.000 Einwohner) ermittelt. Dieser Wert ist etwa vergleichbar mit der pandemiebedingten Übersterblichkeit in Frankreich (124,2 je 100.000 Einwohner; 95%-KI: 120,5–127,7) und signifikant niedriger als z. B. in Spanien (186,7; 95%-KI: 181,3–191,5), aber deutlich höher als in Dänemark (94,1; 95%-KI: 80,5–106,3) oder Schweden (91,2; 95%-KI: 85,2–98,1).
Insgesamt starben nach Angaben des Statistischen Bundesamts im Jahr 2020 bundesweit rund 985 600 Menschen, das waren 5 % mehr als im Jahr 2019. Allein aufgrund der Alterung der Bevölkerung wäre nur ein Anstieg der Sterbefallzahlen um etwa 2 % zu erwarten gewesen. Übersterblichkeit trat 2020 jeweils parallel zu den Corona-Wellen im Frühjahr und Winter auf und räumlich in den Bundesländern mit vielen COVID-19-Fällen.
Die höchsten wöchentlichen Sterbefallzahlen während der pandemischen Phase waren 25.554 Todesfälle in der 52. Kalenderwoche 2020, womit aber die Sterbefallzahlen auf dem Höhepunkt der Influenza-Epidemie 2017/18 (26.777 Todesfälle in der 10. Kalenderwoche 2018) nicht erreicht wurden.
Im Jahr 2021 war im Januar zu Ende der zweiten Corona-Welle eine Übersterblichkeit zu beobachten. Dagegen lagen die Zahlen im Februar und März unter dem Vergleichswert. Von September bis Dezember 2021 zeigte sich, mit Höhepunkt im November, eine erhebliche Übersterblichkeit, die sich nur zum Teil mit den gemeldeten COVID-19-Todesfällen erklären lässt und die zum Teil mit Folgen der zur Pandemiebekämpfung ergriffenen Maßnahmen erklärt wird.
Von Januar 2022 an lagen die Sterbefallzahlen zunächst wieder im Bereich des mittleren Wertes aus den Vorjahren bzw. entsprechend dem steigenden Anteil älterer Menschen leicht darüber. Von Juni 2022 bis Januar 2023 waren die Sterbefallzahlen in einem Maße erhöht, das sich nicht mit COVID-19 und auch nur phasenweise mit Hitzewellen erklären lässt. Laut Jonas Schöley vom Max-Planck-Institut für Demografische Forschung ist anzunehmen, dass die erhöhten Sterbefallzahlen im Jahr 2022 auf indirekte Effekte der Pandemie zurückzuführen seien. Die bisher mit Abstand höchste wöchentliche Sterbefallzahl, mehr als 28.500 Todesfälle in der 51. Kalenderwoche 2022 (das sind 32 % mehr als im Durchschnitt der vier Vorjahre), fiel mit einer starken Zunahme der Influenza-Erkrankungen zusammen. Insgesamt starben im Jahr 2022 rund 1,06 Millionen Menschen, 3,4 % mehr als im Vorjahr. Nach Angaben des statistischen Bundesamtes kann nur etwa ein Fünftel des gesamten Anstiegs im Jahr 2022 mit der steigenden Zahl älterer Menschen erklärt werden. Dabei wurde „ab November ein Niveau bei Atemwegserkrankungen im Allgemeinen erreicht, das über dem Höhepunkt schwerer Grippewellen der Vorjahre lag“.
Wöchentliche Sterbefallzahlen in Deutschland nach Angaben des Statistischen Bundesamts

Das statistische Bundesamt stellte auch die Todesdaten der Jahre 2017–2023 in einem wöchentlich aktualisierten Diagramm zusammen. Dadurch werden die Spitzen während der Grippewellen in den Jahren 2017, 2018 und 2022 mit den (niedrigeren) Spitzen der COVID-19-Wellen 2020 und 2021 anschaulich vergleichbar.

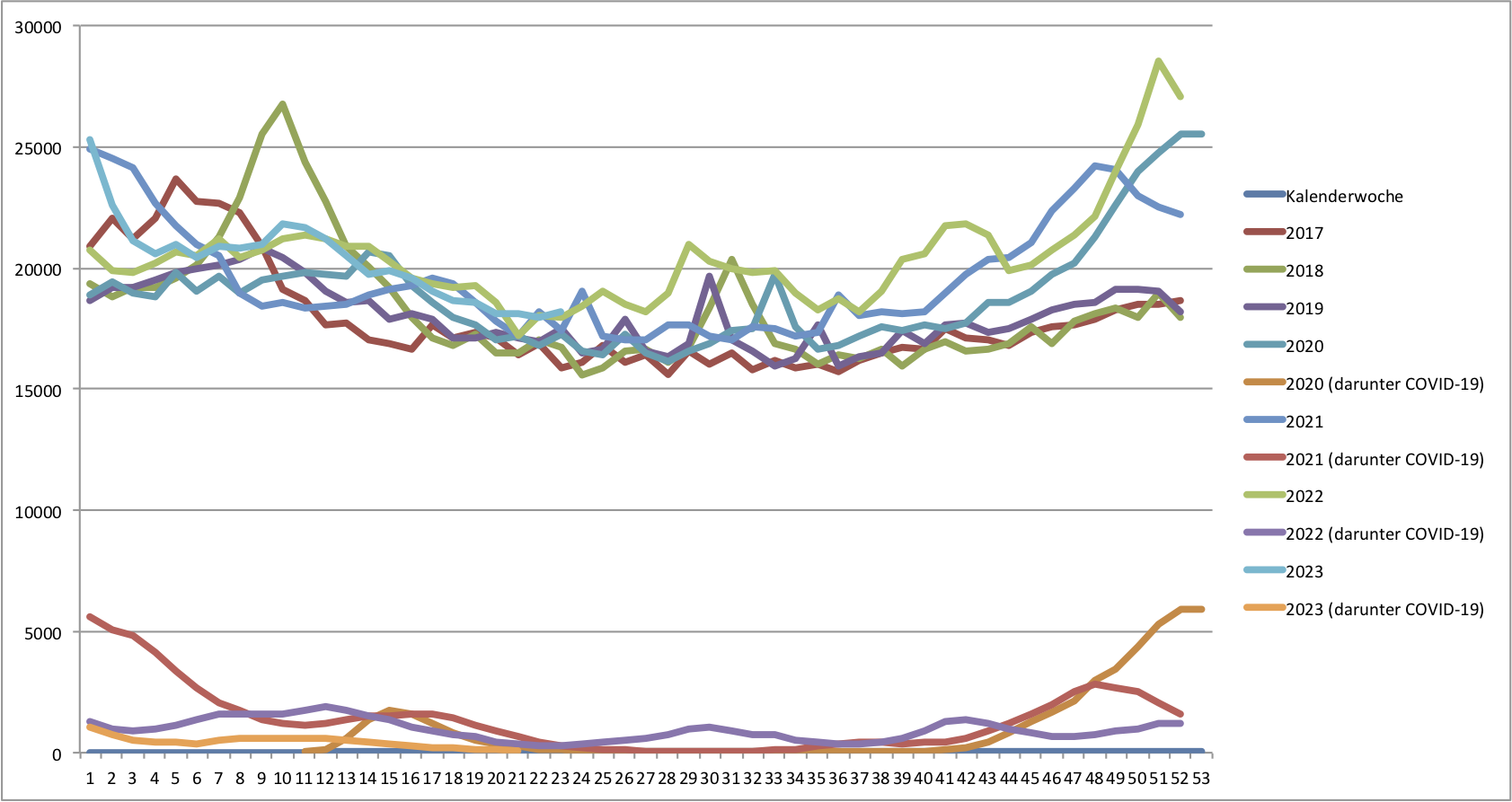
Wöchentliche Sterbefallzahlen in Deutschland 2017–2023 (Stand: 20. Juni 2023)

#### Obduktionsfälle
Die Obduktionsfälle von COVID-19-Erkrankten werden seit 2020 deutschlandweit an der Uniklinik der RWTH Aachen im Deutschen Register für COVID-19-Autopsien (DeRegCOVID) erfasst. Das Register soll als zentrale Vermittlungsstelle für Datenanalyse und Forschungsanfragen dienen.

### Genesene und aktive Fälle
Seit dem 30. März 2020 publiziert das Robert Koch-Institut Schätzzahlen zu den Genesenen. Seit dem 12. Dezember werden außerdem die aktiven Fälle im Situationsbericht geschätzt. Beide Zahlen werden ausgehend von der Zahl der zuvor als infiziert erfassten Personen geschätzt.
Laut Robert Koch-Institut liegt ein genaues Datum der Genesung für die meisten Fälle nicht vor und die Erhebung des Datums ist auch nicht gesetzlich vorgesehen. Daher schätzt das RKI die Anzahl der Genesenen mit einem Algorithmus. Bei der Berechnung der Genesenen berücksichtigt das RKI, ob ein COVID-19-Fall verstorben ist und ob Informationen zur Hospitalisierung vorliegen. Personen, bei denen das nicht der Fall ist, gelten für die Statistik nach Ablauf fester Zeitintervalle als genesen. Das RKI geht bei der Berechnung von Durchschnittswerten in der Behandlung aus. Es handelt sich also um eine grobe Schätzung. Längere und kürzere Krankheitsverläufe in Einzelfällen bleiben ebenso unberücksichtigt wie Spätfolgen.
Die aktiven Fälle ergeben sich aus der Zahl der übermittelten Fälle abzüglich der Todesfälle und der geschätzten Zahl der Genesenen. Da sowohl die Schätzung der Genesenen wie die Schätzung der aktiven Fälle auf den gemeldeten Infektionen beruhen, ist die Dunkelziffer nicht berücksichtigt.
Nach Angaben des RKI mit Datenstand 2. Juni 2023 schätzt dieses 38.240.600 Personen als genesen. In der nachfolgenden Grafik entspricht die Höhe der gesamten Fläche den gemeldeten Fällen bis zum jeweiligen Tag. Die aktiven Fälle ergeben sich durch Abziehen der Zahl der Genesenen und Verstorbenen zum gleichen Tag.
Verstorbene, Genesene, Aktive (=Differenz zur Gesamtzahl der Infektionen in Deutschland)
gestapeltes Flächendiagramm nach Daten des RKI
Genesene: nach Schätzung des RKI; aktive Fälle: aus erfassten Infektionen, Verstorbenen, Schätzung d. Genesenen

### Reproduktionszahl
Im Rahmen der Modellierung und Vorausberechnung des Verlaufs der Pandemie schätzt das RKI die Nettoreproduktionszahl R. Die Reproduktionszahl beschreibt, wie viele Menschen eine infizierte Person im Mittel ansteckt. Ausgangspunkt der Schätzung ist die Zahl der von den Gesundheitsämtern erfassten und ans RKI gemeldeten Neuerkrankungen pro Tag. Darauf aufbauend schätzt das RKI die Anzahl der tatsächlichen Erkrankungsfälle (unter Berücksichtigung des Diagnose-, Melde- und Übermittlungsverzugs). Die mittlere Dauer von einer Infektion bis zur Ansteckung der nächsten Person schätzt das RKI auf 4 Tage. Der R-Wert beschreibt, wie sich die geschätzten neuen Erkrankungsfälle im Vergleich zum Stand 4 Tage zuvor entwickelt haben. Bspw. schätzt das RKI die mittlere Anzahl der Erkrankungen für den 6. März 2020 und die drei vorhergehenden Tage auf 511, die entsprechende Anzahl für den 2. März auf 227. Daraus ergibt sich für den 6. März ein R-Wert von 511 / 227 = 2,25.
Das Datum des R-Werts entspricht dem Erkrankungsbeginn der Fälle. Das zugehörige Infektionsgeschehen liegt eine Inkubationszeit von im Mittel 5 Tagen zurück. Für die letzten 3 Tage veröffentlicht das RKI wegen des unsicheren Datenstands überhaupt keinen R-Wert. Also veröffentlichte das RKI am 28. Mai 2020 den R-Wert für die am 24. Mai ausgebrochenen Erkrankungen. Bei einer Inkubationszeit von 5 Tagen entspricht das den Infektionen vom 19. Mai.
Insgesamt bildet damit der R-Wert, der heute berichtet wird, das Infektionsgeschehen vor etwa einer bis zwei Wochen ab. Seit dem 14. Mai berechnet das RKI zusätzlich eine glättende „7-Tage-Reproduktionszahl“. Der 7-Tage-R-Wert bildet Trends zuverlässiger ab, reagiert aber langsamer auf das aktuelle Infektionsgeschehen. Der 7-Tage-R-Wert bildet somit das Infektionsgeschehen vor etwa einer bis etwas mehr als zwei Wochen ab.
Besonders die aktuellen Werte sind mit einer erheblichen statistischen Unsicherheit behaftet. Dementsprechend korrigiert das RKI die ursprünglich gemeldeten Werte für einzelne Tage regelmäßig nachträglich, wenn sich die Datenlage verbessert hat. Am 9. Mai 2020 meldete das RKI bspw., dass die Reproduktionszahl (für den 5. Mai) wieder den kritischen Wert von 1 überschritten habe. Das stieß in den Medien auf erhebliche Aufmerksamkeit. Ende Mai schätzte das RKI den R-Wert für den 5. Mai auf Basis verbesserter Daten nur noch auf 0,91.
Für die tabellarische Darstellung der geschätzten Nettoreproduktionszahl siehe: COVID-19-Pandemie in Deutschland/Statistik #Reproduktionszahl.

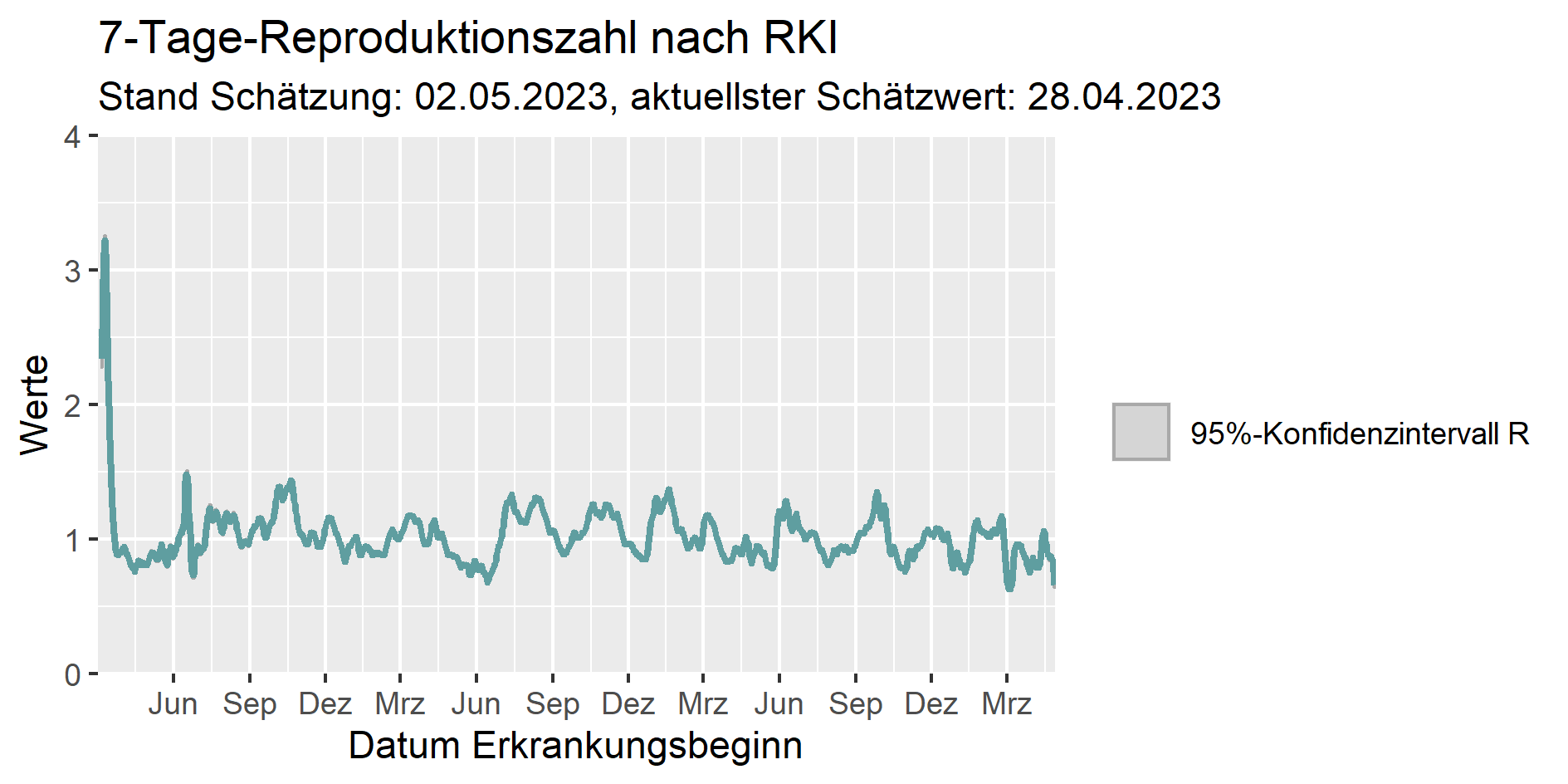
Geschätzte Werte der Nettoreproduktionszahl nach RKI (Nowcasting und R-Schätzung). Das RKI korrigiert täglich mit verbesserter Datenlage die ursprünglich gemeldeten Werte einzelner Tage.

### Dunkelziffer
Der Begriff Dunkelziffer steht für die Untererfassung, also die Differenz zwischen den erfassten und den tatsächlichen Infektionsfällen.
Im Rahmen von Antikörperstudien kann der Anteil der Personen geschätzt werden, die tatsächlich eine Infektion durchgemacht haben, inklusive nicht erkannter Infektionen. Auch Antikörperstudien könnten den Anteil der Infektionen allerdings unterschätzen, weil nicht alle Menschen nach einer Infektion nachweisbare Antikörper haben.
Eine Übersichtsarbeit aus Dezember 2020 kommt zum Ergebnis, dass sich im Frühjahr und Frühsommer 2020 zwar in einigen Hotspots in Deutschland ein Anteil von bis zu 16 % der Erwachsenen mit SARS-CoV-2 infiziert hat, jedoch außerhalb von umschriebenen Hotspots der Anteil von Personen mit Antikörpern (Seroprävalenz) noch sehr viel niedriger ist. In einer Reihe von Studien mit Zufallsstichproben aus der Bevölkerung wie der COVID-19 Case-Cluster-Study lag der Untererfassungsfaktor mehrheitlich zwischen 4 und 6. Anonymisierte Untersuchungen von Blutspenden in 28 Regionen in Deutschland zeigen bis April 2021 eine Seroprävalenz von 17,3 %, von denen etwa 14 % auf eine vorangegangene Infektion mit SARS-CoV-2 zurückzuführen sind.
Eine zusammenfassende Studie des RKI vom September 2021 schätzte anhand von 25 Erhebungen des Antikörperstatus die Untererfassung zu Beginn der Pandemie auf den Faktor 5. Im Verlauf der Pandemie sei diese in etwa auf den Faktor 2 abgesunken.
Die fortschreitende Impfkampagne, die Zahl der COVID-Tests, die Teststrategie, die Ausbreitung der COVID-Varianten Alpha seit Jahresanfang und Delta seit Juni 2021, die Lockerungen nach dem starken Rückgang der Zahl der Neuinfektionen und COVID-Toten und viele andere Faktoren beeinflussen die Dunkelziffer; sie ist keine fixe Größe. Die Dunkelziffer hängt auch stark vom Verhalten der COVID-Infizierten ab.

### Weitere Statistiken
Neben den in diesem Kapitel dargestellten Statistiken stehen eine Vielzahl von weiteren Daten zur Einschätzung der Pandemie zur Verfügung.
→ Für eine Darstellung der Testkapazitäten, der durchgeführten Tests und Anteil positiver Ergebnisse siehe COVID-19-Pandemie in Deutschland/Testung.
Die für die Surveillance von SARS-CoV-2 erweiterte Antibiotika-Resistenz-Surveillance (ARS) am Robert Koch-Institut sowie das Nationale Referenzzentrum für Influenza (NRZ) im Robert Koch-Institut veröffentlichen im Rahmen der epidemiologischen Überwachung Statistiken zu Vorkommen von SARS-CoV-2.
→ Für die Fälle pro Tag nach Bundesländern siehe COVID-19-Pandemie in Deutschland/Statistik #Fälle pro Tag nach Bundesländern.
Ende Mai 2021 erklärte die Bundesforschungsministerin Anja Karliczek, es seien bisher etwa 3,5 Millionen Menschen in Deutschland infiziert worden und schätzungsweise 350.000 Menschen wiesen sechs Wochen bis zehn Monate später noch nennenswerte Symptome auf („Long COVID“).
Im April 2025 wurde durch eine Umfrage der Frankfurter Allgemeine Zeitung bekannt, dass bundesweit mehr als 14.000 Anträge auf Anerkennung von Impfschäden bei den zuständigen Ämtern eingegangen seien; in knapp 600 Fällen sei ein Impfschaden anerkannt worden.

## Reaktionen und Prognosen in der Wissenschaft
Wissenschaftler und Forschungseinrichtungen in Deutschland leisteten und leisten wesentliche Beiträge zur Erforschung des Virus SARS-CoV-2 und zum Verständnis und zur Behandlung der Krankheit COVID-19. Forschungen, die das Virus SARS-CoV-2, die Krankheit COVID-19 und die Impfstoffentwicklung betreffen, sind in den entsprechenden Artikeln zu finden. Dieser Abschnitt stellt die Forschung zur Entwicklung und zur Eindämmung der Pandemie in Deutschland dar.

### Einschätzung der Gefahrenlage
Zwischen Januar und März 2020 änderten sich die Einschätzungen der Gefahrenlage mehrfach. Das Robert Koch-Institut bewertete das Risiko für die Bevölkerung in Deutschland am 28. Februar 2020 als „gering bis mäßig“, seit dem 17. März als „hoch“ und für Risikogruppen seit dem 26. März als „sehr hoch“. Während es im März 2020 noch erhebliche Unklarheiten über die Gefährlichkeit und Verbreitungsgeschwindigkeit der Pandemie gab, hat sich der Wissenstand seitdem schrittweise verbessert – ohne dass damit alle Fragen abschließend geklärt wären. Von Dezember 2020 bis Mai 2021 wurde das Risiko durchgängig als „sehr hoch“ bewertet, erst am 1. Juni 2021 wurde es wieder auf „hoch“ heruntergestuft. Im Juli 2021 wurde erstmals die Risikobewertung für Geimpfte differenziert bewertet, sie wurde für vollständig Geimpfte als „moderat“ bezeichnet. Ab Anfang Mai 2022 bewertete das Robert Koch-Institut das Risiko unabhängig vom Impfstatus als „hoch“.
Die jeweils aktuelle Risikobewertung wird auf der Homepage des Robert Koch-Instituts veröffentlicht.

### Wissenschaftskommunikation und Publikationswesen
Die COVID-19-Pandemie führte zu einer enormen Beschleunigung des wissenschaftlichen Publizierens und der Wissenschaftskommunikation. Zu Beginn standen Wissenschaft, Politik und Öffentlichkeit zeitgleich vor der Herausforderung, schnell Wissen aufzubauen, einzuordnen, aber auch schnell zu handeln und zu reagieren. Die auch im Alltag übliche wissenschaftliche Politikberatung fand in dieser Situation große öffentliche Aufmerksamkeit. Neben der direkten Beratung der Regierungen durch einzelne Wissenschaftler und Forschungsinstitute veröffentlichten auch die großen Wissenschaftsinstitutionen wie die Nationale Akademie der Wissenschaften Empfehlungen und Positionspapiere zu aktuellen Fragen. Gleichzeitig stellten Wissenschaftler wie Christian Drosten und Alexander S. Kekulé neue wissenschaftliche Erkenntnisse in Podcasts der Öffentlichkeit vor.

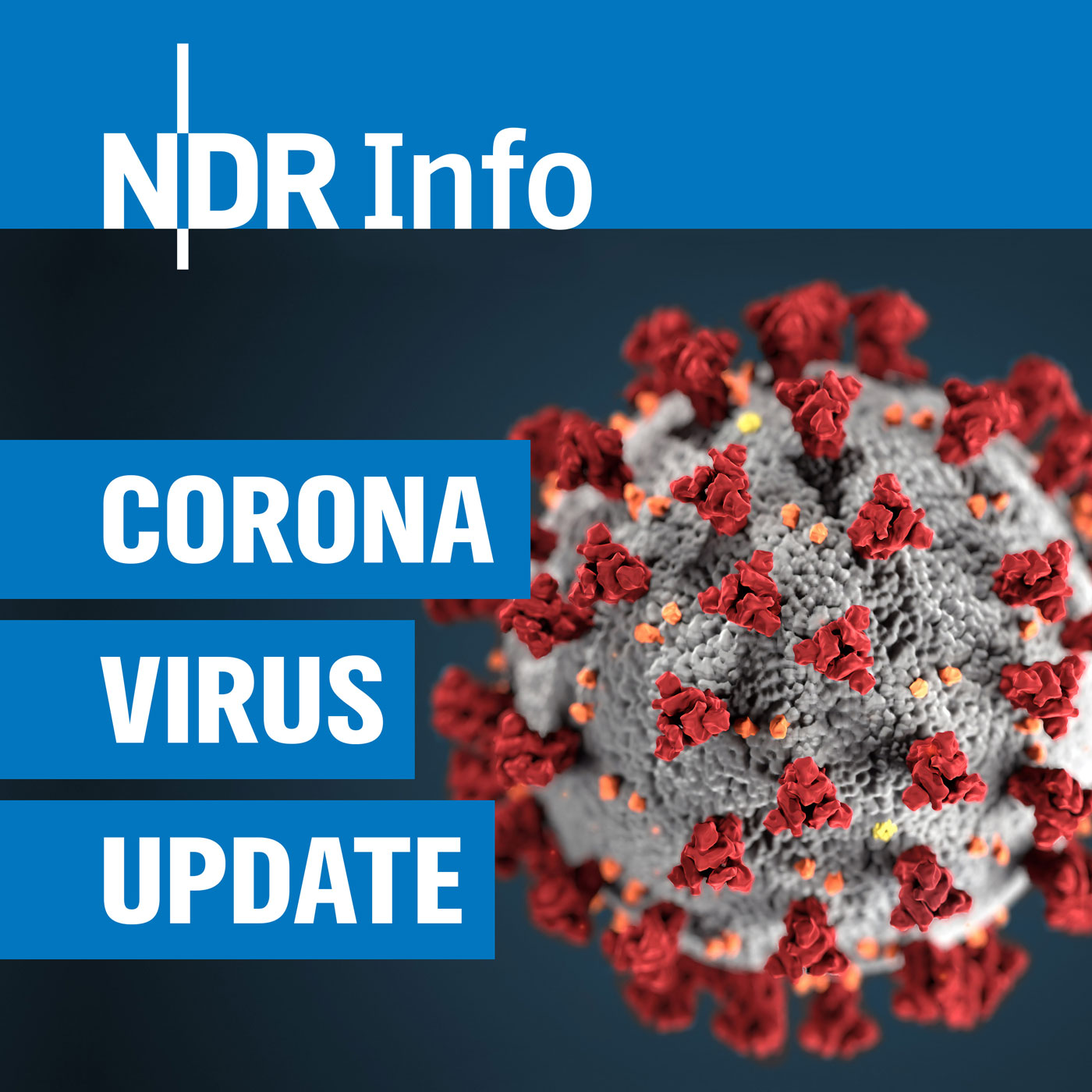
Das Coronavirus-Update wurde mehrfach als Beispiel für gelungene Wissenschaftskommunikation ausgezeichnet

 Der Podcast Coronavirus-Update mit Sandra Ciesek und Christian Drosten wurde vielfach ausgezeichnet und dafür gelobt, dass er auch die Unsicherheit von wissenschaftlichem Wissen transparent gemacht habe und zur Selbstkorrektur bereit gewesen sei. Das Wissenschaftsbarometer stellte 2020 ein im Vergleich zu den Vorjahren höheres Vertrauen der Bevölkerung in Wissenschaft fest. Der Wissenschaftsrat kam im Januar 2021 zu der Einschätzung, politisch Verantwortliche hätten die Bereitschaft gezeigt, „deutlicher und sichtbarer als im Regelfall wissenschaftliche Erkenntnisse, Prognosen und Szenarien als zentrale Argumente in ihrer Entscheidungsfindung zu berücksichtigen“. Gleichzeitig waren Teile der Bevölkerung ausgesprochen wissenschaftskritisch eingestellt. Protestbewegungen bauten ein „Gegenwissen“ auf, das sich aus einem fundamentalen Misstrauen gegen politische, wissenschaftliche und mediale Eliten sowie aus emotionalen Beweisführungen und konspirationistischen Unterstellungen speist.
Siehe auch: #Umgang mit abweichenden Ansichten
Um Forschungsergebnisse schnell zur Verfügung zu stellen, werden seit Beginn der Pandemie sehr viele Publikationen auf sogenannten Preprint-Servern veröffentlicht. Auch Publikationen in Fachzeitschriften erfolgen zum Teil als Kommentar oder als Bericht, also ohne den sonst üblichen Weg der Begutachtung, da dieser typischerweise mehrere Monate dauert. Viele Wissenschaftler wie der Direktor des Cochrane-Zentrums Deutschland, Jörg Meerpohl, sehen es als problematisch an, dass manche dieser Studien in den Medien oder auch von anderen Wissenschaftlern als entscheidende wissenschaftliche Erkenntnis eingestuft werden, obwohl die Unsicherheiten noch nicht ausreichend berücksichtigt sind.

### Gutachten und Empfehlungen von Expertengremien

Die Stellungnahmen der Leopoldina hatten erheblichen Einfluss.

Zahlreiche wissenschaftliche Fachgesellschaften, Akademien und Beratungsgremien legten Gutachten und Empfehlungen zu verschiedenen Aspekten der Pandemie in Deutschland vor.
Die Nationale Akademie der Wissenschaften veröffentlichte insgesamt neun ad-hoc-Stellungnahmen zum Umgang mit der Pandemie. Die Stellungnahmen wurden als wichtige Beiträge zum wissenschaftsgestützten Umgang mit einer für Politik und Öffentlichkeit völlig neuen Situation gewürdigt. In der Öffentlichkeit wurde aber auch die wissenschaftliche Qualität einzelner Empfehlungen der Leopoldina in Frage gestellt und der Wissenschaftsakademie eine zu große Nähe zur Politik und zur Bundesregierung vorgeworfen.

### Datenerhebung und Datenerschließung
Bereits Ende März und Anfang April 2020 wiesen zahlreiche Wissenschaftler darauf hin, dass die alleinige Betrachtung der Fallzahlen zur Einschätzung der Pandemie nicht ausreicht. Dazu gehörten das Deutsche Netzwerk Evidenzbasierte Medizin ebenso wie Statistikexperten aus verschiedenen Wissenschaftsbereichen. Sie forderten, wie am 13. April 2020 auch die Nationale Akademie der Wissenschaften, die symptomgeleiteten Tests durch Zufallsstichproben der Gesamtbevölkerung zu ergänzen, weil nur so das gesamte Infektionsgeschehen inklusive der Dunkelziffer eingeschätzt werden könne. Seit April 2020 wurden zahlreiche Studien eingeleitet, die das Vorhandensein von Antikörpern gegen SARS-CoV-2 in verschiedenen Bevölkerungsgruppen untersuchen („seroepidemiologische Studien“). Seroepidemiologische Studien zeigen, wie viele Personen eine SARS-CoV-2-Infektion durchgemacht haben und erlauben es damit, im Nachhinein die Verbreitung von COVID-19 in der Bevölkerung inklusive der Dunkelziffer abzuschätzen. Sie liefern allerdings keine tagesaktuellen Fallzahlen.
→ Zu Ergebnissen der Studien siehe Dunkelziffer
Zur besseren Überwachung von Virus-Mutationen fördert das Bundesgesundheitsministerium seit Januar 2021 die verstärkte Genomsequenzierung von Viren. Das Robert Koch-Institut baut derzeit die technische Plattform „Deutscher Elektronischer Sequenzdaten-Hub (DESH)“ zur systematischen elektronischen Sammlung und Auswertung der Daten auf.

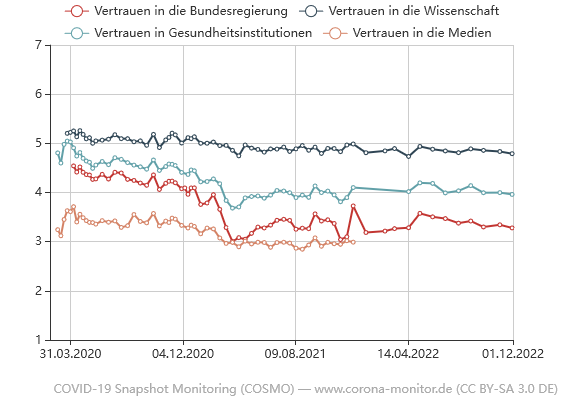
COSMO-Studie – Befragung – Welle 70 Ende November 2022
Wie viel Vertrauen haben Sie in die diese Personen und Organisationen, dass sie in der Lage sind, gut und richtig mit dem Coronavirus umzugehen?
(1–Sehr wenig Vertrauen / 7–Sehr viel Vertrauen)

Zahlreiche Forschungsprojekte sammeln Daten, um die Auswirkungen der COVID-19-Pandemie und ihrer Bekämpfung auf die Gesellschaft empirisch zu erfassen. Der Rat für Sozial- und Wirtschaftsdaten zählt über 200 solcher Projekte. Dazu gehören das Projekt COSMO (COVID-19-Snapshot-Monitioring), das seit März 2020 mit Umfragen die subjektive Wahrnehmung des Infektionsgeschehens durch die Bevölkerung in Deutschland untersucht. In der Studie SOEP-CoV untersuchen Forschende der Universität Bielefeld und des Deutschen Instituts für Wirtschaftsforschung soziale Faktoren und Folgen der Verbreitung des Coronavirus in Deutschland auf Basis des Sozioökonomischen Panels. Zahlreiche weitere Studien befassen sich mit der Erhebung und Auswertung von Daten zu besonderen Aspekten wie etwa den Auswirkungen auf Familien.
Das Statistische Bundesamt hat im März 2021 den Datenreport 2021 veröffentlicht. Er enthält ein eigenes Kapitel Auswirkungen der Coronapandemie.
Das infas-Institut hat (im Auftrag des Bundesministeriums für Wirtschaft und Energie) zusammen mit anderen Forschungseinrichtungen eine Corona-Datenplattform eingerichtet. Sie soll fortlaufend alle regional verordneten Maßnahmen der Bundesländer und ihrer Landkreise kodieren und weitere Daten zur epidemiologischen und ökonomischen Situation seit Beginn der Pandemie in Deutschland so bereitstellen, dass Wissenschaft und Forschung sie auswerten können.

### Modellszenarien und Prognosen
Eine wesentliche Grundlage für die Einschätzung der Lage und der Handlungsoptionen sind mathematische Modellierungen. Epidemiologische Prognosemodelle, etwa auf Basis des SEIR-Modells, wurden seit Beginn der Pandemie auf Basis von neuen wissenschaftlichen Erkenntnissen zu SARS-CoV-2 und COVID-19 laufend angepasst und verbessert. Mithilfe der Modellierungen werden Prognosen zur Ausbreitung der Pandemie und der damit verbundenen Auslastung des Gesundheitssystems erstellt. Sie dienen auch zur nachträglichen Bewertung der Wirksamkeit politischer Maßnahmen und zur Abschätzung der wirtschaftlichen Folgen.
Die Ergebnisse von Modellierungsstudien sind abhängig von Annahmen über Parameter, die sich nicht mit vollständiger Genauigkeit bestimmen lassen. Sie müssen deshalb mit einer gewissen Vorsicht interpretiert werden. Schon Ende März 2020 rieten Statistiker verschiedener deutscher Forschungsinstitute und Hochschulen dazu, „sich beim Fahren auf Sicht durch die skizzierten Modellrechnungen leiten, sich von Einzelinformationen jedoch nicht zu sehr beeindrucken zu lassen“.

### Datenbasierte Untersuchung der Wirksamkeit politischer Maßnahmen
In welchem Maße die verordneten „nicht-pharmazeutischen Maßnahmen“ in Deutschland zur Eindämmung der Pandemie im Frühjahr 2020 beigetragen haben, wurde in zahlreichen Studien untersucht. Zunächst wurden vor allem zwei prominent veröffentlichte Studien breit rezipiert: Eine am 15. Mai 2020 in der Zeitschrift Science veröffentlichte Modellstudie von Wissenschaftlern des Max-Planck-Instituts für Dynamik und Selbstorganisation untersuchte den Zusammenhang zwischen den politischen Maßnahmen in Deutschland und Wendepunkten in der Wachstumsrate der Infektionen. Danach hätten erst die am 9., am 16. und am 23. März 2020 eingeführten allgemeinen Kontaktbeschränkungen in ihrer Summe zu sinkenden Infektionszahlen geführt. Eine am 8. Juni 2020 in der Zeitschrift Nature veröffentlichte Studie von Wissenschaftlern des Imperial College London verglich die Situation in Deutschland mit der in anderen Ländern und führte die vergleichsweise niedrigen Infektionszahlen in Deutschland auf die früh ergriffenen Maßnahmen zurück.
Dass Kontaktbeschränkungen die Ausbreitung von COVID-19 erheblich reduzieren, wurde anschließend in einer Reihe internationaler Vergleichsstudien bestätigt, die noch erheblich größere Ländergruppen untersuchten (37 OECD-Länder, 41 Länder bzw. 131 Länder). Zu diesem Ergebnis kamen auch ein Bericht der Internationalen Gesellschaft für Infektionskrankheiten vom Juli 2020 und eine schnelle Übersichtsarbeit zur Wirksamkeit nichtpharmazeutischer Interventionen des Robert Koch-Instituts im September 2020. Die Angaben zur genauen Wirksamkeit einzelner Interventionen wie Schließungen von Schulen und Arbeitsstätten unterscheiden sich allerdings teilweise von Modell zu Modell und auch von Zeitpunkt zu Zeitpunkt.
Nicht alle Wissenschaftler halten mathematische Modelle und Simulationsstudien für ausreichend, um die Wirksamkeit der Maßnahmen zu bewerten. So forderte etwa im September 2020 das Deutsche Netzwerk Evidenzbasierte Medizin, alle politischen Entscheidungen in Form randomisierter Studien zu begleiten, also für unterschiedliche Regionen mit den gleichen Ausgangsbedingungen unterschiedliche Regelungen zu beschließen, damit man die Wirksamkeit der Maßnahmen experimentell überprüfen könne.
Simulations- sowie statistische Studien zur Wirksamkeit der Kontaktbeschränkungen zur Bekämpfung der Pandemie in Deutschland und weltweit werden im Artikel Massenquarantäne ausführlich dargestellt.

## Reaktionen und Maßnahmen der Politik

### Zielsetzung und Strategie
Grundlage der politischen Maßnahmen zur Bekämpfung der Pandemie ist der Nationale Pandemieplan für Deutschland vom März 2017 mit seiner Ergänzung zur Bekämpfung der COVID-19-Pandemie vom März 2020 und der Strategie-Ergänzung vom 23. Oktober 2020. Übergeordnetes Ziel der Pandemieplanungen ist, „die Ausbreitung und die gesundheitlichen Auswirkungen der Pandemie zu minimieren, während das gesamtgesellschaftliche und wirtschaftliche Leben (inklusive Bildungseinrichtungen) in Deutschland möglichst wenig beeinträchtigt wird.“
Im Laufe der Pandemie setzten Bund und Länder verschiedene konkrete Ziele. Am 22. März 2020 beschlossen Bund und Länder Kontaktbeschränkungen mit dem Ziel, einen unkontrollierten Anstieg der Fallzahlen zu verhindern und das Gesundheitssystem leistungsfähig zu halten. Am 10. Februar 2021 setzten sie sich das Ziel, durch eine zügige Impfung der Bevölkerung das Virus langfristig wirksam zu bekämpfen. Damit solle eine Normalisierung des Alltags und die Rückkehr zu einem Leben ohne pandemiebedingte Einschränkungen möglich werden. Ziele und Strategie der Pandemiebekämpfung sind seit Beginn der Pandemie Gegenstand von Debatten und Kontroversen.

### Rechtlicher Rahmen und Kompetenzen
Der Infektionsschutz ist in Deutschland eine geteilte Kompetenz von Bund und Ländern. Das deutsche Infektionsschutzgesetz regelt diesbezüglich die Aufgaben und Zusammenarbeit von Bund, Länder, Kommunen, Gesundheitswesen und anderen Beteiligten bei der Bekämpfung von Infektionskrankheiten beim Menschen.

„Zweck des Gesetzes ist es, übertragbaren Krankheiten beim Menschen vorzubeugen, Infektionen frühzeitig zu erkennen und ihre Weiterverbreitung zu verhindern.“

Während der Bund hierbei die Rahmenbedingungen festlegt, sind größtenteils die Länder mit der Umsetzung und konkreten Ausgestaltung betraut. Wenn es erforderlich ist, können dafür auch wichtige Grundrechte wie Freiheit der Person und Versammlungsfreiheit eingeschränkt werden. Zudem hat auch die Europäische Union (trotz weniger Kompetenzen im Gesundheitsbereich) einige koordinative Aufgaben übernommen. Konkret gestaltet sich die Aufgabenverteilung folgendermaßen:
- Bundestag:
  - Rahmengesetzgebung (etwa bzgl. zulässiger Schutzmaßnahmen oder Quarantäne- und Meldepflicht bei Erkrankung)
  - Ermächtigung von Bundes- und Landesregierungen
- Bundesregierung:
  - Rechtsverordnungen u. a. zur Impfreihenfolge (BMG), Reisebeschränkungen (AA), Grenzschließungen (BMI) und Homeoffice-Ansprüchen (BMAS) auf Empfehlung des RKI
  - Abrufung und Verteilung der Impfdosen aus dem EU-Kontingent
  - Koordinierung der Unterstützung durch die Bundeswehr (BMVg)
  - Zulassung von Impfstoffen auf Empfehlung der EMA und des PEI
  - Zulassung von Schnelltests auf Empfehlung des BfArM
  - Finanzierung und Verteilung der Wirtschaftshilfen (BMF / BMWi)
- Landesregierungen:
  - Rechtsverordnungen u. a. zur Umsetzung aller Schutzmaßnahmen (z. B. Lockdown, Kontaktbeschränkungen, Quarantäne bei Einreise etc.)
  - Bildungspolitik
  - Teilweise Finanzierung und Verteilung der Wirtschaftshilfen
- Kommunen (Gesundheitsämter):
  - Durchsetzung und Ausführung der geltenden Regeln
  - Durchführung der Impfungen
- Europäische Kommission:
  - Bestellung der Impfstoffe
  - Koordination

Am 25. März 2020 beschloss der Deutsche Bundestag das Gesetz zum Schutz der Bevölkerung bei einer epidemischen Lage von nationaler Tragweite, welches insbesondere das Infektionsschutzgesetz ergänzt, und stellte unmittelbar anschließend fest, dass eine epidemische Lage von nationaler Tragweite bestehe. Damit erhielt die Bundesregierung für ein Jahr zusätzliche Kompetenzen zur Bewältigung der Krise, bspw. bei der Beschaffung von Arzneimitteln und Medizinprodukten und bei Grenzkontrollen. Das Dritte Gesetz zum Schutz der Bevölkerung bei einer epidemischen Lage von nationaler Tragweite vom 18. November 2020 (BGBl. I S. 2397) passte unter anderem das Infektionsschutzgesetz an. Anders als zuvor bestimmt dieses nun ausdrücklich, welche Maßnahmen zum Infektionsschutz gegen COVID-19 möglich sind: etwa Ausgangs- oder Kontaktbeschränkungen, Schließungen von Einzelhändlern oder Untersagung von Sportveranstaltungen. Die Maßnahmen werden an die Infektionszahlen gebunden, bspw. den Grenzwert von 50 Neuinfektionen pro 100 000 Einwohner innerhalb von sieben Tagen innerhalb eines Landkreises. Gleichzeitig mit der Verabschiedung des Gesetzes bestätigte der Bundestag, dass weiterhin eine „epidemische Lage von nationaler Tragweite“ vorliege.
Die Regierung Merkel richtete zur Abstimmung von Maßnahmen und Vorbereitung von Entscheidungen das kleine Corona-Kabinett und das große Corona-Kabinett als Kabinettsausschüsse ein. Dem allwöchentlich montags tagenden kleinen Corona-Kabinett gehörten Bundeskanzlerin Angela Merkel, Verteidigungsministerin Annegret Kramp-Karrenbauer, Finanzminister Olaf Scholz, Innenminister Horst Seehofer, Außenminister Heiko Maas, Gesundheitsminister Jens Spahn sowie Kanzleramtsminister Helge Braun an. Zum großen Corona-Kabinett, das jeden Donnerstag tagte, gehörten außerdem im Einzelfall betroffene Fachminister. Es fand ein wöchentlicher Lagebericht durch das RKI statt. Nach jeder Corona-Kabinettssitzung tagte auch die Runde der beamteten Staatssekretäre unter Leitung des Bundeskanzleramts, in der alle dringlichen Corona-Themen angesprochen wurden. Daneben gab es einen „Krisenstab“ aus Gesundheits- und Innenministerium und einen „Beschaffungsstab“ aus Gesundheits-, Außen- und Finanzministerium, die sich mit der Umsetzung der Beschlüsse befassten. Eine „Taskforce Testlogistik“ unter Leitung von Verkehrsminister Scheuer und Gesundheitsminister Spahn sollte im Frühjahr 2021 die Beschaffung von Schnelltests beschleunigen.
Mit der Verordnung zur Änderung der COVID-19-Schutzmaßnahmen-Ausnahmenverordnung und der Coronavirus-Einreiseverordnung vom 14. Januar 2022 wurde das Robert Koch-Institut mit Wirkung zum 15. Januar 2022 ermächtigt, die Kriterien für den Genesenenstatus festzulegen; die für einen ausreichenden Immunschutz notwendigen Kriterien für den Geimpftenstatus obliegen dem Paul-Ehrlich-Institut im Benehmen mit dem Robert Koch-Institut. Das RKI verkürzte auf dieser Basis den Genesenenstatus mittels einer Veröffentlichung auf ihrer Internetseite überraschend von 6 Monate auf 90 Tage. Am 31. Januar 2022 wurde ein Gutachten der Wissenschaftlichen Dienste des Bundestags veröffentlicht, das erhebliche Zweifel an der Rechtmäßigkeit der Zuständigkeiten enthielt. Bezweifelt wurde dabei, dass die Übertragung dieser Kompetenz verfassungskonform sei. Die Gesundheitsminister der Länder stimmten in ihrer Ministerkonferenz am selben Tag mit einer Mehrheit von 15:1 dafür, dass künftig nicht das Robert Koch-Institut (RKI), sondern wieder die Bundesregierung in Absprache mit dem Parlament über Impf- und Genesenenstatus zu entscheiden hat, und forderten den Bundesgesundheitsminister auf, die Verordnungsänderung zu Impf- und Genesenenregeln rückgängig zu machen.

### Bundesweite Infektionsschutzmaßnahmen
Zahlreiche zentrale Maßnahmen zur Bekämpfung der Corona-Pandemie wurden bei Telefonkonferenzen oder Treffen der Bundeskanzlerin mit den Regierungschefs der Länder (sogenannten „Bund-Länder-Konferenzen“) diskutiert und gemeinsam beschlossen, um trotz der formellen Länderzuständigkeit eine Einheitlichkeit im Vorgehen zu bewahren. Zwischen dem 12. März 2020 und dem 17. Juni 2020 fanden insgesamt acht offizielle Treffen statt – unter normalen Umständen hätte eines stattgefunden. Bis zum Februar 2021 waren es siebzehn Treffen. Außerdem fanden regelmäßige Konferenzen der Leiter der jeweiligen Staatskanzleien und Gesundheitsminister statt, um Details der Maßnahmen abzustimmen. Die Umsetzung der gemeinsamen Beschlüsse erfolgte durch die Bundes- und Landesregierungen. Die Landesregierungen ließen sich teils ausdrücklich die Möglichkeit zur Abweichung von bestimmten Regelungen zusichern. Wiederholt wurde kritisiert, bestimmte Maßnahmen würden nicht ausreichend oder uneinheitlich umgesetzt.
Mit dem Vierten Gesetz zum Schutz der Bevölkerung bei einer epidemischen Lage von nationaler Tragweite, der sogenannten „Bundesnotbremse“, wurden die gemeinsamen Beschlüsse am 23. April 2021 weitgehend ersetzt. Das Gesetz, dessen Gültigkeit bis zum 30. Juni 2021 befristet war, legte Infektionsschutzregeln fest, die bundesweit verbindlich ab einer stabilen Inzidenz von 100 gelten sollten. Die Länder durften über Maßnahmen bei einer Inzidenz unter 100 selbst entscheiden, bei höheren Inzidenzen konnten sie zusätzliche Schutzmaßnahmen vorsehen. Laut Bundesregierung waren die gemeinsamen Beschlüsse weiterhin Leitlinien für die Regeln, die die Länder bei einer Inzidenz unter 100 vor Ort festlegen sollten.
Zeitgleich mit dem Auslaufen der „epidemischen Notlage nationaler Tragweite“ wurde im November 2021 die sogenannte Bundesnotbremse im Infektionsschutzgesetz durch einen neuen § 28b im Infektionsschutzgesetz ersetzt, der nun nicht mehr an ein „besonderes Infektionsgeschehen“ geknüpft war und unter anderem, befristet bis zum 19. März 2022, eine dauerhafte 3G-Regel am Arbeitsplatz sowie für Erwachsene in öffentlichen Verkehrsmitteln einführte.
Nach einer Übergangsfrist bis zum 2. April 2022, in der in den meisten Bundesländern noch die alten Maßnahmen weitergalten, sind die bundesweiten Maßnahmen mit Wirkung vom 3. April 2022 ausgelaufen. Das Infektionsschutzgesetz gibt den Landesregierungen auch ohne Vorliegen einer epidemischen Lage weiterhin die Möglichkeit, eine Maskenpflicht in öffentlichen Verkehrsmitteln sowie eine Masken- und Testpflicht in bestimmten Einrichtungen anzuordnen, wovon im April 2022 alle Bundesländer Gebrauch gemacht haben. Weitergehende Maßnahmen dürfen seitdem lediglich auf Beschluss des jeweiligen Landesparlaments in sogenannten Hot Spots befristet aufrechterhalten bzw. eingeführt werden.

#### Erster Lockdown ab März 2020
| Datum d                                              | Maßnahme |
| ---------------------------------------------------- | --- |
| 31.1.2020                                            | Meldepflicht. |
| 8.3.2020                                             | Empfehlung der Absage von Veranstaltungen mit >1000 Teilnehmern. |
| 17.3.2020                                            | Einreisestopp für Drittstaatler, „weltweite“ Reisewarnung, Beschränkung nicht unbedingt notwendiger Reisen in die EU, Schließung zahlreicher Geschäfte. |
| 22.3.2020                                            | Kontaktbeschränkungen. |
| 10.4.2020                                            | 14-tägige häusliche Quarantänepflicht für Rückkehrer aus dem Ausland. |
| 15.4.2020                                            | Bund-Länder Einigung: Kontakte bis mindestens 3. Mai beschränken, Schulen ab 4. Mai schrittweise öffnen, Geschäfte unter 800 m² ab 20. April (oder später) öffnen, keine Großveranstaltungen bis 31. August, Alltagsmasken dringend empfehlen. |
| 22.–29.4.2020                                        | Maskenpflicht im öffentlichen Nahverkehr und in Geschäften. |
| 6.5.2020                                             | Lockerungen für Geschäfte, Breiten- und Freizeitsport unter freiem Himmel, Besuche in Kliniken, Pflegeheimen und Behinderteneinrichtungen. Mindestabstand bleibt bestehen. Kontaktbeschränkungen bis 5. Juni verlängert, es dürfen sich aber Angehörige zweier Haushalte treffen. Bis zu einer Obergrenze von 50 Neuinfektionen pro 100.000 Einwohnern pro Woche erhalten die Länder weitgehend die Verantwortung für weitere Lockerungen. In Schulen und Kindertagesstätten wird die Notbetreuung erweitert. |
| 7. und 14.10.2020                                    | Bekräftigung und Präzisierung der „Hotspot-Strategie“. Einschränkungen sozialer Kontakte je nach Inzidenz im Landkreis. |
| 28.10. und 25.11.2020                                | „Lockdown light“: Erneute deutschlandweite Beschränkungen des öffentlichen Lebens und sozialer Kontakte. |
| 13.12.2020, 11. und 25.1.2021                        | „Harter Lockdown“ mit deutschlandweiten Beschränkungen |
| 23.4.–30.6.2021                                      | „Bundesnotbremse“: Kontaktbeschränkungen ab einer Sieben-Tage-Inzidenz von 100. |
| 10.8.2021                                            | 3-G-Regeln an zahlreichen Orten. Zwischenzeitliches Ende der kostenlosen Bürgertests. |
| 18. und 25.11.2021                                   | Neuregelung des Infektionsschutzgesetzes. „Epidemische Lage von nationaler Tragweite“ aufgehoben. |
| 2. und 21.12.2021                                    | 2G-Regeln an zahlreichen Orten des öffentlichen Lebens, Beschluss erneuter Kontaktbeschränkungen auch für Geimpfte und Genesene |
| 7.1.2022                                             | 2G-Plus in der Gastronomie. Verkürzte Quarantäne. |
| d Datum: Beschlossen an oder gültig ab diesem Datum. | |

Am 13. und 17. März beschlossen Bund und Länder eine Reihe von Maßnahmen, um das Gesundheitssystem auf die voraussichtlich steigenden Behandlungszahlen von COVID-19-Fällen vorzubereiten. Dazu gehörten die Verschiebung planbarer Operationen und ein Notfallplan für Krankenhäuser, mit dem die Intensivkapazitäten verdoppelt werden sollen. Gleichzeitig wurden Quarantänemaßnahmen für Reisende aus dem Ausland und Reisebeschränkungen beschlossen.
Konkret wurden bspw. in Bayern am 16. März alle Schulen sowie verschiedene weitere Einrichtungen geschlossen – bis Ende dieser Woche wurden dann sämtliche „nicht lebensnotwendigen“ Einrichtungen und Geschäfte geschlossen. In München unterrichtete die Polizei wenige Tage später die Bevölkerung von Fahrzeugen aus mit Lautsprecherdurchsagen über kurzfristig anberaumte Ausgangsbeschränkungen, in Hannover mahnte sie über Lautsprecher Kontaktbeschränkungen an.
Am 22. März 2020 einigten sich Bund und Länder auf eine umfassende „Beschränkung sozialer Kontakte“: U. a. wurde ein Mindestabstand im öffentlichen Raum von mindestens 1,50 Metern eingeführt, und der Aufenthalt im öffentlichen Raum war nur allein oder mit einer weiteren Person außerhalb des eigenen Hausstands gestattet. Gastronomie und zahlreiche weitere Dienstleistungsbetriebe wurden geschlossen.

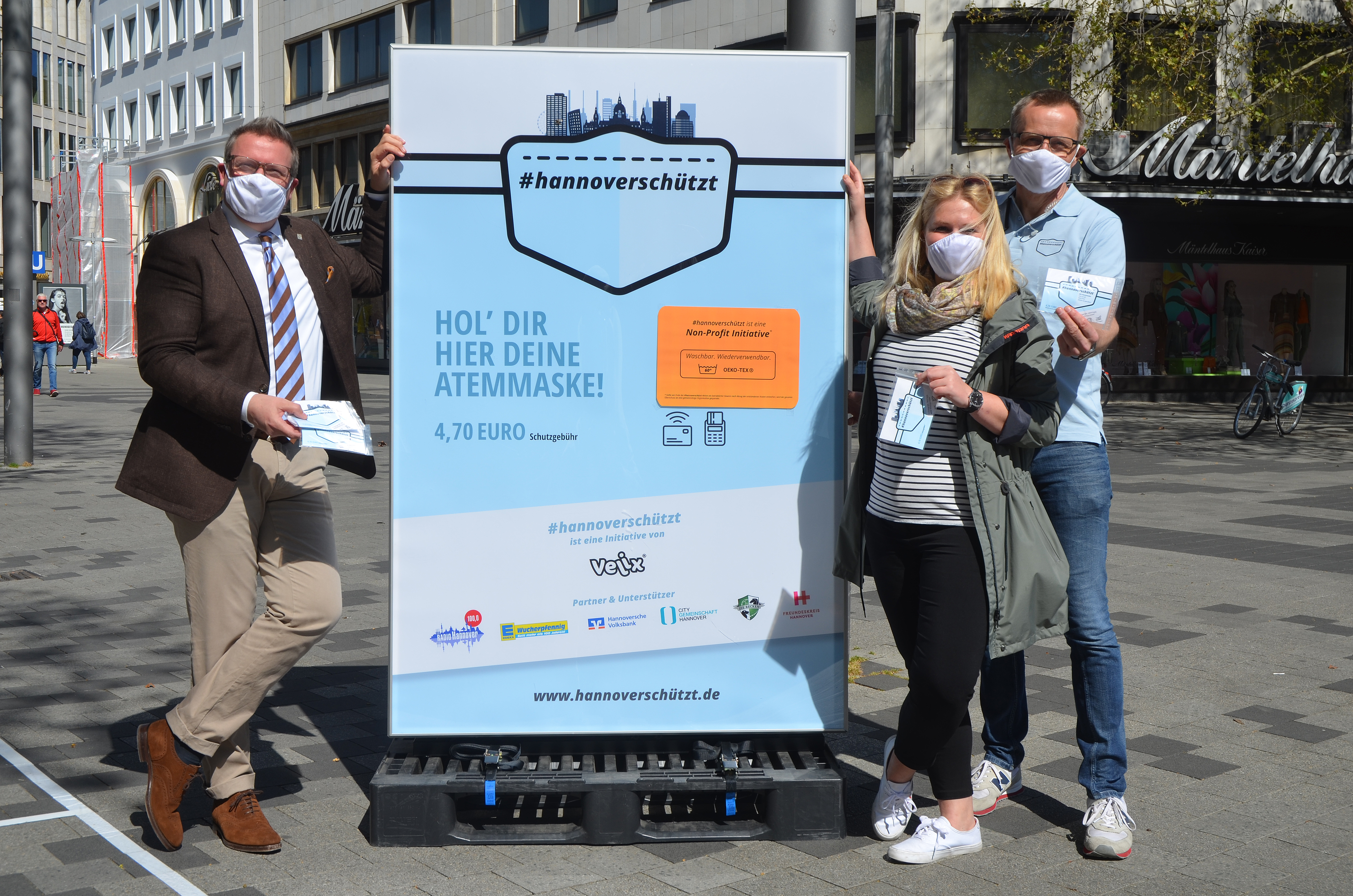
Werbung für den Kauf von Atemschutzmasken in Hannover, 20. April 2020

Am 15. April und 6. Mai beschlossen die Bundeskanzlerin und die Regierungschefs der Länder eine allmähliche Öffnung des öffentlichen Lebens. Geschäfte, Gastronomie und andere Dienstleistungsbetriebe und Kultureinrichtungen wie Museen konnten schrittweise wieder für ihr Publikum öffnen – unter Abstands- und Hygieneauflagen. Breiten- und Freizeitsport unter freiem Himmel wurden gestattet, in Schulen und Kindertagesstätten die Notbetreuung erweitert. Weiterhin sollte ein Mindestabstand von 1,5 Metern zueinander eingehalten werden, Kontaktbeschränkungen wurden bis zum 5. Juni verlängert. Großveranstaltungen blieben weiterhin verboten. Zusätzlich wurde eine Empfehlung zum Tragen von Alltagsmasken im ÖPNV und Einzelhandel ausgesprochen. Gleichzeitig sollten der Bewohner von Alten- und Pflegeheime ohne Isolation geschützt werden, die Zahl der Beschäftigten im öffentlichen Gesundheitsdienst und die Kapazität der Corona-Tests erhöht werden.

#### Situation ab Mai 2020
Mit dem Beschluss vom 6. Mai 2020 erhielten die Länder weitgehend die Verantwortung für weitere Lockerungen. Gleichzeitig wurde am 6. Mai zum ersten Mal beschlossen, dass in Landkreisen oder kreisfreien Städten mit besonders hoher Inzidenz schärfere Infektionsschutzmaßnahmen gelten sollten. Diese sogenannte Hotspot-Strategie wurde anschließend in gemeinsamen Beschlüssen vom 7. und 14. Oktober 2020 ausgebaut und präzisiert.

In zwei weiteren Videoschaltkonferenzen am 27. August 2020 und am 29. September 2020 beschlossen Bundeskanzlerin Merkel und die Regierungschefs der Länder eine Reihe von Anpassungen der Infektionsschutzmaßnahmen. Das betraf etwa die Teststrategie für Personen, die aus dem Ausland einreisen, zusätzliche Mittel für digitale Unterrichtsangebote und die Erweiterung der empfohlenen individuellen Hygienemaßnahmen durch regelmäßiges Lüften und die Nutzung der Corona-Warn-App.

#### Verschärfte Maßnahmen und „Lockdown light“ ab 2. November 2020
Nachdem die Nationale Akademie der Wissenschaften die geltenden Beschlüsse als nicht ausreichend kritisiert hatte, einigten sich die Bundeskanzlerin und die Regierungschefs der Bundesländer am 28. Oktober auf einen „Lockdown light“, der am 2. November in Kraft trat und mit Beschluss vom 25. November noch weiter verschärft wurde. Bürger wurden aufgefordert, soziale Kontakte auf ein absolutes Minimum zu reduzieren und der Aufenthalt in der Öffentlichkeit wurde auf kleine Gruppen beschränkt. Zahlreiche Einrichtungen wurden erneut geschlossen: Dazu gehörten Kultur-, Gastronomie- und Dienstleistungsbetriebe. Geöffnet blieben Schulen, Kindergärten und Groß- und Einzelhandelsbetriebe. Für die von Schließungen betroffenen Betriebe wurden zusätzliche wirtschaftliche Hilfen beschlossen. Die Pflicht zum Tragen einer Maske im öffentlichen Raum wurde weiter ausgedehnt.

#### Zweiter Lockdown ab 16. Dezember 2020
Am 13. Dezember 2020 verabredeten die Regierungschefs der Länder mit der Bundeskanzlerin aufgrund weiterhin hoher Infektionszahlen, dass mit Wirkung ab dem 16. Dezember 2020 bis zum 10. Januar 2021 die Infektionsschutzmaßnahmen weiter verschärft werden.

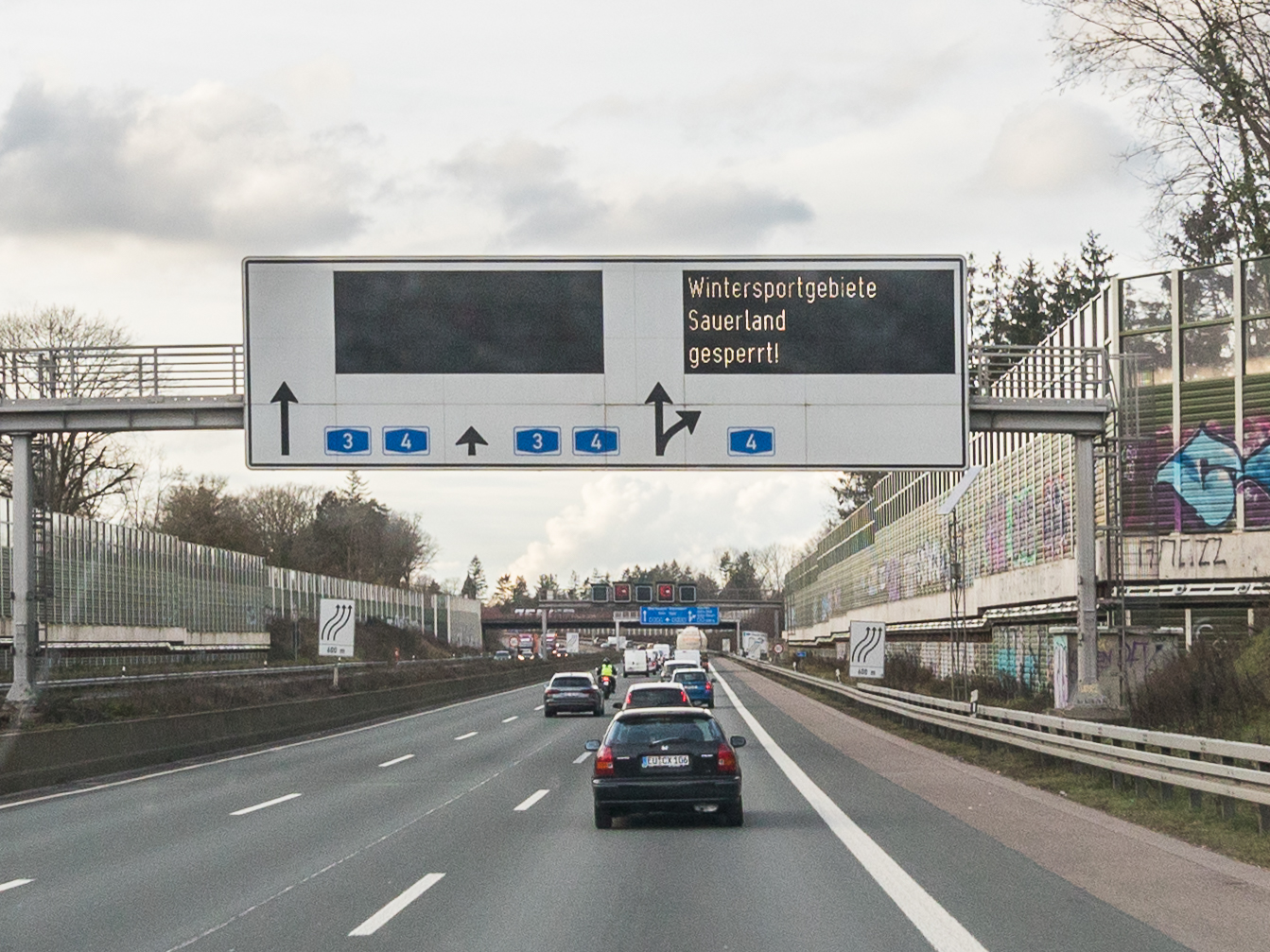
Anzeigetafel auf der Bundesautobahn 3 bei Köln: „Wintersportgebiete Sauerland gesperrt!“, 23. Januar 2021

Dazu gehören insbesondere Schließungen der meisten Geschäfte und Dienstleistungsbetriebe. Kindertagesstätten und Schulen wurden geschlossen oder auf Distanzunterricht umgestellt. Betriebe sollten den Betrieb soweit möglich auf Homeoffice umstellen. Für Gebiete mit hohen Infektionszahlen wurden verschärfte Mobilitätsbeschränkungen beschlossen. Gleichzeitig wurden Entschädigungsregeln für Unternehmen und zusätzliche Ansprüche auf Kinderkrankengeld für Eltern, die Kinder zu Hause betreuen müssen. Reisen aus Risikogebieten im Ausland sollten strenger reguliert werden. Außerdem wurden weitere Infektionsschutzmaßnahmen festgelegt, so die Pflicht zum Tragen medizinischer Masken im öffentlichen Nahverkehr und in Geschäften und verstärkte Tests in Alten- und Pflegeheimen. Hintergrund der Maßnahmen waren anhaltend hohe Infektionszahlen, aber auch die Gefahr, dass neue Virus-Varianten zu „eine[r] schwerwiegende[n] Verschärfung der pandemischen Lage“ führen könnten.
Am 3. März 2021 beschlossen Bund und Länder schrittweise Lockerungen abhängig von einer stabilen Inzidenz von unter 50 Neuinfektionen pro 100.000 Einwohner in einem Land / einer Region. Gleichzeitig beschlossen sie, verstärkt Schnelltests zur Verfügung zu stellen.

#### „Bundesnotbremse“ 23. April – 30. Juni 2021
Vom 23. April bis zum 30. Juni 2021 galt in Deutschland bundesweit das umgangssprachlich als „Bundesnotbremse“ bezeichnete Vierte Gesetz zum Schutz der Bevölkerung bei einer epidemischen Lage von nationaler Tragweite. Die gesetzlichen Regelungen traten am 24. April 2021 in allen Landkreisen und kreisfreien Städten, in denen die Sieben-Tage-Inzidenz an drei aufeinander folgenden Tagen über 100 lag, in Kraft. Unter anderem hatten die gesetzlichen Regelungen (§ 28b Abs. 1 Nr. 1 IfSG) meist strengere Kontaktbeschränkungen zur Folge. Zudem gab es in diesen Landkreisen und kreisfreien Städten eine Ausgangssperre von 22 bis 5 Uhr (§ 28b Abs. 1 Nr. 2 IfSG). Über die gesetzlichen Regelungen des Bundes hinausgehende Regelungen in den Ländern blieben unberührt (§ 28b Abs. 5 IfSG).
Der § 28c IfSG, in Fassung der „Bundesnotbremse“, enthält eine Verordnungsermächtigung zum Erlass besonderer Regelungen für „Geimpfte, Getestete und vergleichbare Personen“. Darauf beruhend wurde am 4. Mai 2021 die COVID-19-Schutzmaßnahmen-Ausnahmenverordnung, durch die Bundesregierung beschlossen. Die Verordnung wurde am 8. Mai 2021 verkündet, so dass sie am 9. Mai 2021 in Kraft trat.
Der letzte Tag, an dem die Einschränkungen der „Bundesnotbremse“ in einem Landkreis in Kraft waren, war der 11. Juni 2021 (im Landkreis Hildburghausen); danach überschritt bis zum Auslaufen des Gesetzes am 30. Juni kein Landkreis mehr den Inzidenzwert 100.

#### Bundesweite Infektionsschutzmaßnahmen ab 23. August 2021
Am 10. August 2021 beschlossen Bund und Länder Anpassungen der Teststrategie und Infektionsschutzmaßnahmen. Besuch und Aufenthalt von zahlreichen Orten des öffentlichen Lebens sollten demnach nur noch für geimpfte, genesene oder getestete Personen möglich sein. Das Angebot kostenloser Bürgertests für alle sollte zum 11. Oktober auslaufen. Die epidemische Lage von nationaler Tragweite sollte über den 11. September 2021 hinaus verlängert werden. Großveranstaltungen waren mit Hygienekonzepten möglich.
Ab 23. August 2021 galt bundesweit verbindlich die 3G-Regel (geimpft, getestet, genesen). Nach Auslaufen der Bundesnotbremse hatten Bund und Länder vereinbart, dass alle Personen, die in öffentlich zugänglichen Innenräumen zusammentreffen, nachweislich geimpft, genesen oder getestet sein mussten. Diese 3G-Regel galt für den Besuch von Restaurants, Kinos, beim Frisör und bei anderen körpernahen Dienstleistungen, für Fitnessstudios, Schwimmbäder und Sporthallen, für Veranstaltungen, den Besuch in Krankenhäusern, Reha- oder Behinderteneinrichtungen sowie in Pflegeheimen. Bei Verwendung eines negativen Testergebnisses durfte dieses bei Schnelltests nicht älter als 24 Stunden, bei PCR-Tests nicht älter als 48 Stunden sein. Ausgenommen von der Regel waren z. B. Schüler, die regelmäßig getestet werden, und kleine Kinder.
Auch bei Übernachtungen im Hotel musste zumindest ein negativer Corona-Test vorliegen; der Test musste an jedem dritten Tag des Aufenthalts wiederholt werden. Die Länder konnten 3G-Regeln aussetzen, solange die Sieben-Tage-Inzidenz in einem Landkreis oder einer kreisfreien Stadt stabil unter 35 lag. Weiterhin blieb für alle beim Einkauf und in öffentlichen Verkehrsmitteln die Abstands- und Maskenpflicht bestehen.

#### Wiedereinführung kostenloser Bürgertests ab 13. November 2021
Auf Basis von § 4a der geänderten Coronavirus-Testverordnung erhielten alle Bürger ab dem 12. November 2021 wieder Anspruch auf für sie kostenlose Schnelltests (PoC-Antigen-Tests). Ab 29. Juni 2022 waren die Tests in vielen Fällen wieder kostenpflichtig.

#### Neuregelungen im Infektionsschutzgesetz vom 18. November 2021
Am 19. November 2021 billigte der Bundesrat einstimmig die Neuregelungen im Infektionsschutzgesetz vom 18. November 2021. Der Gesetzentwurf wurde vom Deutschen Bundestag mehrheitlich angenommen. Die Änderungen des Infektionsschutzgesetzes (IfSG) und weitere Gesetzesänderungen traten in den wesentlichen Punkten am 24. November 2021 in Kraft.
Die Einstimmigkeit im Bundesrat ist maßgeblich einer Evaluierungsklausel zu verdanken, wonach am 9. Dezember 2021 eine Überprüfung der Neuregelungen auf ihre Wirksamkeit stattfinden sollte. Die Änderungen galten trotz des vom Bundestag beschlossenen Auslaufens der epidemischen Lage von nationaler Tragweite am 25. November 2021 und waren im Wesentlichen folgende:
- An Arbeitsplätzen ist ab 24. November 2021 die 3G-Regel anzuwenden. Geimpfte und Genesene müssen ihren jeweiligen Status belegen, z. B. mit dem Impfpass, einem Impfzertifikat über eine App oder einen Genesenennachweis. Ungeimpfte müssen einen tagesaktuellen Schnelltest oder maximal 48 Stunden alten PCR-Test vorlegen. Unter Aufsicht des Arbeitgebers ist auch ein Selbsttest erlaubt. Arbeitgeber sollen mindestens zweimal pro Woche kostenlose Tests anbieten. Für die Überprüfung der Nachweise sind sie verantwortlich. Die Einhaltung der 3G-Regel ist täglich zu kontrollieren und zu dokumentieren. Verstöße sowohl von Arbeitgebern als auch Beschäftigten können mit Bußgeldern geahndet werden. Wenn der Arbeitgeber einen Genesenen- oder Impfnachweis einmal kontrolliert und dokumentiert hat, brauchen deren Inhaber nicht mehr täglich kontrolliert zu werden. Bei Ablehnung eines Ungeimpften, sich an die 3G-Nachweispflicht zu halten, muss der Arbeitgeber versuchen, ihm ein Arbeiten ohne direkten Kontakt zu anderen Mitarbeitern zu ermöglichen, beispielsweise Telearbeit. Ist auch dies nicht machbar, drohen Lohnverluste und in letzter Konsequenz die Kündigung.

- Die Homeoffice-Pflicht, aufgehoben zum 1. Juli 2021, tritt wieder in Kraft. Ein solches Angebot müssen Beschäftigte nur dann nicht annehmen, wenn das Arbeiten zu Hause objektiv unmöglich ist.

- In Alten- und Pflegeheimen und in Behinderten- und Gesundheitseinrichtungen gilt eine Testpflicht für Personal und Besucher. Ungeimpfte Besucher müssen tagesaktuelle negative Tests vorweisen. Geimpfte oder genesene Beschäftigte können auch Selbsttests durchführen.

- Die 3G-Regel wird nun doch[256] bundesweit im Nah- und Fernverkehr und bei Inlandsflügen eingeführt, das heißt es ist ein Schnell- oder PCR-Test nachzuweisen. Sie gilt ebenfalls ab 24. November 2021. In Bussen, Regionalzügen, S- und U-Bahnen des Nahverkehrs sollen stichpunktartige Kontrollen stattfinden. Auch hier drohen bei Verstößen Bußgelder. 3G gilt allerdings nicht für Taxen. Kinder unter sechs Jahren und Schüler brauchen im Nahverkehr keine Test-, Impf- oder Genesungsnachweise. Schüler unterliegen ohnehin bereits regelmäßigen Corona-Tests.[257][258]

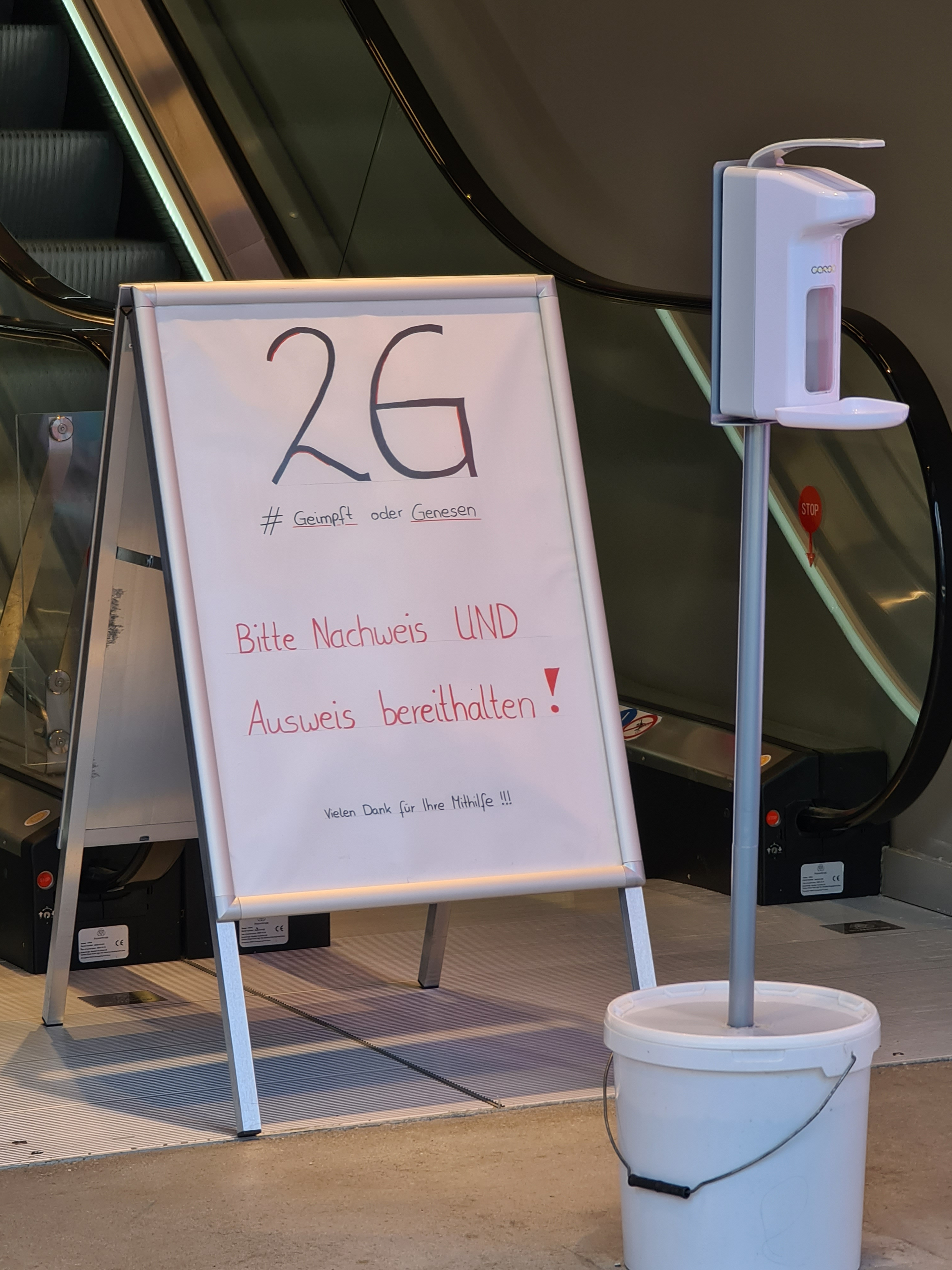
Hinweis zu den geltenden 2G-Regeln vor einem Kleidungsgeschäft

- Unterschiedlich gehandhabte Maßnahmen wie z. B. Maskenpflicht, Kontaktbeschränkungen und Verbote von Veranstaltungen im Freizeit-, Kultur- und Sportbereich können von den Ländern fortgeführt werden. Ausgangsbeschränkungen, Reiseverbote, Schul- und Geschäftsschließungen sind davon ausgenommen. Sofern ein Land von Einschränkungen nach der bisherigen Rechtslage noch Gebrauch machen will, ist dies im Rahmen einer Übergangsfrist nur noch bis 15. Dezember 2021 möglich. Orientierungsmaßstab für die von den Bundesländern zu ergreifenden Maßnahmen sind weiterhin die Hospitalisierungsraten, welche das Robert Koch-Institut jeweils für einen 7-Tage-Zeitraum pro 100.000 Einwohner erfasst. Ab einem Hospitalisierungswert von 3 sollen die Länder flächendeckende 2G-Regeln einführen, die dann etwa im Freizeitbereich, bei Veranstaltungen, in der Gastronomie, bei körpernahen Dienstleistungen und in Hotels gelten. Wird dieser Schwellenwert an fünf aufeinander folgenden Tagen unterschritten, kann von der 2G-Regel wieder Abstand genommen werden. Wird in einem Land ein Hospitalisierungswert von 6 überschritten, soll die neue 2Gplus-Regel gelten. Diese bedeutet, dass dann auch Geimpfte und Genesene Testnachweise erbringen müssen. Spätestens bei Überschreiten eines Schwellenwerts von 9 können die Länder von einschneidenderen Maßnahmen wie Kontaktbeschränkungen oder gänzlichen Verboten von Veranstaltungen Gebrauch machen.

#### Auslaufen vieler Maßnahmen nach dem 19. März 2022
Die bundesweiten Maßnahmen zur Eingrenzung der Corona-Pandemie waren gemäß Infektionsschutzgesetz (IfSG) zunächst bis zum 19. März 2022 befristet. Nach dem Ende einer Übergangsfrist am 3. April 2022 gab es in Deutschland keine bundesweit geltenden Kontaktbeschränkungen und keine Maskenpflicht im Einzelhandel mehr, jedoch weiterhin eine Maskenpflicht im Luft- und Personenfernverkehr.
Für den Erlass von Gesetzen und Verordnungen etc. durch die Landesregierungen und -parlamente wurden durch das am 18. März verabschiedete Änderungsgesetz zum Infektionsschutzgesetz (IfSGMaßAufhG) nunmehr engere Grenzen gesetzt. Ein „Basisschutz“, der durch Landesverordnungen geregelt werden konnte, sollte vor allem vulnerable Gruppen schützen. Dazu gehörten Maskenpflichten in Pflegeeinrichtungen, Krankenhäusern und weiteren Einrichtungen des Gesundheitswesens, in bestimmten Gemeinschaftsunterkünften und im Öffentlichen Personennahverkehr. Der Basisschutz umfasste auch Testpflichten in Pflegeeinrichtungen, Krankenhäusern, Schulen und Kindertagesstätten und anderen Einrichtungen.
Sollte lokal begrenzt eine „bedrohliche Infektionslage“ wegen des Auftretens einer gefährlichen Virusvariante eintreten – ein „Hot-Spot“ entstehen – oder bei einem besonders starken Anstieg von Neuinfektionen eine Überlastung des Gesundheitswesens drohen, konnten in den betroffenen Gebietskörperschaften (Landkreise, Städte und/oder Gemeinden) „erweiterte Schutzmaßnahmen“ wie beispielsweise eine Maskenpflicht, ein Abstandsgebot im öffentlichen Raum von mindestens 1,5 Metern und die Verpflichtung zur Vorlage eines Impf-, Genesenen- oder Testnachweises eingeführt sowie die Erstellung und Anwendung von Hygienekonzepten für bestimmte Betriebe, Gewerbe, Einrichtungen, Angebote, Veranstaltungen, Reisen und Ausübungen verlangt werden. Voraussetzung dafür ist aber, dass das jeweils zuständige Landesparlament für eine konkret benannte Gebietskörperschaft das „Bestehen der konkreten Gefahr einer sich dynamisch ausbreitenden Infektionslage und die Anwendbarkeit der erforderlichen Schutzmaßnahmen“ festgestellt hat.
Die pauschale Deklarierung eines ganzen Bundeslandes als Hot-Spot wurde vom Oberverwaltungsgericht Mecklenburg-Vorpommern in einer Entscheidung vom 22. April 2022 für unzulässig erklärt. Dafür hätte eine neue und signifikant gefährlichere Coronavirus-Variante als die bislang bekannten auftreten oder in jedem einzelnen Landkreis eine besondere Notsituation bestehen müssen, die durch die Maßnahmen hätte abgewendet oder gemildert werden können. Beides lag nicht vor; die bis zum 27. April geltende Landesverordnung wurde deshalb vom Gericht außer Vollzug gesetzt.

#### COVID-19-Schutzgesetz vom 16. September 2022
Aufgrund der Befürchtung, das COVID-19-Infektionsgeschehen könnte in Herbst und Winter 2022/23 erneut an Dynamik gewinnen, galten ab 1. Oktober 2022 bundesweit veränderte Corona-Schutzmaßnahmen. Dafür wurden durch den Deutschen Bundestag am 8. September 2022 Änderungen an der zuvor bis zum 23. September 2022 befristeten Fassung des IfSG beschlossen, denen der Bundesrat zustimmte. Die alten Regelungen wurden zunächst weitgehend unverändert bis zum 30. September verlängert. Ab dem 1. Oktober 2022 galt im öffentlichen Personenfernverkehr eine FFP2-Maskenpflicht (bisher reichten medizinische Masken aus). Zeitgleich wurde jedoch die Maskenpflicht in Flugzeugen abgeschafft.
Die Änderung des IfSG erlaubte es den Bundesländern, abgestuft auf das Infektionsgeschehen zu reagieren und weitergehende regionale Schutzmaßnahmen zu beschließen. Alle Bundesländer behielten zunächst die Maskenpflicht im ÖPNV bei, schafften sie aber zwischen Dezember 2022 und Februar 2023 wieder ab. Die Maskenpflicht im Fernverkehr entfiel ab dem 2. Februar 2023.
Die Masken- und Testpflicht in medizinischen Einrichtungen entfiel weitgehend zum 1. März 2023; allerdings blieb bis zum 7. April 2023 die FFP2-Maskenpflicht für Besucher bestehen, ebenso die Maskenpflicht für Patienten in Arztpraxen.

#### Kriterien für die Anpassung von Maßnahmen
| 7-Tage-Inzidenz   | Eckpunkte für Maßnahmen |
| ----------------- | --- |
| spätestens ab 35  | - ergänzende Maskenpflicht im öffentlichen Raum, wo Menschen dichter und/oder länger zusammenkommen - Feiern: maximal 25 Personen im öffentlichen und 15 im privaten Raum - Strengere Teilnehmergrenzen für alle Veranstaltungen - Sperrstunde in der Gastronomie |
| spätestens ab 50  | - erweiterte Maskenpflicht - Feiern: 10 Personen - Treffen: maximal 10 Personen im öffentlichen Raum - Veranstaltungen: maximal 100 Personen - Sperrstunde und Alkoholabgabeverbot um 23 Uhr - Dringende Empfehlung, nicht erforderliche Reisen zu vermeiden      |
| dauerhaft über 50 | - weitere gezielte Kontaktbeschränkungen unvermeidlich - Treffen von maximal 5 Personen |
| über 200          | - weitere Verschärfung von Maßnahmen, um kurzfristig eine deutliche Absenkung des Infektionsgeschehens zu erreichen - bspw. Hybrid- und Wechselunterricht, Einschränkung des Bewegungsradius                                                                      |

Die Kriterien für die Anpassung von Maßnahmen wechselten zu Beginn der Pandemie mehrfach. Zunächst hatte Anfang April 2020 die Erhöhung der Verdopplungszeiten Priorität, Lockerungen wurden von einer Verdoppelungszeit von deutlich über zehn Tagen abhängig gemacht. Ziel war, dass sich in gleichen Zeitabständen weniger Menschen infizierten und das Gesundheitssystem nicht von einer hohen Zahl von Erkrankungen überfordert wurde. Nach ersten Lockerungen im Laufe des Aprils nannte das RKI als weitere Kriterien die Nettoreproduktionszahl „R“ und das Verhältnis von Genesenen und Erkrankten, die täglich gemeldeten Neuinfektionen, die Kapazitäten im Gesundheitssystem und die Testkapazitäten.
Am 6. Mai 2020 einigten sich Bund und Länder auf einen „Notfallmechanismus“, mit dem regional angepasst auf neue Ausbrüche reagiert werden sollte. Er sah vor, dass in Landkreisen oder kreisfreien Städten mit mehr als 50 Neuinfektionen pro 100.000 Einwohnern innerhalb von sieben Tagen wieder ein konsequentes Beschränkungskonzept umgesetzt wird. In mehreren Bundesländern wurde dieser Grenzwert später auf 30 bis 35 Neuinfektionen pro 100.000 Einwohner in sieben Tagen gesenkt. Später wurde der „Notfallmechanismus“ als „Hotspot-Strategie“ bezeichnet und es wurden verschiedene konkrete Maßnahmen für „Hotspots“ festgelegt.
Am 10. Februar 2021 beschlossen die Bundeskanzlerin und die Regierungschefs von Bund und Ländern, sich bei Öffnungsschritten im Rahmen des zweiten Lockdowns an einer stabilen 7-Tage-Inzidenz von höchstens 35 Neuinfektionen pro 100.000 Einwohnern in den Ländern zu orientieren.

### Bund
Für Informationen zur nationalen Teststrategie siehe COVID-19-Pandemie in Deutschland/Testung.

#### Einschätzungen und Empfehlungen
Im Januar 2020 schätzte die Bundesregierung die Pandemie noch nicht als extrem bedrohlich ein. Bis zum März 2020 passte sie ihre Einschätzung Schritt für Schritt an. Bundesgesundheitsminister Jens Spahn erklärte Ende Januar nach dem ersten bestätigten Infektionsfall in Deutschland, dass Deutschland „gut vorbereitet“ sei. Am 23. Januar gibt er an, „… der Verlauf hier, das Infektionsgeschehen ist sogar deutlich milder als wir es bei der Grippe sehen“. Am 26. Februar 2020 erklärte er, Deutschland stehe „am Beginn einer Coronavirus-Epidemie“. Er forderte die Gesundheitsminister der Landesregierungen auf, ihre Pandemiepläne zu aktivieren und ihr mögliches Inkrafttreten vorzubereiten. Es habe sich gezeigt, dass die „Infektionsketten teilweise nicht nachvollziehbar sind“.
Mitte März warnten verschiedene Politiker vor der Pandemie und riefen die Bevölkerung zu Vorsicht auf. Bundeskanzlerin Angela Merkel hielt am 18. März 2020 eine weithin beachtete Ansprache über die Situation in Deutschland im Rahmen der Pandemie an die Bevölkerung. Sie bezeichnete die COVID-19-Pandemie als größte Herausforderung seit dem Zweiten Weltkrieg. Mangels eines Impfstoffs oder einer Therapie sei Richtschnur der Bundesregierung, „die Ausbreitung des Virus zu verlangsamen, sie über die Monate zu strecken und so Zeit zu gewinnen.“ Das Risiko der gegenseitigen Ansteckung müsse minimiert werden. Merkel kündigte keine konkreten Maßnahmen an, appellierte jedoch an die Bürger, unnötige Begegnungen zu vermeiden und sich an die Regeln zu halten.
Mitte März bezeichnete das Bundesministerium für Gesundheit in einem Tweet bevorstehende massive Einschränkungen des öffentlichen Lebens als „Fake News“ – wenige Tage vor der Einführung umfassender Kontaktbeschränkungen.
Verschiedene Medien kritisierten die Falschmeldung, unter anderem da sie „für Verunsicherung im Umgang mit echten Fake News“ sorge.
Jens Spahn erklärte am 17. April, man habe es „geschafft, das dynamische Wachstum zurückzubringen zu einem linearen Wachstum“. Seit dem 12. April seien zudem täglich mehr Menschen genesen, als es neue Infizierte gegeben habe. Die Todeszahlen hingegen seien – wie erwartet – weiter gestiegen.
Als seit Juli 2020 die Infektionszahlen wieder stiegen, riefen Politiker wieder vermehrt zur Vorsicht auf. Am 13. Juli warnten Jens Spahn und RKI-Präsident Lothar Wieler vor einer zweiten Welle von Infektionen. Sie appellierten an die Bevölkerung, Abstands- und Hygieneregeln zu beachten und Alltagsmasken zu tragen. Bundeskanzlerin Angela Merkel erklärte am 15. Oktober 2020 angesichts der Beschlüsse der für den Gesundheitsschutz zuständigen Länder, dass die beschlossenen Maßnahmen nicht ausreichten, um das Unheil abzuwenden, und am 17. Oktober sprach sie in ihrem Podcast von einer „sehr ernsten Phase“ der Pandemie und appellierte an die Bürger, Kontakte und Reisen zu reduzieren.

#### Corona-Expertenrat der Bundesregierung ab Dezember 2021
Am 14. Dezember 2021 trat in Deutschland der Corona-Expertenrat der Bundesregierung erstmals zusammen und setzte sich das Ziel, bis Weihnachten eine Stellungnahme zur Variante Omikron abzugeben. Diese erfolgte am 19. Dezember mit dem Rat, umgehend Kontaktbeschränkungen einzuführen sowie vulnerable Gruppen und die kritische Infrastruktur des Landes zu schützen.

#### Beschaffung notwendiger Ausrüstung
Infolge der Verbreitung von COVID-19 kam es zu einer starken Nachfrage nach Desinfektionsmitteln; das Angebot in den Apotheken und Drogeriemärkten tendierte rasch gegen null. Um diesem Mangel abzuhelfen, wurden am 4. März 2020 von der Bundesanstalt für Arbeitsschutz und Arbeitsmedizin zunächst 2-Propanol-haltige Produkte in Eigenrezeptur zur Händedesinfektion zugelassen. Diese Verfügung erlaubte Apotheken und der Pharmaindustrie die Herstellung und Inverkehrbringung von selbstgemischten Händedesinfektionsmitteln. Danach wurde allerdings auch das Grundprodukt 2-Propanol zunehmend knapp, weshalb am 13. März 2020 für die Abgabe an berufsmäßige Verwender auch die Herstellung von Handdesinfektionsmitteln auf Basis von 1-Propanol und Ethanol erlaubt wurde. Schließlich wurde die Herstellung auf Basis von Ethanol mit Allgemeinverfügung vom 9. April 2020 auch für die Abgabe an Privatanwender erlaubt.
Am 4. März 2020 beschloss der Krisenstab, dass die in Praxen, Kliniken und Gesundheitsbehörden benötigte Schutzausrüstung nunmehr über das Bundesgesundheitsministerium zentral beschafft werden solle. Am selben Tag erließ das Bundesministerium für Wirtschaft und Energie eine Anordnung, die die Ausfuhr von medizinischer Schutzausrüstung untersagte. Zu dieser Ausrüstung zählen neben Mund-Nasen-Schutz auch Schutzkittel und Schutzanzüge sowie Handschuhe. Mit Hilfe der Anordnung sollte eine lokale Unterversorgung vermieden bzw. nicht weiter verstärkt werden. Nachdem am 15. März eine europäische Durchführungsverordnung zur Genehmigungspflicht für den Export von medizinischer Schutzausrüstung in Drittstaaten in Kraft getreten war, wurde die deutsche Anordnung aufgehoben.
Am 13. März 2020 wurde der Einkauf von Schutzmaterial in Höhe von 163 Mio. Euro bekanntgegeben. Dies geschah unter Federführung des Beschaffungsamtes der Bundeswehr. Den Beschaffungsämtern der Bundeswehr und des Innenministeriums gelang es bis Anfang April 2020 nicht, Schutzkleidung in ausreichender Menge zu beschaffen. Deshalb sollten nach einem Beschluss des „Corona-Kabinetts“ Unternehmen wie BASF und VW mit ihren Einkaufsabteilungen und Kontakten in Asien die Schutzkleidung und weitere Ausrüstung direkt im Ausland einkaufen und für die Bundesregierung auch den Transport nach Deutschland organisieren. Am 7. April wurde gemeldet, Bundeskanzlerin Merkel habe in direkten Verhandlungen mit Chinas Staatspräsident Xi erreicht, dass Deutschland Schutzausrüstung aus dem Land erhält.
Am 22. Mai 2020 berichtete die Tagesschau über Probleme bei der Verteilung der inzwischen beschafften Schutzmaterialien an Kliniken und Arztpraxen. Im Juli erklärte das Bundesgesundheitsministerium, die Knappheit an Schutzausrüstung sei weitgehend überwunden. Der Bund habe seit Anfang März mehr als 2,7 Milliarden Masken und 539 Millionen Einmalhandschuhe beschafft. Von Mitte August an werde der Bedarf an Atemschutzmasken verstärkt aus deutscher Produktion gedeckt werden. Die Deutsche Krankenhausgesellschaft und die Kassenärztliche Bundesvereinigung bestätigten, dass Kliniken und niedergelassene Ärzte inzwischen besser mit Schutzausrüstung ausgestattet seien als zu Jahresbeginn.

##### CDU/CSU-Maskenaffäre
Anfang 2021 wurde bekannt, dass sowohl der CSU-Bundestagsabgeordnete Georg Nüßlein als auch der CDU-Bundestagsabgeordnete Nikolas Löbel im Jahr 2020 direkt oder über beteiligte Firmen Provisionszahlungen von Maskenlieferanten erhalten hatten. Löbel erhielt die Provision für die Geschäfte zwischen einem baden-württembergischen Lieferanten und zwei Privatunternehmen in Heidelberg und Mannheim. Nüßlein wird vorgeworfen, einen Hersteller für Corona-Masken an die Bundesregierung und die bayerische Landesregierung vermittelt zu haben. Dabei soll er eine sechsstellige Provision erhalten und diese nicht versteuert haben. Im Verlauf der weiteren Wochen wurden auch der ehemalige CDU-Bundestagsabgeordnete Mark Hauptmann und der ehemalige bayerische Justizminister Alfred Sauter mit Maskengeschäften in Verbindung gebracht, letztgenannter trat am 22. März aus der CSU-Landtagsfraktion aus.

#### Spätere Vorwürfe der Geldverschwendung
Im Gefolge der öffentlichen Coronamaßnahmen wurden Vorwürfe laut, dass Gesundheitspolitiker auf dem Höhepunkt der Pandemie nicht hinreichend sorgsam mit Steuergeldern umgegangen waren. In den Fokus der Kritik rückte insbesondere der damalige Gesundheitsminister Jens Spahn. Nach Recherchen der Süddeutschen Zeitung, des NDR und des WDR hatten der deutsche Staat und die Krankenkassen seit Beginn der Pandemie bis zum Januar 2023 insgesamt 6 Milliarden Euro für Corona-PCR-Tests ausgegeben. Schon Ende Januar 2020 hatte das Ministerium Spahns eine Kostenerstattung von 59 Euro pro PCR-Test akzeptiert – eine Vergütung, die nach Einschätzung vieler Experten stark überteuert war und dazu führte, dass Labormediziner und pharmazeutische Hersteller hohe Millionengewinne machten.
Ende April 2020 ließ Spahns Ministerium Atemschutzmasken für mehr als eine halbe Milliarde Euro zum Stückpreis von 5,40 Euro beim Schweizer Händler Emix kaufen, obwohl die Masken mittlerweile schon deutlich billiger zu haben waren. Ab dem 15. Dezember 2020 ließ sein Ministerium FFP2-Masken an Personen über 60 Jahre bzw. an Angehörige von Risikogruppen kostenlos über Apotheken abgeben. Den Apothekern wurden dabei 6 Euro pro Maske vergütet, obwohl die Masken damals in Drogeriemärkten schon für ein bis zwei Euro zu erhalten waren. Die Fachabteilungen im Gesundheitsministerium hatten sich nach Recherchen von WDR, NDR und SZ gegen die kostenlose Abgabe von FFP2-Masken durch Apotheken ausgesprochen, jedoch hatte Minister Spahn die Maßnahme durchgesetzt. Das Gesundheitsministerium kalkulierte mit 27,3 Millionen anspruchsberechtigten Menschen in Deutschland und überwies 491,4 Millionen Euro an den Apothekerverband, der das Geld wiederum an die Apotheken verteilte. Unabhängig, wie viele Masken die Apotheken abgaben, erhielten sie einen festen Anteil aus Bundesmitteln: Im Schnitt gab es mehr als 25.000 Euro für jede Apotheke in Deutschland.
Im Januar und Februar 2021 konnten Anspruchsberechtigte gegen Vorlage von Coupons weitere aus öffentlichen Geldern finanzierte Gratis-Masken in den Apotheken erhalten. Für die ersten sechs Masken erhielten die Apotheker dabei 36 Euro pro Person, für weitere sechs Masken 23,40 Euro. Ein Apotheker wurde in dem Tagesschau-Bericht vom 17. März 2021 mit den Worten zitiert: „Wir haben uns dumm und dämlich verdient“. Die Kosten der ganzen Aktion für den Steuerzahler wurden auf mehr als zwei Milliarden Euro geschätzt. Ein Immobilienunternehmer aus Bochum verdiente mit fingierten Tests 25,1 Millionen Euro vom Staat. Er baute Linienbusse um und bot diese mit eigenem Personal als Teststation an. Das Landgericht Bochum verurteilte ihn wegen Betrugs im Herbst 2022 zu sechs Jahren Haft.

#### Wirtschaftliche Hilfen, Wirtschaftsstabilisierung und Bundeshaushalt
Die Koalition einigte sich am 8. März 2020, Hürden für die Kurzarbeit zu senken. Am 14. März 2020 wurde mit der Verkündung des Gesetzes zur befristeten krisenbedingten Verbesserung der Regelungen für das Kurzarbeitergeld die Grundlage geschaffen. Durch Änderungen des § 109 SGB III und der §§ 11 und 11a AÜG ermächtigt es – zeitlich begrenzt – die Bundesregierung, ohne Zustimmung des Bundesrats Rechtsverordnungen zu erlassen, die die Anspruchsvoraussetzungen für die Gewährung von Kurzarbeitergeld absenken dürfen.
Am 19. März 2020 wurden von der Bundesregierung 40 Milliarden Euro an Finanzhilfen für Kleinstbetriebe bekannt gegeben. Zehn Milliarden Euro davon sind als direkte Zuschüsse an notleidende Einpersonengesellschaften, Freiberufler und Kleinstunternehmen als Einmalzahlung für drei Monate in Höhe von maximal 9.000 Euro vorgesehen – ergänzt mit Soforthilfen der Bundesländer – der Rest als Darlehen zur Liquiditätssicherung. Das Sozialschutz-Paket ist zwar kein bedingungsloses Grundeinkommen wie von zwei Petitionen gefordert „für eine Situation, die der Staat angeordnet hat“, doch wurde der Zugang zur Grundsicherung erleichtert und auf eine Vermögensprüfung verzichtet.
Die Bundesregierung hat ab dem 23. März über eine zeitweise Außerkraftsetzung der Schuldenbremse beraten. Am 25. März beschloss dann der Deutsche Bundestag einen Nachtragshaushalt für das Jahr 2020, der die im Grundgesetz festgelegte Regelgrenze („Schwarze Null“) um etwa 100 Milliarden Euro überschreitet.
Im Mai 2020 wurde unter Bundeswirtschaftsminister Peter Altmaier zum einen eine Änderung des Außenwirtschaftsgesetzes beschlossen, die es der Bundesregierung erleichtert, ausländische Akquisitionen deutscher Unternehmen zu verhindern, und zum anderen wurden ein Gesetz und ein Wirtschaftsstabilisierungsfonds (WSF) geschaffen, wodurch sich der Staat künftig an jedem Unternehmen mit wirtschaftlichen Schwierigkeiten beteiligen kann.
Am 29. Juni beschlossen Bundestag und Bundesrat das „Corona-Konjunkturprogramm“ der Bundesregierung und stimmten dem damit verbundenen zweiten Nachtragshaushalt für 2020 zu. Zu den Maßnahmen des insgesamt 24 Milliarden Euro umfassenden Pakets gehören insbesondere eine befristete Senkung der Mehrwertsteuer bis zum Jahresende sowie eine Sonderzahlung von 300 Euro für jedes kindergeldberechtigte Kind.
Im November 2020 beschloss die Bundesregierung Ausgleichszahlungen für Unternehmen und Selbständige, die von den coronabedingten Schließungen betroffen sind. Betroffene sollen Unterstützungszahlungen von bis zu 75 % des Umsatzes im Vergleichszeitraum im Vorjahr erhalten.
Am 17. März 2022 wies der Bundesgerichtshof (BHG) in einem Pilotverfahren die Klage eines Gastronomen und Hoteliers gegen das Land Brandenburg zurück, der im Frühjahr 2020 weitgehend schließen musste und der Schadensersatz forderte.

#### Unterstützung für Familien
Die Regierung kündigte im Januar 2021 an, die Kinderkrankentage für 2021 zu verdoppeln (pro gesetzlich krankenversichertem Elternteil 20 statt 10 Tage, bei Alleinerziehende 40 statt 20), die bei einer pandemiebedingten häuslichen Betreuung von Kindern, auch im Fall von Homeoffice, genutzt werden können.
Am 23. September startete das Programm Corona-Auszeit für Familien der deutschen Bundesregierung, das 90 % der Übernachtungs- und Verpflegungskosten für Familienferien von bis zu sieben Tagen in teilnehmenden Familienferienstätten und Jugendherbergen decken soll.

#### Sonstige Maßnahmen
→ Zu Entscheidungen der Bundesregierung zu Grenzschließungen, Reisewarnungen und dem Rückholprogramm der Bundesregierung siehe Grenzüberschreitende Mobilität und Tourismus
Mit Wirkung zum 1. Februar 2020 wurde durch die Coronavirus-Meldepflichtverordnung für die Coronavirus-Krankheit-2019 (COVID-19) die namentliche Meldepflicht eingeführt. Seit dem 23. Mai 2020 ist sie im Infektionsschutzgesetz gesetzlich verankert (§ 6 Abs. 1 Nr. 1 lit. t IfSG).
Bundesverteidigungsministerin Annegret Kramp-Karrenbauer sagte am 15. März die Hilfe der Bundeswehr zu. Als Beispiel nannte sie den Aufruf an im Gesundheitswesen ausgebildete Reservisten, sich für den Einsatz in Bundeswehrkrankenhäusern zu melden. Die Bundeswehr leiste zudem bereits Amtshilfe für das Bundesgesundheitsministerium. Am 27. März wurde über einen eigentlich vertraulichen innerdeutschen Einsatzplan der Bundeswehr berichtet, die laut diesem Dokument für den Fall einer umfassenden Amtshilfe ab dem 3. April bereitstehe.
Am 25. März 2020 änderte der Bundestag befristet bis September 2020 seine Geschäftsordnung dahingehend, dass für die Beschlussfähigkeit nicht mehr die Hälfte, sondern nur ein Viertel der Abgeordneten anwesend sein muss.

### Länder

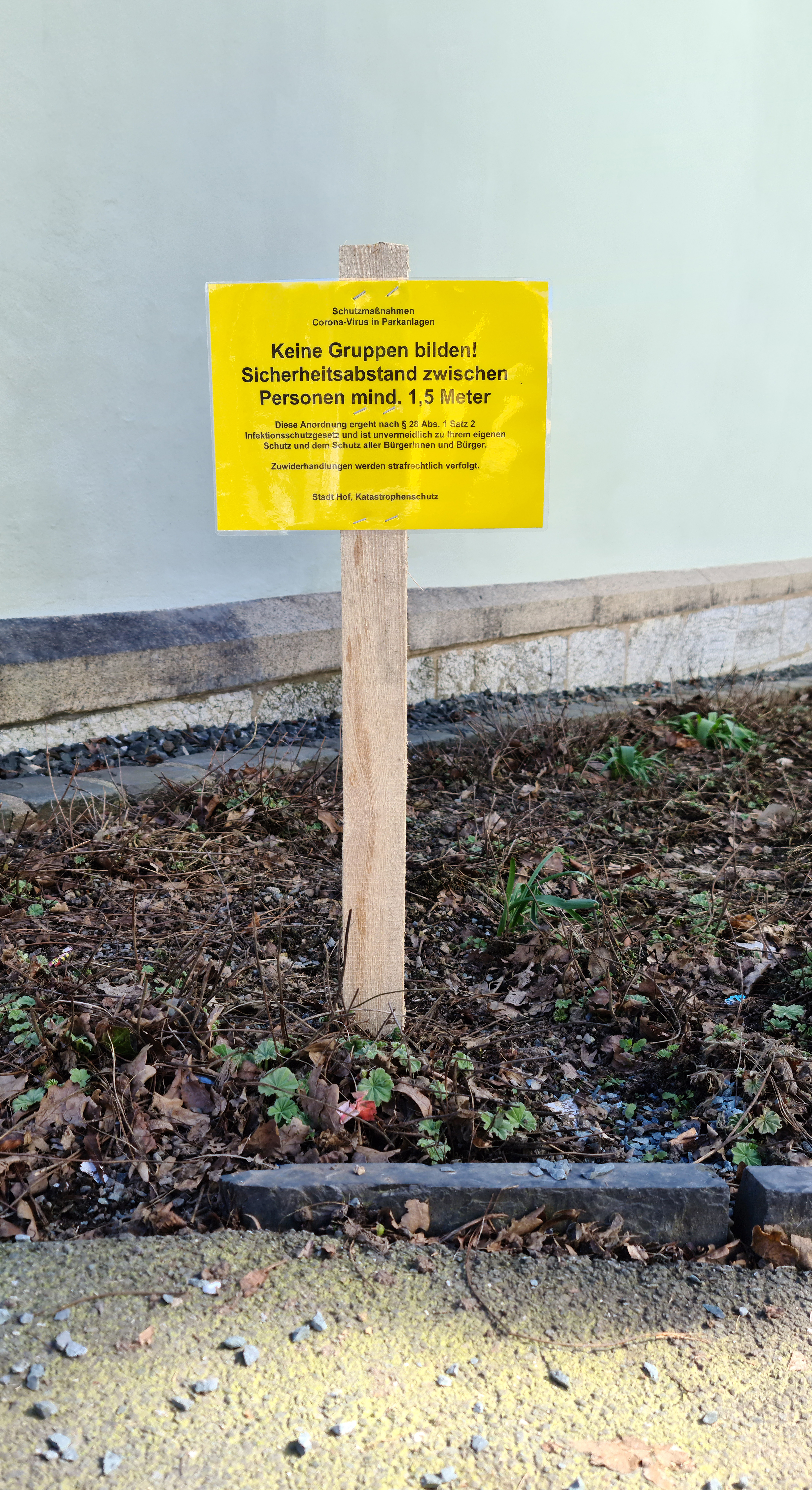
Maßnahme zum Versammlungsverbot in Hof (Saale), Ende März 2020

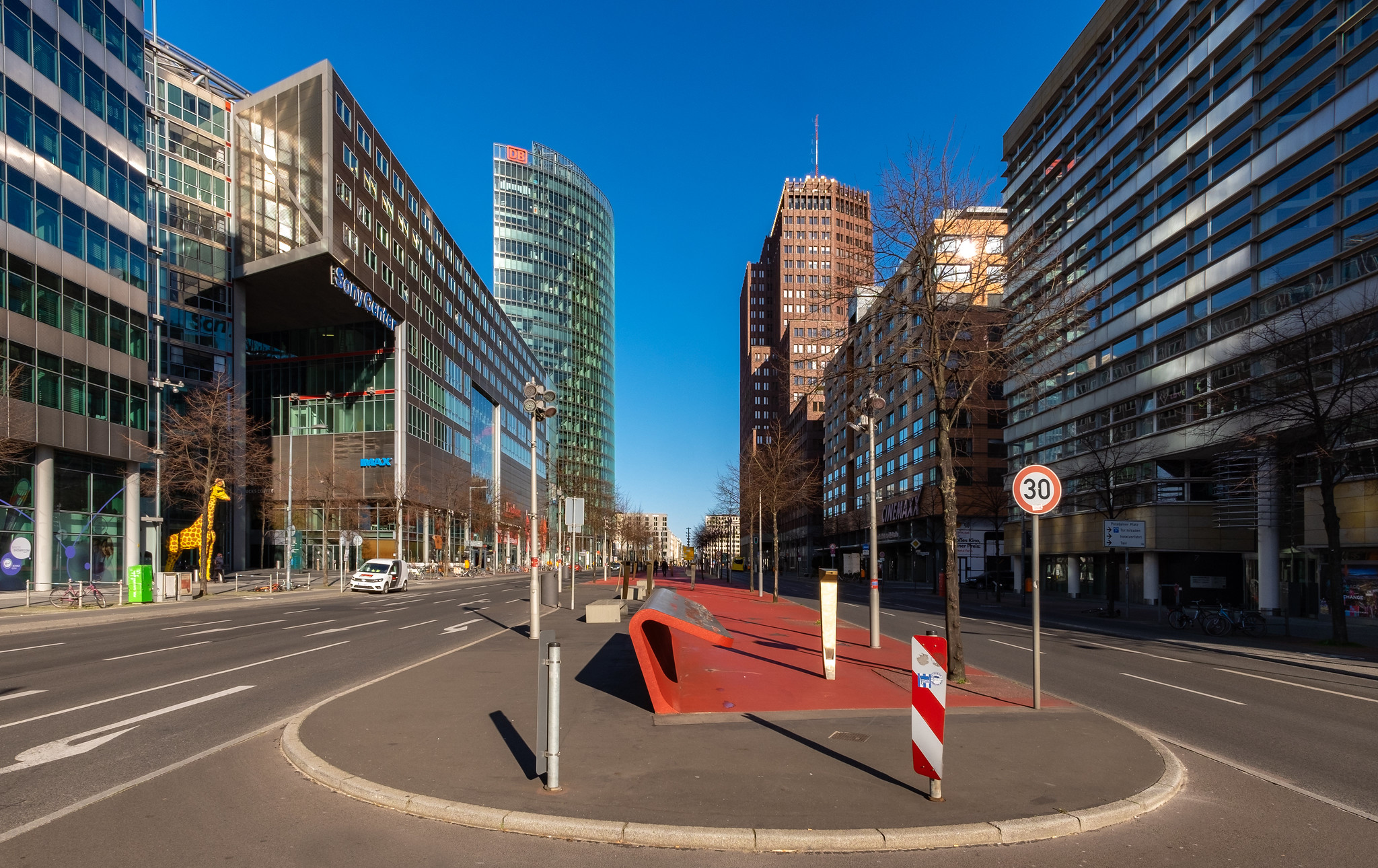
Das Zentrum von Berlin ist am 22. März 2020 weitgehend menschenleer.

Die Bundeskanzlerin und die Ministerpräsidenten der Länder stärkten in ihren Beschlüssen vom 6. Mai 2020 und vom 26. Mai 2020 die Rolle der Landesregierungen bei der Bekämpfung der Pandemie. Die Bundesländer sollen über die schrittweise Öffnung des öffentlichen Lebens in eigener Verantwortung entscheiden. Sie berücksichtigen dabei auch die regionale Entwicklung der COVID-19-Infektionszahlen.
Auf dem Corona-Gipfel von Bund und Ländern vom 16. Februar 2022 wurde ein Drei-Stufen-Plan für erneute Lockerungen angenommen. Der Plan sah drei Stufen vor, die für den 18. Februar, den 4. März und den 20. März vorgesehen waren, allerdings erst dann in Kraft treten sollten, wenn sie vom jeweiligen Bundesland umgesetzt worden seien. Im ersten Schritt sollte die Obergrenze der Personen bei privaten Treffen unter Geimpften und Genesenen aufgehoben und die 2G-Regel im Einzelhandel durch eine FFP2-Maskenpflicht ersetzt werden. Im zweiten Schritt sollte in der Gastronomie und bei der Beherbergung die 3G-Regel ausreichen und in Diskotheken und Clubs noch die etwas strengere 2G-Plus-Regel gelten. Im dritten Schritt sollten „alle tiefgreifenderen Schutzmaßnahmen“ wegfallen, außer Masken- und Abstandsregelungen.
Die rechtlichen Regelungen aller Bundesländer finden sich in der Liste der infolge der COVID-19-Pandemie erlassenen deutschen Gesetze und Verordnungen. Die Gesamtsituation in den Bundesländern beschreiben die Artikel zu den jeweiligen Ländern:
Baden-Württemberg | Bayern | Berlin | Brandenburg | Bremen | Hamburg | Hessen | Mecklenburg-Vorpommern | Niedersachsen | Nordrhein-Westfalen | Rheinland-Pfalz | Saarland | Sachsen | Sachsen-Anhalt | Schleswig-Holstein | Thüringen

#### Ausgangsbeschränkungen
Über die gemeinsam beschlossenen Maßnahmen hinaus erließen Bayern, Berlin, Brandenburg, das Saarland, Sachsen und Sachsen-Anhalt Ausgangsbeschränkungen, die das Verlassen der eigenen Wohnung oder das Betreten des öffentlichen Raumes grundsätzlich vom Vorliegen eines „triftigen“ Grundes abhängig machen. Die ersten dieser Ausgangsbeschränkungen in Sachsen und Berlin wurden zum 20. bzw. 22. April 2020 aufgehoben. Die Ausgangsbeschränkung im Saarland, die das Verlassen der Wohnung „nur bei Vorliegen triftiger Gründe“ erlaubte, wurde am 28. April vom Verfassungsgerichtshof des Saarlandes mit sofortiger Wirkung aufgehoben, siehe auch Juristische Beurteilung der Ausgangsbeschränkungen. Sachsen-Anhalt hob seine Ausgangsbeschränkung am 4. Mai auf. Brandenburg hob zum 9. Mai jenen Teil der Verordnung auf, der für das Betreten öffentlicher Räume einen besonderen Grund verlangte. In Bayern galt: „Das Verlassen der eigenen Wohnung ist nur bei Vorliegen triftiger Gründe erlaubt.“ Diese Bestimmung wurde nicht über den 10. Mai hinaus verlängert. Im Oktober 2020 wurden in einigen Landkreisen in Bayern wegen steigender Infektionszahlen wieder Ausgangsbeschränkungen erlassen. Zum Jahresende und in den ersten Monaten des Jahres 2021 wurden auch in den Städten und Landkreisen anderer Bundesländer wieder zeitweise Ausgangsbeschränkungen eingeführt.

#### Maskenpflicht
Über die von allen Ländern angenommene „dringende Empfehlung“ vom 15. April 2020 zum Tragen von Alltagsmasken im ÖPNV und in Läden hinaus beschlossen in der zweiten Aprilhälfte sukzessive alle Bundesländer eine Tragepflicht. Die Maskenpflicht galt generell im ÖPNV und in Geschäften; Schals wurden als Masken akzeptiert. Einige Landkreise und Städte hatten bereits eine frühere Einführung beschlossen, neben Jena etwa auch Potsdam und Braunschweig. Im Oktober 2020 beschlossen Bund und Länder, dass spätestens bei einer Inzidenz von 35 Neuinfektionen pro 100.000 Einwohnern pro Woche eine Maskenpflicht im öffentlichen Raum dort gelten soll, wo Menschen dichter und/oder länger zusammenkommen.
Nach dem 2. April 2022 sollte nur noch in zwei von 16 Bundesländern (Hamburg und Mecklenburg-Vorpommern) vorübergehend weiter die Maskenpflicht gelten.

#### Schutzmasken für Ältere, Risikogruppen und Bedürftige

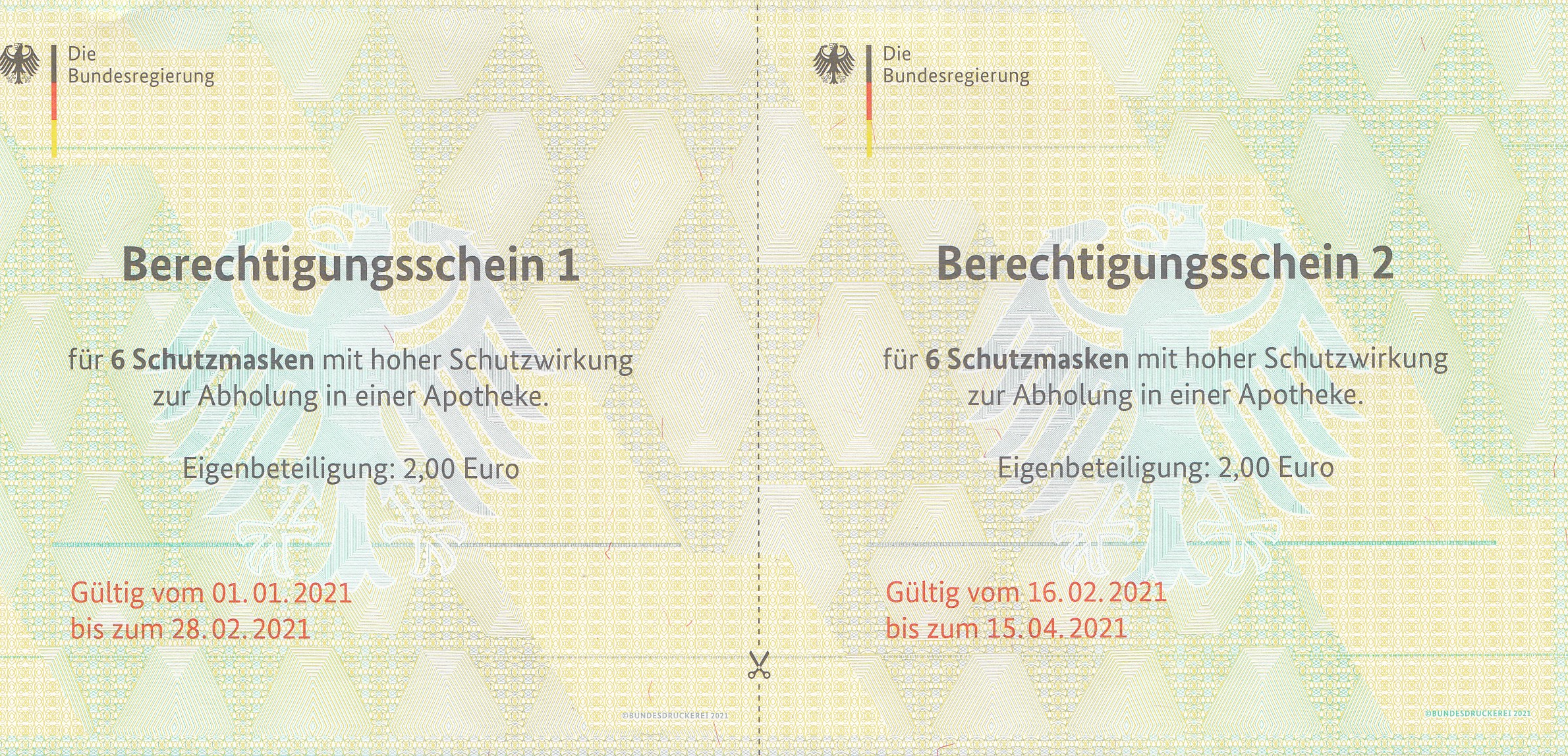
Bescheinigungen zum Nachweis der Anspruchsberechtigung nach der Coronavirus-Schutzmasken-Verordnung (SchutzmV)

Als erstes Bundesland startete Bremen am 13. November 2020 die kostenlose Ausgabe von FFP2-Masken an Personen mit einem Lebensalter ab 65 Jahren; dabei führte die hohe Nachfrage dazu, dass die ersten 450.000 Exemplare schon innerhalb weniger Stunden vergriffen waren.
Am 16. November 2020 beschlossen Bund und Länder die Ausgabe von 15 FFP2-Masken (eine pro Winterwoche) an Versicherte, die einer der besonders vulnerablen Gruppen angehören. Die Masken sollen „gegen eine geringe Eigenbeteiligung“ ausgegeben werden. Bundesgesundheitsminister Jens Spahn erklärte am 30. November jedoch, dass sich die Ausgabe „weit bis in den Dezember hineinziehen“ werde.
Nach der Coronavirus-Schutzmasken-Verordnung vom 14. Dezember 2020 erhielten Personen, die das 60. Lebensjahr vollendet haben oder bei denen bestimmte Erkrankungen oder Risikofaktoren vorlagen, einen Anspruch auf insgesamt 15 Schutzmasken gegen Eigenbeteiligung. Für die Abgabe der Masken erhielten die Apotheken außerdem eine Pauschale aus der Liquiditätsreserve des Gesundheitsfonds.
Der Kreis der Berechtigten wurde mit Wirkung zum 6. Februar 2021 auf Personen, die Arbeitslosengeld II beziehen oder mit einer solchen Person in einer Bedarfsgemeinschaft leben, erweitert. Diese hatten Anspruch auf einmalig zehn kostenlose Schutzmasken, auch wenn sie nicht in der gesetzlichen Krankenversicherung versichert waren.

#### Finanzielle Unterstützung
Zur finanziellen Unterstützung von Betroffenen wurde im Jahr 2021 in Thüringen ein Härtefallfonds für die Wirtschaft eingerichtet. Ein weiterer Fonds für den nichtwirtschaftlichen Bereich, der zugleich Unterstützung angesichts steigender Energiekosten vorsah, folgte im Jahr 2023. Dieser wurde 2024 verlängert.

### Landkreise und Städte

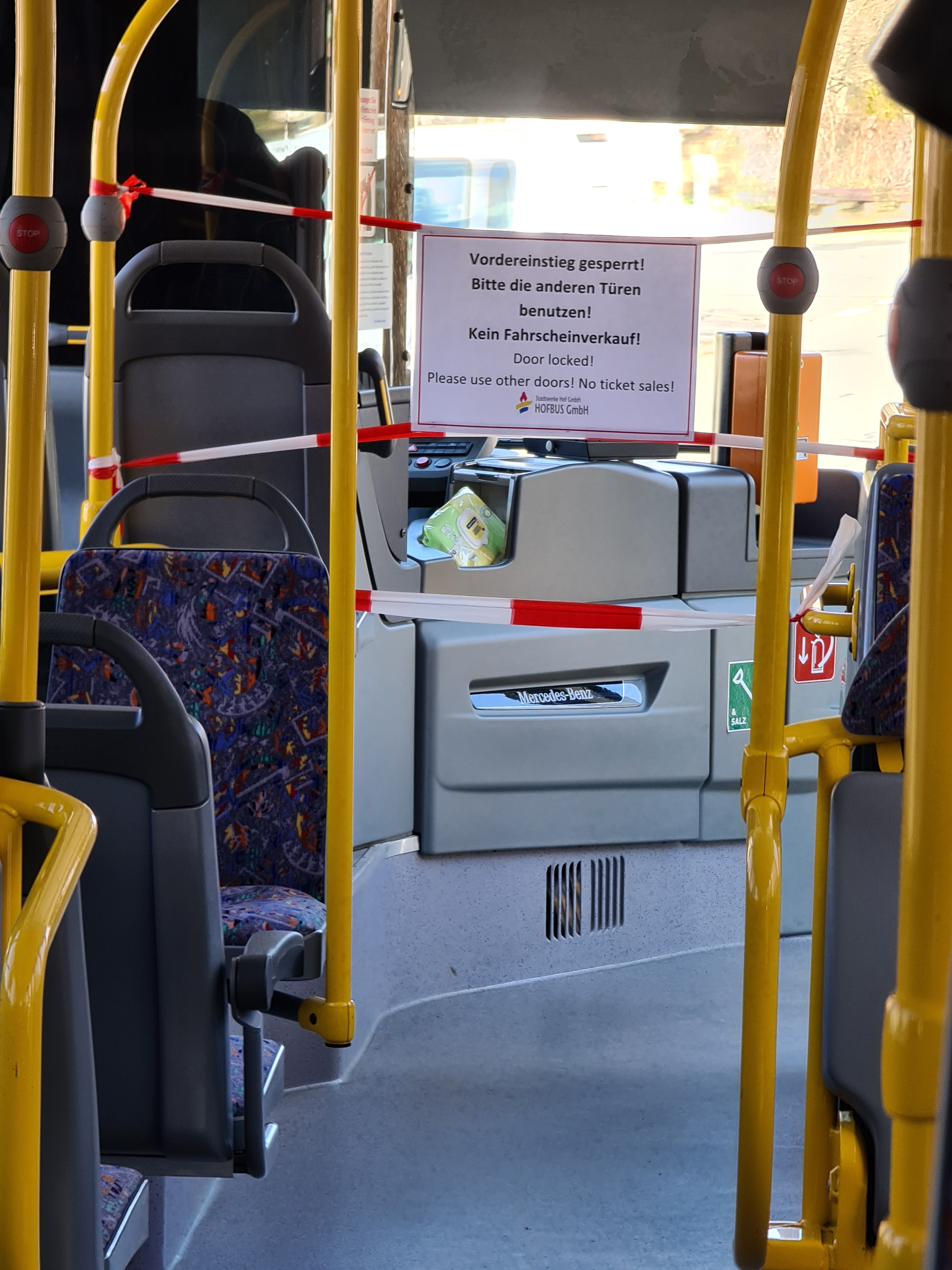
Sperrmaßnahme im Stadtbus zum Schutz des Busfahrers, Ende März 2020

Kommunen und Landkreise reagierten im März und April 2020 vielfach mit eigenständigen Beschlüssen auf die Pandemie und das lokale Infektionsgeschehen. So rief die Stadt Halle (Saale) am 17. März den Katastrophenfall aus. Das Landratsamt Tirschenreuth verhängte am 18. März 2020 wegen der Pandemie für das Stadtgebiet Mitterteich die erste coronabedingte Ausgangssperre Deutschlands. Ähnliche Ausgangsbeschränkungen wurden in den nächsten Tagen von einigen weiteren Städten und Gemeinden ausgesprochen, beispielsweise in Dresden und Freiburg. Diese wurden nach kurzer Zeit von den Verordnungen/Erlassen des jeweiligen Bundeslandes ersetzt. Die Stadt Jena kündigte am 30. März 2020 eine Pflicht zum Tragen von Mund-Nasen-Bedeckungen im öffentlichen Nahverkehr und in Gebäuden mit Publikumsverkehr an und rief die Bevölkerung zum Nähen von Masken auf. Einzelne weitere Kommunen folgten in den darauffolgenden Wochen, bevor in der zweiten Aprilhälfte die Landesregierungen deutschlandweit eine Maskenpflicht einführten.
Ab Mai 2020 war im Rahmen der Hotspot-Strategie vorgesehen, dass Kommunen und Landkreise mit örtlich angepassten Maßnahmen auf das Infektionsgeschehen reagieren. Lokale Entscheidungen betrafen bspw. die Durchführung von öffentlichen Ereignissen oder Regelungen für private Feiern. Die Stadt Tübingen hatte im Rahmen des von Lisa Federle initiierten Tübinger Modells während der zweiten und dritten Infektionswelle ein Konzept erprobt, indem durch Öffnungen und verpflichtende Schnelltests zugleich ein Neubeginn gesellschaftlichen Lebens und eine Bekämpfung von COVID-19 möglich war. Das Modell ist wie viele andere vergleichbare Öffnungsstrategien durch das Inkrafttreten der Bundesnotbremse am 24. April 2021 abrupt beendet worden.

### Evaluierung der getroffenen Maßnahmen
Nach § 5 Abs. 9 Infektionsschutzgesetz (IfSG) sollte ein Sachverständigenausschuss, dessen Mitglieder je zur Hälfte von Bundesregierung und Bundestag zu berufen seien, die getroffenen Maßnahmen zur Bekämpfung der COVID-19-Pandemie in Deutschland evaluieren. Dieser hat im Juni 2022 seinen Bericht zur „Evaluation der Rechtsgrundlagen und Maßnahmen der Pandemiepolitik“ vorgelegt.
Der Bericht trifft zu der Frage, inwieweit die Maßnahmen geeignet waren, ihre beabsichtigten Wirkungen zu erzielen, folgende Feststellungen:
- Lockdown: Die Wirksamkeit eines Lockdowns sei „in der frühen Phase des Containments“ (der Eindämmung, solange nur wenige Menschen infiziert sind) „am effektivsten, verliert aber den Effekt wiederum schnell“.
- Kontaktnachverfolgung: Auch diese sei in der frühen Phase wirksam; „unter welchen Prämissen (…) der Nutzen der Kontaktpersonennachverfolgung (KPN) im Vergleich zum Anraten des ‚Zuhausebleibens‘ bei Symptomen überwiegt“, müsse dringend erforscht werden.
- 2G/3G-Maßnahmen: Deren Effekt sei „in den ersten Wochen nach der Boosterimpfung oder der Genesung hoch. Der Schutz vor einer Infektion lässt mit der Zeit jedoch deutlich nach.“ Zudem wäre „in Anbetracht der leichten Übertragbarkeit von SARS-CoV-2 in der derzeitig“ (Stand 2022) „vorherrschenden Omikron-Variante bei Geimpften“ begleitend zu erforschen, „wie gut eine Eindämmung über Testung funktionieren“ könne.
- Schulschließungen: Deren genaue Wirksamkeit auf die Eindämmung der Ausbreitung des Coronavirus sei weiterhin offen. „Die deutlichen wissenschaftlichen Beobachtungen und Studien zu nicht-intendierten Wirkungen sind wiederum nicht von der Hand zu weisen. Da Kinder durch Schulschließungen besonders betroffen sind, sollte eine Expertenkommission die nicht-intendierten Auswirkungen dieser Maßnahme unter besonderer Berücksichtigung des Kindeswohls genauer evaluieren.“
- Masken und Maskenpflicht: Zwar könne „das Tragen von Masken ein wirksames Instrument in der Pandemiebekämpfung sein“. Eine schlechtsitzende und nicht enganliegende Maske habe jedoch einen verminderten bis keinen Effekt. Auch eine generelle Empfehlung zum Tragen von FFP2-Masken sei aus den bisherigen Daten nicht ableitbar.

Weiter beurteilt der Bericht auch einige der nicht beabsichtigten Folgen der Maßnahmen:
- Individuum: psychosoziale Folgen: Durch Studien seien „erhebliche psychosoziale Auswirkungen insbesondere auf Frauen und jüngere Menschen“ nachgewiesen worden. Zudem müsse bei allen Maßnahmen „ein Mindestmaß an sozialen Kontakten auch zu engen Bezugspersonen gewährleistet bleiben“.
- Gesellschaft: Folgen für Familien, Mütter, Kinder und vulnerable Gruppen: Die Politik habe dafür zu sorgen, dass die Folgen von Pandemie und Maßnahmen „nicht einseitig zu Lasten von Frauen und Kindern gehen“ dürften. Der Bericht stellt fest, dass „Erwerbstätigkeit und Wohlbefinden aufgrund von KiTa- und Schulschließungen insbesondere von Müttern erheblich eingeschränkt“ wurden. „Zudem kamen die Corona-Hilfen weit überwiegend männlichen Erwerbstätigen zugute.“
- Wirtschaft: Hier werden die großen Anstrengungen der Politik gelobt.

Schließlich geht der Bericht auch auf rechtliche Aspekte ein:
- Feststellung der epidemischen Lage von nationaler Tragweite (§ 5 Abs. 1 IfSG): Diese stelle „eine juristisch fragwürdige Konstruktion“ dar.
- Verlagerung wesentlicher Entscheidungsbefugnisse auf die Exekutive (§ 5 Abs. 2 IfSG): Diese werde „im rechtswissenschaftlichen Schrifttum ganz überwiegend für verfassungswidrig gehalten“.
- Regelungen zu den Schutzmaßnahmen (§§ 28-32, 36 IfSG): Hier sollten die gesetzlichen Tatbestände „die betroffenen Grundrechte abbilden“ und entsprechend differenzierte Anforderungen an Schutzmaßnahmen stellen.

Generell kritisieren die Sachverständigen, dass eine ausreichende und stringente Datenerhebung durch Bundesbehörden gefehlt habe. So zitiert die Süddeutsche Zeitung die Virologin Helga Rübsamen-Schaeff, die stellvertretende Vorsitzende des Ausschusses, mit den Worten: „Wenn man eine Maßnahme verhängt, muss gleichzeitig eine Studie aufgesetzt werden“. So habe das Robert-Koch-Institut (RKI) „nicht genug für eine entsprechende Datengrundlage getan“.

## Reaktionen und Maßnahmen im Gesundheitssystem

### Behandlung
Für die Behandlung von COVID-19-Patienten stehen detaillierte Empfehlungen des Ständigen Arbeitskreises der Kompetenz- und Behandlungszentren für Krankheiten durch hochpathogene Erreger zur Verfügung.

### Impfung

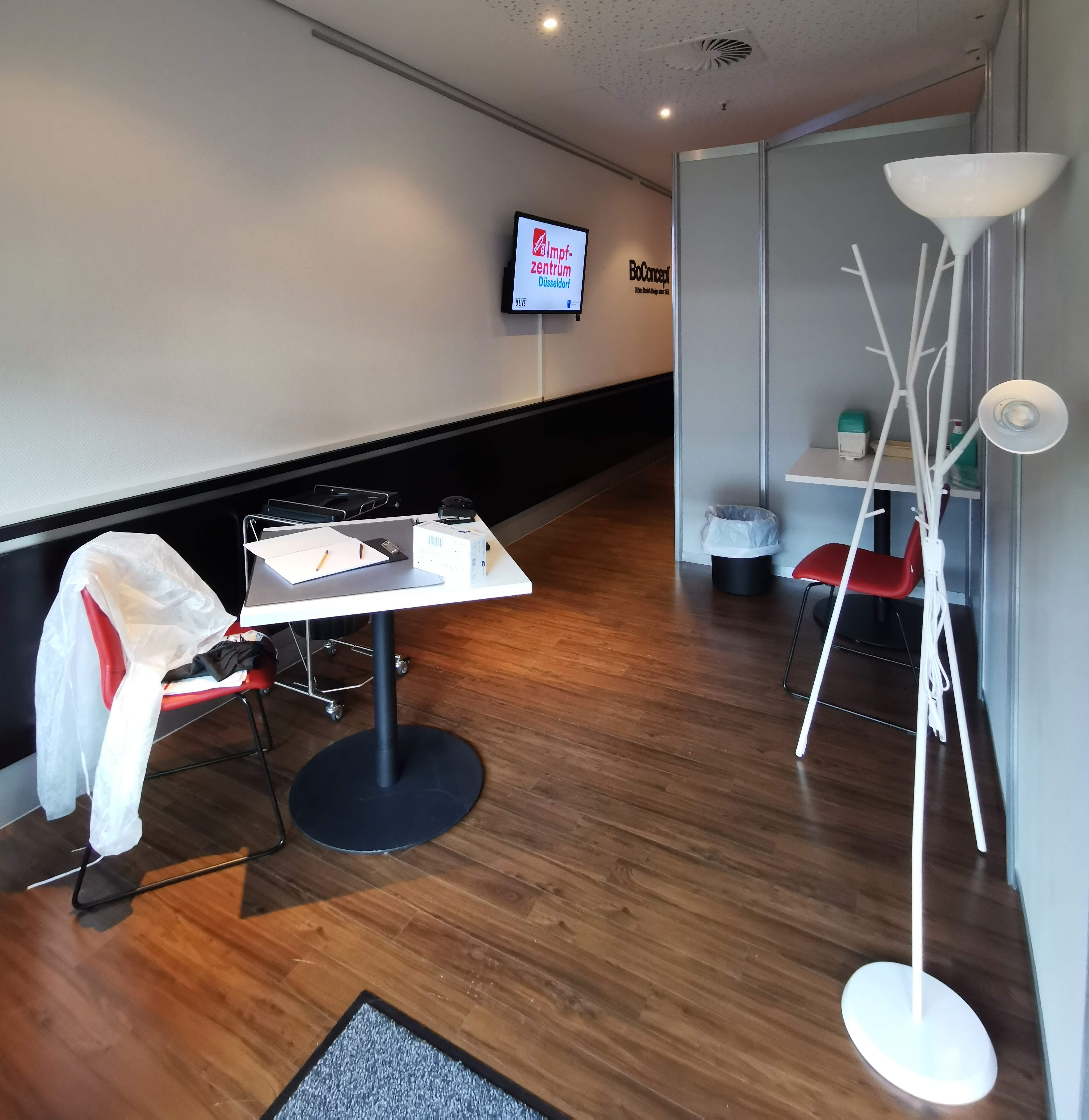
Impfraum im Impfzentrum Düsseldorf (Dezember 2020)

Am 26. Dezember 2020 haben die COVID-19-Impfungen in Deutschland begonnen. Bundesweit haben bis 19. November 2022 mindestens 64.814.677 Menschen die erste Impfung erhalten. Dies entspricht 77,9 % der deutschen Bevölkerung und 86,9 % aller Erwachsenen. Vollständig grundimmunisiert sind 63.501.131 Personen (vollständige Impfquote: 76,3 % bzw. 85,4 % der Erwachsenen). Das RKI hatte bereits im Herbst 2021 zu bedenken gegeben, dass aufgrund von Untererfassung im Meldesystem die tatsächliche Impfquote wahrscheinlich um 5 % höher liege.

### Behandlungs- und Personalkapazitäten
Zahlreiche Experten wiesen Ende Februar und Anfang März 2020 darauf hin, dass es bei einer stärkeren Verbreitung von COVID-19 in der Bevölkerung zu Engpässen in der Intensiv- und Notfallmedizin kommen könne. Seit März 2020 ergriffen Politik und die Akteure im Gesundheitssystem zahlreiche Maßnahmen, um die Behandlungskapazitäten zu erhöhen, die Kapazitäten der Gesundheitsämter zur Fallverfolgung zu steigern und die Testkapazitäten auszubauen.
Bund und Länder beschlossen am 17. März 2020, die Anzahl der Intensivbetten in Deutschland kurzfristig zu verdoppeln. Die Deutsche Interdisziplinäre Vereinigung für Intensiv- und Notfallmedizin (DIVI) baute in Kooperation mit dem Robert Koch-Institut und der Deutschen Krankenhausgesellschaft im März 2020 ein Online-Intensivregister auf, über das tagesaktuell bundesweit Bettenkapazitäten in der Intensivmedizin sowie freie Kapazitäten zur invasiven Beatmung abgefragt werden können. Die Zahl der laut DIVI betreibbaren Intensivbetten verringerte sich im Zusammenhang der Einführung einer Notfallreserve von etwa 10.000 Betten Anfang August 2020 von 30.000 auf ca. 28.000, sowie von Oktober 2020 bis Januar 2021 sukzessive auf ca. 24.000 Betten und bis Anfang 2022 auf ca. 22.000 Betten.
Um zusätzliche Kapazitäten für die Versorgung von COVID-19-Erkrankten zu schaffen, wurden viele planbare Operationen (sogenannte Elektivmaßnahmen), abgesagt oder verschoben; auch Patienten sagten verstärkt Behandlungen ab und Wartezimmer blieben leer. Der Rückgang an Behandlungen führte zu der paradoxen Situation, dass im März und April 2020 Meldungen über Praxen und Kliniken zunahmen, die Kurzarbeit für Ärzte und medizinisches Personal anmeldeten. Ende April forderte Bundesgesundheitsminister Jens Spahn, ab Mai einen Teil der Krankenhauskapazitäten auch wieder für planbare Operationen zu nutzen und damit schrittweise in eine „neue Normalität im Klinikbetrieb“ zu kommen. Im Mai 2020 legte die Nationale Akademie der Wissenschaften eine Empfehlung zur umfassenden Wiederaufnahme der allgemeinen medizinischen Versorgung vor. Ende Juni 2020 erklärte die DKG, eine Rückkehr zur Regelversorgung wie vor Corona sei wegen Infektionsschutzmaßnahmen und Freihaltung von Kapazitäten für Corona-Patienten bis weit ins nächste Jahr hinein nicht möglich.
Zur Steigerung der Personalkapazitäten wurden beispielsweise die Pflegepersonaluntergrenzen bis auf weiteres außer Kraft gesetzt, Beamte aus anderen Behörden und Bundeswehrangehörige zur Unterstützung der Gesundheitsämter eingesetzt und Medizinstudenten und Ärzte im Ruhestand aufgerufen, sich in die Bekämpfung der Pandemie einzubringen. Im September 2020 beschlossen Bund und Länder, bis 2022 mindestens 5000 neue und unbefristete Vollzeitstellen im Öffentlichen Gesundheitsdienst zu schaffen.
Im Laufe des Jahres konnten die Testkapazitäten um ein Vielfaches erhöht werden. Auch die Kapazität der Gesundheitsämter zur Fallverfolgung stieg. Insbesondere die Einstellung neuen Personals in den Gesundheitsämtern stocke allerdings, da neu geschaffene Stellen nicht besetzt werden konnten. Als im Herbst die Infektionszahlen wieder anstiegen, wurde erneut vor einer Überlastung der Kapazitäten des Gesundheitssystems gewarnt.
Die COVID-19-Pandemie führte mittelbar dazu, dass die Zahl der Krankenhaus-Einweisungen und Operationen im Jahr 2020 auf den niedrigstem Stand seit Mitte der 2000er Jahre fiel. Die Zahl der Krankenhausbehandlungen sank im Vergleich zu 2019 um 2,5 Millionen oder 13,1 %, auf den niedrigsten Stand seit 2006. Die Zahl der Operationen in deutschen Krankenhäusern ging um 690 000 oder 9,7 % im Vergleich zu 2019 zurück – auf den niedrigsten Stand seit 2005. Das Statistische Bundesamt führt dies unter anderem auf das Freihalten von Bettenkapazitäten für COVID-19-Behandlungsfälle und verschärfte Hygienekonzepte zurück.
Der Trend setzte sich im Jahr 2021 fort. Laut einer Mitte 2021 durchgeführten bundesweiten Umfrage des deutschen Krankenhausinstituts gingen 60 % der Kliniken davon aus, das Jahr 2021 mit finanziellem Verlust abzuschließen. Als eine der Ursachen benannten 90 % der Kliniken, dass Patienten aus Sorge vor Corona-Ansteckungen freiwillig auf verschiebbare Operationen verzichteten. Das statistische Bundesamt rechnet die Folgen verschobener Operationen und Vorsorgeuntersuchungen zu den möglichen Ursachen der auffälligen Übersterblichkeit zum Jahresende 2021.

### Regulierung
Im März 2020 wurde eine Reihe von Regelungen angepasst, um die Gesundheitsversorgung unter den Bedingungen der Pandemie und des Lockdowns sicherzustellen. Am 9. März einigten sich die Kassenärztliche Bundesvereinigung (KBV) und der GKV-Spitzenverband darauf, bei leichten Atemwegserkrankungen eine Krankschreibung auf Basis einer telefonischen Rücksprache zuzulassen; diese Regelung war auf vier Wochen begrenzt. Die Regelung wurde mehrfach verlängert. Sie war allerdings umstritten und lief schließlich am 1. Juni 2020 aus. Psychotherapeutische Online-Behandlungen wurden erleichtert und Kontrollen im Rahmen des SGB XI („Pflege-TÜV“) vorläufig ausgesetzt, um Kontakte zu reduzieren. Angeordnet wurde ebenfalls, den Betreuungsschlüssel im Pflegebereich auszusetzen. Ärzte und Fachverbände verlangten, bürokratische Hürden für Schwangerschaftsabbrüche vorläufig abzubauen, weil Schwangere andernfalls nicht die Abtreibungsfristen einhalten könnten. Es wurde geregelt, dass privat Krankenversicherte, die wegen Einkommenseinbußen aufgrund der Coronakrise in den Basistarif wechseln, das Recht bekommen, binnen zwei Jahren ohne erneute Gesundheitsprüfung in ihren vorherigen Tarif zurückzukehren.
Zwischen dem 16. März und dem 30. September 2020 erhielten Krankenhäuser eine Pauschale für Betten, die vorsorglich für die Behandlung von COVID-19-Patienten freigehalten wurden. Die Regelung wurde nicht verlängert, nachdem es zu Kritik an einer überzogenen Nutzung der Pauschale durch Krankenhäuser gekommen war. Im November beschloss der Bundestag im Rahmen des Dritten Gesetzes zum Schutz der Bevölkerung bei einer epidemischen Lage von nationaler Tragweite einen neuen „Krankenhaus-Rettungsschirm“. Davon sollen nur Krankenhäuser profitieren, die tatsächlich viele COVID-19-Patienten betreuen.
Mehrfach angepasst wurden die Regelungen zur Finanzierung von COVID-19-Tests. Dabei war u. a. strittig, wie die Kosten zwischen gesetzlicher und privater Krankenversicherung verteilt werden und welchen Preis Labore für die Tests von den Versicherungen erhalten sollten.
Am 11. Juli 2021 kündigte Gesundheitsminister Spahn eine Meldeverordnung an, die Krankenhäuser verpflichten solle, künftig alle dort behandelten Covid-Patienten, ihr Alter, die Art der Behandlung und ihren Impfstatus zu melden. Das RKI kündigte laut den Medien in einer internen Präsentation an, die Hospitalisierung als zusätzlichen Leitindikator einzuführen.

### Triage
Im Frühjahr 2020 wurde befürchtet, dass es zu einer Überlastung des Gesundheitssystems kommen könnte und Ärzte entscheiden müssen, welche Patienten sie bei begrenzten medizinischen Kapazitäten bevorzugt behandeln (Triage). Die Deutsche Interdisziplinäre Vereinigung für Intensiv- und Notfallmedizin (DIVI) arbeitete daraufhin Empfehlungen für Entscheidungen über die Zuteilung intensivmedizinischer Ressourcen im Kontext der COVID-19-Pandemie aus, die im März 2020 veröffentlicht und im April 2020 aktualisiert und erweitert wurden. Im Winter 2020 wurde angesichts der zweiten Welle erneut eine Knappheit von Intensivbetten befürchtet und über Triage diskutiert. Die DIVI forderte dafür Rechtssicherheit.
Mit Beschluss vom 16. Dezember 2021 gab der Erste Senat des Bundesverfassungsgerichts (BVerfG) auf Verfassungsbeschwerde von acht jüngeren behinderten Menschen dem Gesetzgeber auf, unverzüglich Vorkehrungen zu treffen, damit niemand wegen einer Behinderung bei der Zuteilung überlebenswichtiger, nicht für alle zur Verfügung stehenden intensivmedizinischen Ressourcen durch Triage benachteiligt wird. Der Gesetzgeber habe durch das Unterlassen solcher Vorkehrungen Art. 3 Abs. 3 Satz 2 des Grundgesetzes verletzt. Der Staat müsse seinen Schutzpflichten auch in Pandemiezeiten gleichheitsgerecht nachkommen. Die Beschwerdeführer konnten das Bundesverfassungsgericht zulässig direkt anrufen. Die Verfassungsbeschwerde eines weiteren, 77-jährigen Beschwerdeführers, der angab, unter einer schweren koronaren Herzerkrankung und Diabetes mellitus Typ 2 zu leiden, wurde verworfen.
Seitens des Deutschen Behindertenrates wurde kritisiert, dass weder er selbst noch andere behinderte Menschen außer den Beschwerdeführern beim BVerfG in erste Gespräche des Gesundheitsausschusses zur Triage eingebunden wurden.

### Zahnärztliche Behandlung
Zu Beginn der Pandemie gab es große Unsicherheit über das Risiko von zahnärztlichen Behandlungen. Bei der Behandlung entstehen Aerosole, die das Virus verbreiten können. Das Problem wurde durch den Mangel an Schutzausrüstung verstärkt. Im März 2020 sollten Patienten deshalb nur bei Notfällen und dringenden Behandlungen einen Zahnarzt aufsuchen.
Im Mai 2020 erklärte die Bundeszahnärztekammer, die Situation im Bereich Schutzausrüstung habe sich verbessert und die Hygienestandards seien auf die Pandemie-Situation angepasst worden. Also könnten alle zahnärztlichen Behandlungen wieder durchgeführt werden. Aktuelle Informationen stellte die Bundeszahnärztekammer bis mindestens Ende 2022 auf ihrer Webseite zur Verfügung.

### Meldepflicht
In Deutschland ist der direkte und indirekte Nachweis von SARS-CoV-2 seit dem 23. Mai 2020 gemäß § 7 Abs. 1 Satz 1 Nr. 44a des Infektionsschutzgesetzes (IfSG) für Labore namentlich meldepflichtig, sofern der Nachweis auf eine akute Infektion hindeutet. Die Meldepflicht wurde zum 1. Februar 2020 durch Verordnung eingeführt. Seit der gesetzlichen Regelung durch das Zweite Gesetz zum Schutz der Bevölkerung bei einer epidemischen Lage von nationaler Tragweite im IfSG war auch das Untersuchungsergebnis (einschließlich negativer Testergebnisse) nichtnamentlich durch Labore zu melden (§ 7 Abs. 4 Nr. 1 IfSG alter Fassung). Diese nichtnamentliche Meldepflicht für Untersuchungsergebnisse (und damit für negative Testergebnisse) war jedoch ausgesetzt, solange das Robert Koch-Institut noch nicht über das Deutsche Elektronische Melde- und Informationssystem für den Infektionsschutz (DEMIS) verfügte. Seit dem 19. November 2020 ist diese Meldepflicht aufgehoben. Allerdings besteht für Ärzte noch eine Meldepflicht hinsichtlich der durch das Virus verursachten Atemwegserkrankung COVID-19 in Bezug auf Menschen. Seit dem 2. Juli 2020 besteht eine Meldepflicht, wenn Haustiere positiv getestet wurden.

### Sonstige Maßnahmen

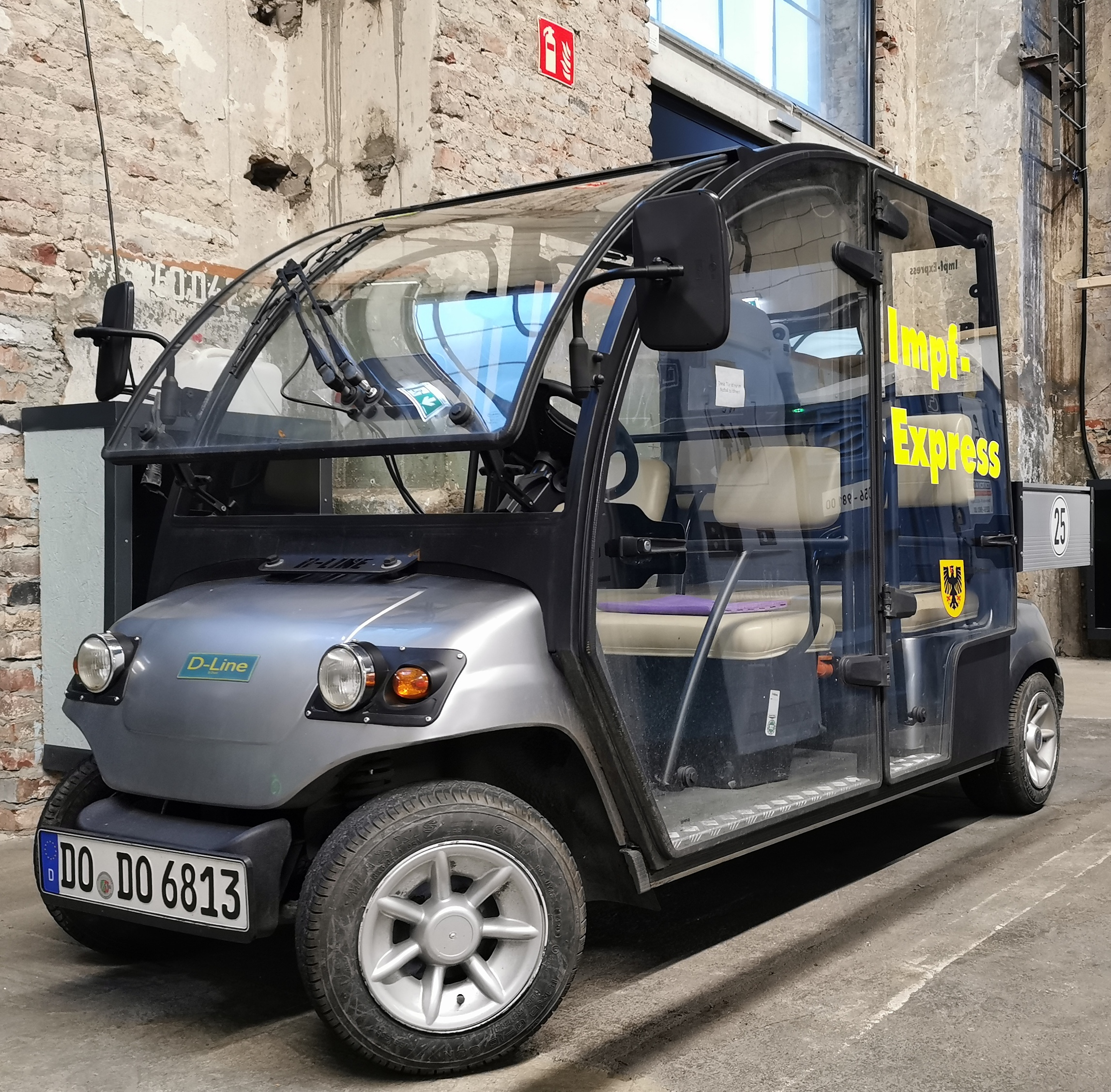
Impf-Express (Dortmund, Mai 2021)

Im März 2020 arbeiteten Kliniken daran, Testzentren einzurichten und geordneten Zugangsmöglichkeiten für Tests zu schaffen. Bspw. richteten in Berlin die Charité und das Virchow-Klinikum besondere Anlaufstellen ein, um die Fälle von den normalen Notfallaufnahmen zu trennen. Andere Kliniken arbeiteten mit sogenannten Drive-in-Testzentren: Verdachtsfälle konnten nach vorheriger Absprache in ihrem Auto vorfahren und der Abstrich wird der zu untersuchenden Person entnommen, ohne dass sie aussteigen muss.
Da in Italien und in Frankreich ein Teil der Kliniken mit COVID-19-Intensivpatienten überlastet war, wurden Patienten von der deutschen und der italienischen Luftwaffe in deutsche Krankenhäuser ausgeflogen. So wurden mindestens 117 Patienten aus dem Ausland in Deutschland intensivmedizinisch behandelt und beatmet.

### Finanzielle Auswirkungen
Im ersten Halbjahr 2020 hatten die 100 gesetzlichen Krankenkassen etwa 1,3 Milliarden Euro erwirtschaftet, weil teure Operationen und Behandlungen verschoben worden waren. Durch eine stark angestiegene Anzahl an Corona-Tests und durch nachgeholte Operationen bilanzierten die gesetzlichen Krankenkassen allein im dritten Quartal 2020 ein Minus von drei Milliarden Euro.

## Infektionsschutzmaßnahmen

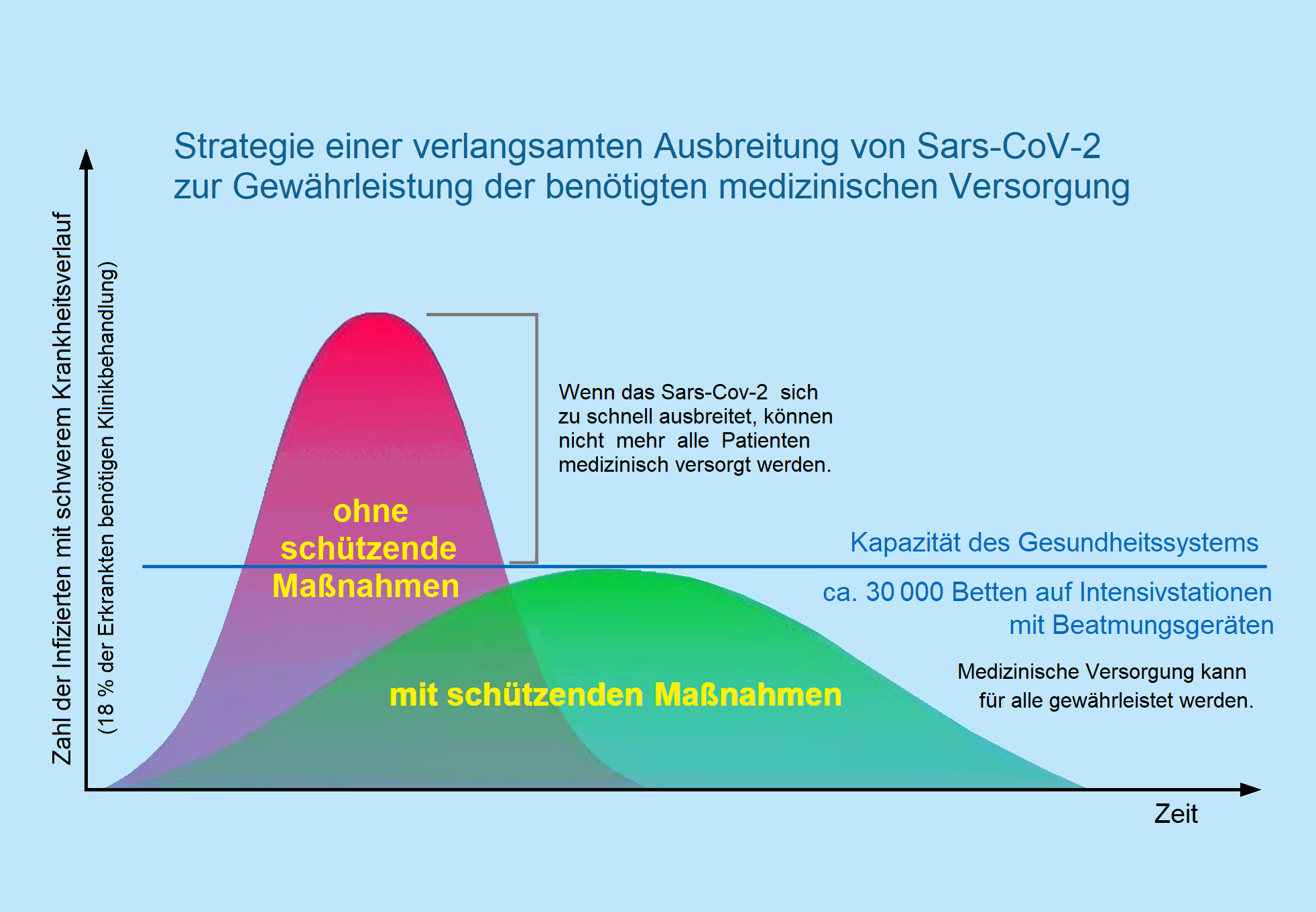
Strategie, durch die Verlangsamung der Ausbreitung der Sars-CoV-2-Epidemie mithilfe von schützenden Maßnahmen die medizinische Versorgung von Patienten mit schwerem Krankheitsverlauf zu gewährleisten

Die fachliche Grundlage der Pandemiebekämpfung in Deutschland ist der Nationale Pandemieplan mit seinen Ergänzungen vom März und Oktober 2020.
Insgesamt orientiert sich die Pandemiebekämpfung an drei Zielen:
- Verringerung der Morbidität und Mortalität Bevölkerung
- Sicherstellung der Versorgung erkrankter Personen
- Aufrechterhaltung essentieller, öffentlicher Dienstleistungen[201][202]

Als wichtige Maßnahmen dazu sah das RKI im Frühjahr 2020 insbesondere:
- Fallfindung (Tests) und Isolation und Quarantäne von Erkrankten und engen Kontaktpersonen,
- Räumliche Distanzierung und weitere bevölkerungsbezogene antiepidemische Maßnahmen,
- gezielter Schutz und Unterstützung vulnerabler Gruppen.[202]

### Individuelle Infektionsschutzmaßnahmen
Die Bundeszentrale für gesundheitliche Aufklärung stellt auf ihrer Webseite ausführliche und fachlich gesicherte Informationen und Erklärungen zum Schutz gegen COVID-19 bereit.

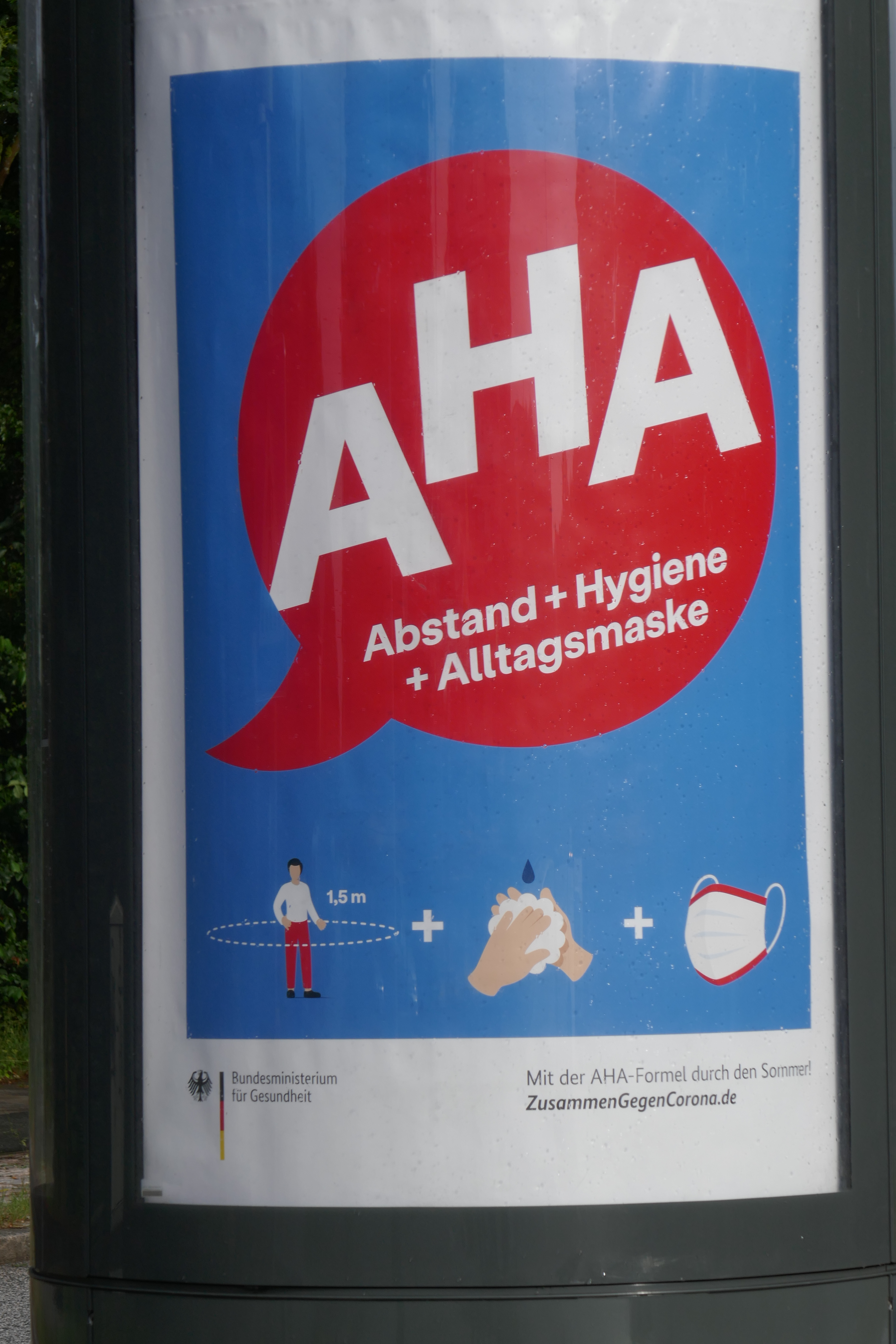
Plakat mit Empfehlungen zu COVID-19 durch das Bundesgesundheitsministerium in Lübeck, Juli 2020

| - Kontaktreduzierung, entsprechend den aktuellen Beschlüssen von Bund und Ländern und den konkreten Vorgaben von Bundesländern, Städten und Gemeinden. - AHA+L+A-Formel berücksichtigen: Abstand halten, Hygiene beachten, Alltagsmaske tragen, regelmäßig lüften und die Corona-Warn-App nutzen. In Situationen, in denen das Risiko einer Ansteckung erhöht ist, besonders umsichtig handeln. - Falls Sie Kontakt zu einer mit dem Coronavirus infizierten Person hatten, folgen Sie den Anweisungen des Gesundheitsamtes. Ggf. sind weitere Maßnahmen wie eine häusliche Quarantäne oder eine Testung erforderlich. |

### Isolation und Quarantäne
Eine der zentralen Maßnahmen zur Eindämmung der Pandemie war die Isolation von Infizierten und die Quarantäne von Kontaktpersonen.
Die Dauer der Isolierung bzw. Quarantäne wurde durch Rechtsverordnungen der Länder bestimmt, die durch das Infektionsschutzgesetz zu deren Erlass ermächtigt sind, wobei die Empfehlungen des RKI beachtet werden. In Bayern galt für ungeimpfte Personen, die nicht Teil der kritischen Infrastruktur sind, nach der am 31. August 2021 veröffentlichten Allgemeinverfügung: „… [D]ie Isolation [endet] bei asymptomatischem Krankheitsverlauf frühestens 14 Tage nach Erstnachweis des Erregers, […] In beiden Fällen muss zur Beendigung der Isolation eine frühestens an Tag 14 durchgeführte Testung […] ein negatives Ergebnis aufweisen …“

#### Schließungen von Einrichtungen
Im Zuge des Kontaktpersonenmanagements kam es anfangs mehrfach auch zu größeren Quarantänemaßnahmen, bei denen ganze Betriebe vorsorglich geschlossen und alle Mitarbeitenden oder auch ganze Wohnblocks in Quarantäne geschickt wurden. Flüchtlingsunterkünfte waren aufgrund beengter Wohnverhältnisse besonders häufig von mehrwöchigen Quarantänemaßnahmen betroffen.
Am 29. Januar 2020 schloss der Autozulieferer Webasto seine Zentrale in Stockdorf bei München für zwei Wochen, nachdem bei Mitarbeitern des Unternehmens zum ersten Mal in Deutschland Infektionen mit SARS-CoV-2 nachgewiesen worden waren. Zwischen Ende Februar und den allgemeinen Kontaktbeschränkungen Mitte März kam es zu einer Reihe weiterer örtlicher oder betriebsspezifischer Quarantänemaßnahmen. Im Sommer 2020 kam es im Zuge des Ausbruchs im Tönnies-Stammwerk zu umfangreichen lokalen Quarantänemaßnahmen.

#### Änderungen der Quarantäne- und Isolationsregeln Anfang 2022
Anfang Januar 2022 wurde aber aus Sorge um zu viele Personalausfälle in der „kritischen Infrastruktur“ einerseits und des milderen Krankheitsverlaufs bei der Omikron-Variante andererseits von Bund und Ländern beschlossen, die Isolationsdauer bei grundimmunisierten Personen der kritischen Infrastruktur nach fünf Tagen mittels negativem PCR-Test beendet werden kann.

#### Aufhebung der Isolationspflicht 2022/23
Bundesgesundheitsminister Lauterbach verständigte sich am 4. April 2022 mit den Landesgesundheitsministern darauf, dass für Coronainfizierte und Kontaktpersonen ab 1. Mai 2022 die gesetzliche Pflicht zur Isolierung bzw. Quarantäne aufgehoben werden sollte. Infizierten sollte nur noch »dringend empfohlen« werden, sich für fünf Tage zu isolieren und Kontakte zu meiden.
Einen Tag später, am 5. April, kündigte Lauterbach während einer Talkshow jedoch an, die Aufhebung der Isolationspflicht Infizierter wieder zurückzunehmen. Umgesetzt wurde demnach nur die Aufhebung der Quarantänepflicht für Kontaktpersonen.
Im November 2022 hoben die ersten vier Bundesländer (Bayern, Baden-Württemberg, Hessen und Schleswig-Holstein), die Isolationspflicht von Corona-Infizierten auf und ersetzten sie durch eine allgemeine Maskenpflicht für Infizierte. Rheinland-Pfalz und Saarland schlossen sich kurz darauf an. Alle anderen Bundesländer hoben die Isolationspflicht Anfang/Mitte Februar 2023 auf.

### Einschränkungen und Schutzmaßnahmen im Bildungs- und Erziehungssystem

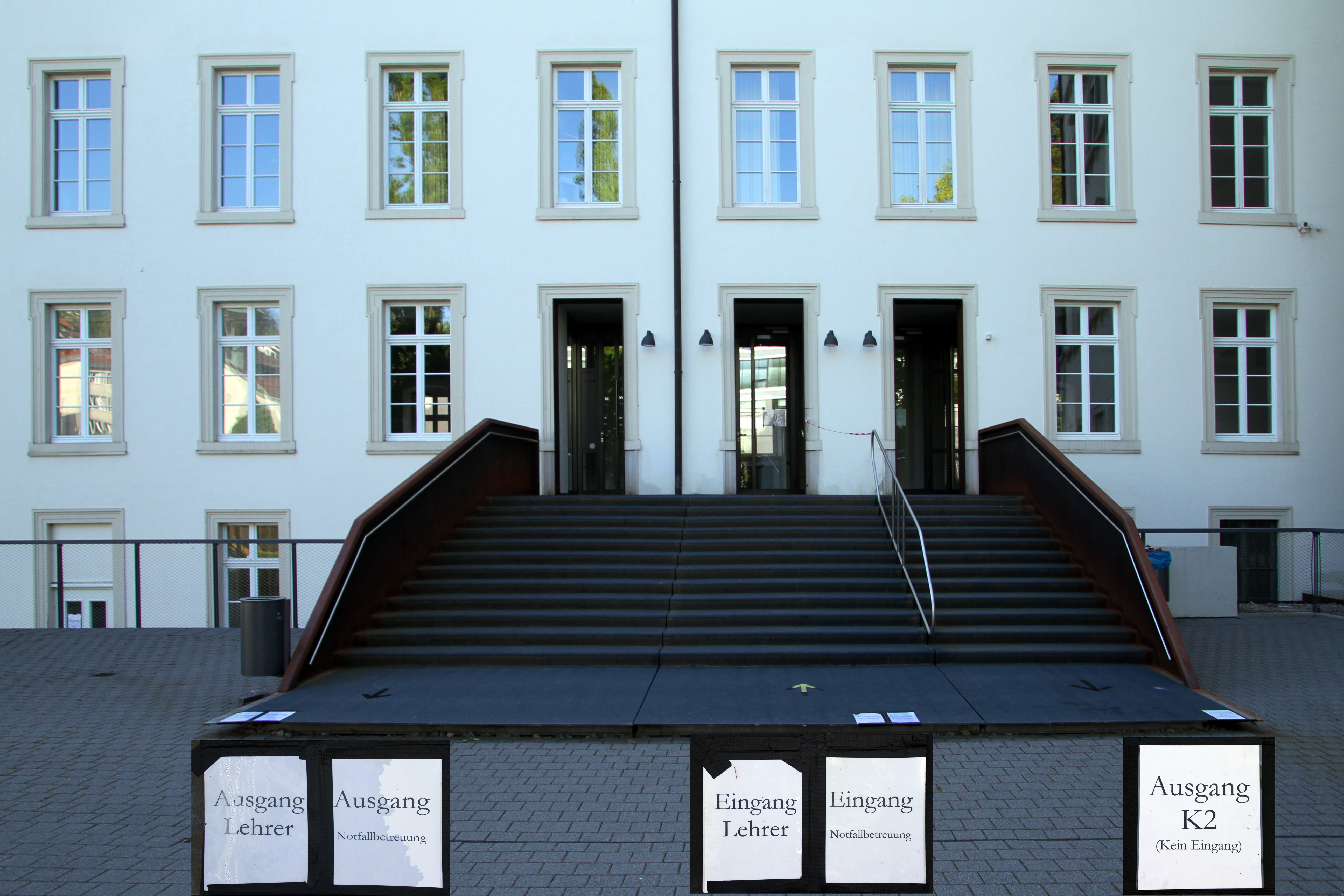
Infektionsschutzmaßnahmen in einer Schule in Baden-Baden, Mai 2020

Auch das Bildungs- und Erziehungssystem war stark von Infektionsschutzmaßnahmen betroffen. Einerseits wurde versucht, mit Schließungen von Schulen und Kindertagesstätten und Distanzunterricht an Schulen und Hochschulen die Ausbreitung der Pandemie zu verlangsamen. Andererseits wurde versucht, das Infektionsrisiko in Schulen und anderen Bildungseinrichtungen zu senken, um auch während der Pandemie Präsenzunterricht zu ermöglichen – bspw. durch Lüften, Maskenpflicht und die Entzerrung von Lerngruppen. Es kam zu zahlreichen Debatten um die Notwendigkeit und Verhältnismäßigkeit der Maßnahmen: bspw. um die Frage, welche Rolle Schulen als Treiber der Pandemie spielen, oder um die Folgen von Schulschließungen für benachteiligte Schüler und Familien.
Das Bundeswirtschaftsministerium fördert den Einbau von Luftfilteranlangen in Schulen, doch sind bis Juni 2021 wenige Anträge eingegangen. Aerosolforscher haben ein günstiges und leicht realisierbares System für ventilatorgestütztes Fensterlüften entworfen.

### Absagen und Einschränkungen von Veranstaltungen
Nachdem das Robert Koch-Institut am 28. Februar 2020 das Absagen, Verschieben oder die Umorganisation von Massenveranstaltungen für sinnvoll erklärt hatte, kam es zur Verschiebung oder Absage unzähliger Veranstaltungen. Am 8. März sprach Gesundheitsminister Jens Spahn angesichts des Anstiegs der Fallzahlen die Empfehlung aus, alle Veranstaltungen mit mehr als eintausend Teilnehmern abzusagen. In den darauffolgenden Tagen kam es zu einer Welle von Veranstaltungsverboten in den einzelnen Bundesländern, die zunächst Veranstaltungen mit über 1000 Teilnehmern und anschließend auch kleinere Veranstaltungen betrafen. Mit der Umsetzung des am 22. März von Bund und Ländern vereinbarten Kontaktverbots wurden in allen Bundesländern alle öffentlichen Veranstaltungen und Versammlungen unabhängig von der Größe verboten.
Am 15. April 2020 beschlossen die Bundeskanzlerin und die Regierungschefs der 16 Länder Deutschlands, alle Großveranstaltungen in Deutschland bis zum 31. August 2020 zu untersagen. Das betrifft zum Beispiel größere Konzerte, Schützenfeste, Kirmes-Veranstaltungen und größere Sportveranstaltungen. Konkrete Regelungen, vor allem zur genauen Bestimmung des Begriffs „Größe“, sollten die Länder treffen. Die Regelung wurde von mehreren Bundesländern bis in den Herbst 2020 verlängert.
Bei einer Videoschaltkonferenz beschlossen Bundeskanzlerin Merkel und die Regierungschefs der Länder am 27. August, dass Großveranstaltungen, bei denen eine Kontaktverfolgung und die Einhaltung von Hygieneregeln nicht möglich sind, mindestens bis zum 31. Dezember 2020 untersagt bleiben.
Im Sport wurden alle Großveranstaltungen abgesagt und der Spielbetrieb in allen Bundesligen eingestellt, später in Form von Geisterspielen ohne Publikum wieder erlaubt.
Jahrmärkte waren von Schließungen betroffen oder wurden in veränderter Form als „Pop-up-Freizeitparks“ veranstaltet.
Im Frühjahr 2020 waren Präsenzgottesdienste für jede Religionsgemeinschaft verboten; als Alternative wurden sie vermehrt per Livestream und im Fernsehen übertragen.
Dies hat jedoch negative Folgen für den Klingelbeutel.

### Kunst und Kultur

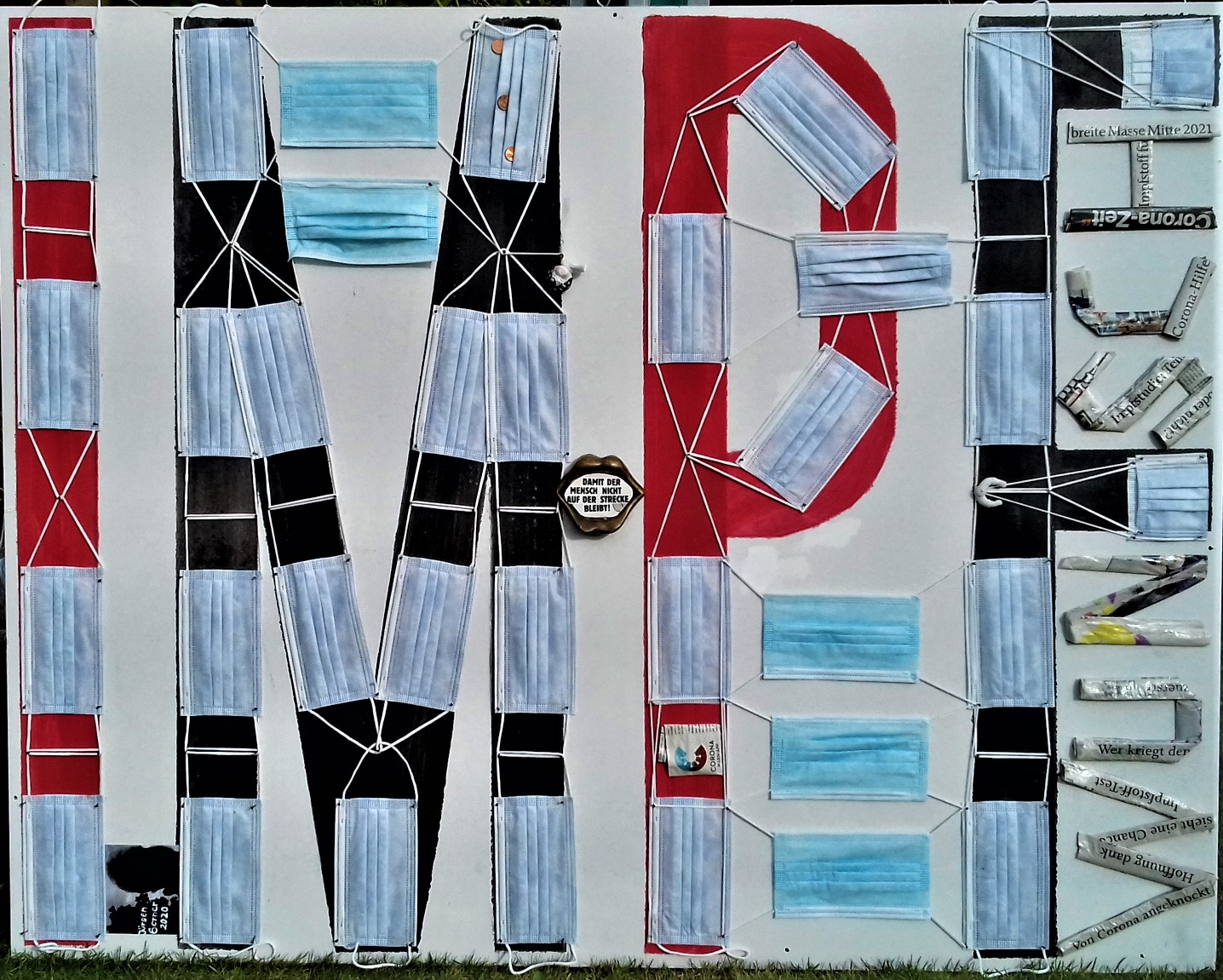
Impf-Wunsch, Jürgen Gerner, 2020

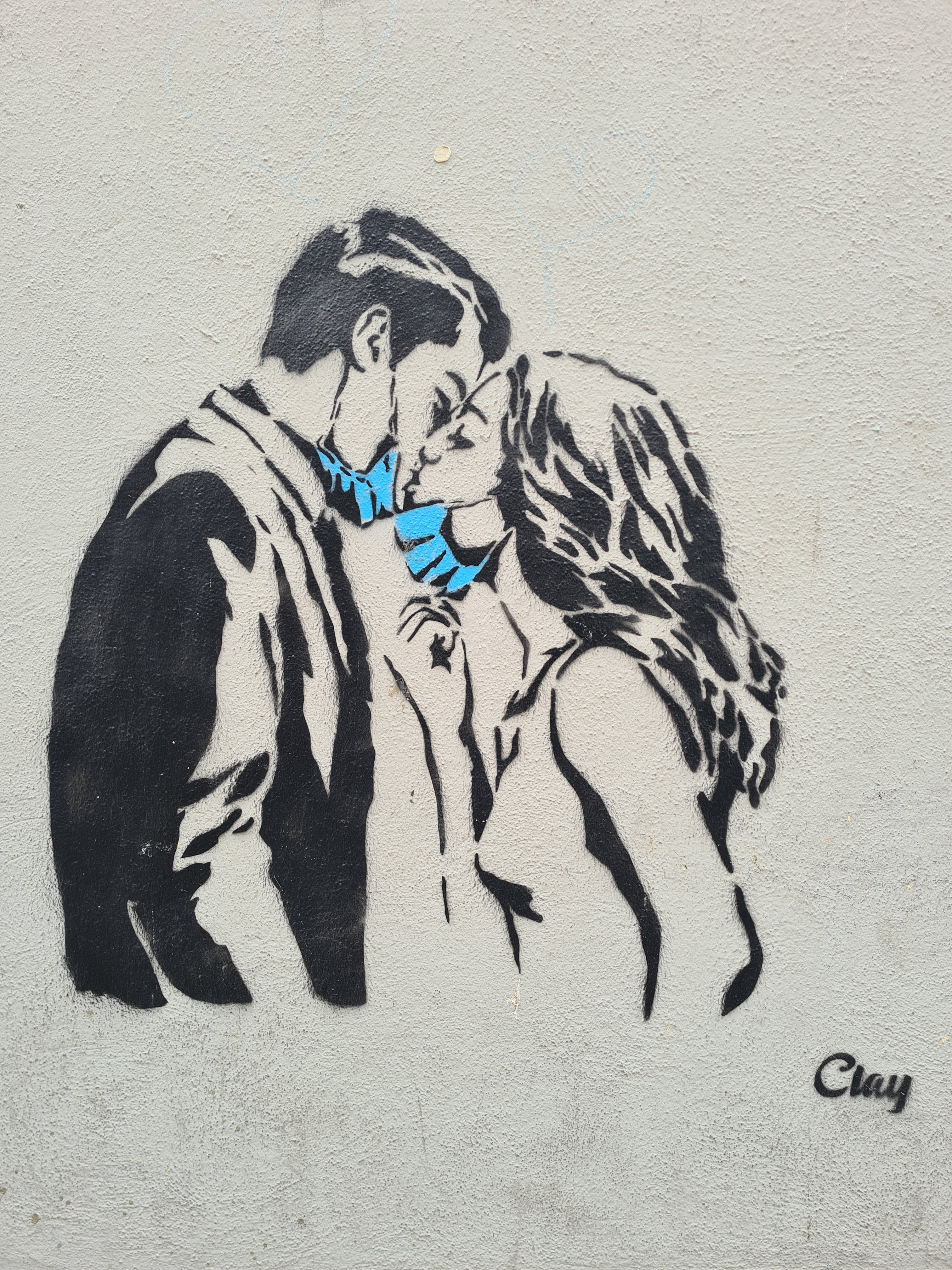
Küssendes Paar mit Mundschutz,
Graffiti in Würzburg

Während des Lockdowns blieben auch Kultureinrichtungen wie Theater, Konzerthallen und Museen geschlossen. Veranstaltungen wie Musikfestivals und Buchmessen fielen aus. Als Alternative initiierten Autoren, Schriftsteller und Literaturhäuser Online-Lesungen und andere Formen des Online-Gedankenaustauschs. Museen und Filmfestivals stellten einen Online-Zugang bereit. Viele Hilfs- und Spendenaktionen wurden ins Leben gerufen, um Künstler, Kulturschaffende und freie Kultureinrichtungen in der Zeit ohne Veranstaltungen und Einnahmen zu unterstützen. Mehrere deutsche Hochschulen gründeten gemeinsam ein Public-History-Coronarchiv, das Fotos, Texte und Tonaufnahmen sammelt, um die Wochen der Pandemie und das öffentliche Leben im Ausnahmezustand in den Monaten danach für die Zukunft zu dokumentieren.

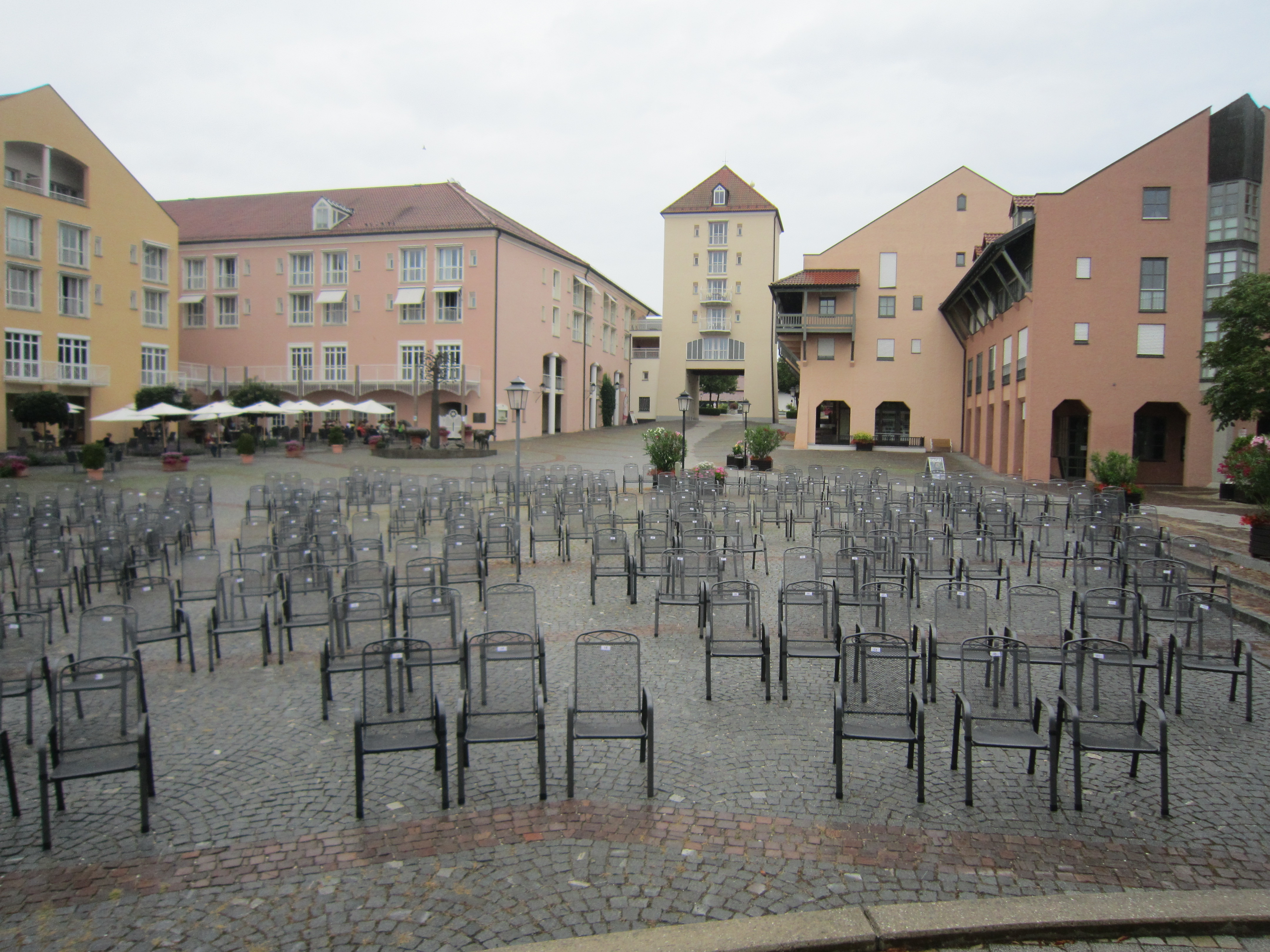
Reduziertes Platzangebot auf dem Kurplatz von Bad Griesbach-Therme für zulässige Veranstaltungen im Juli 2020

Im Mai 2020 verständigten sich die Kunst- und Kulturminister der Länder auf Eckpunkte, die eine Wiederaufnahme des Kulturbetriebs ermöglichten. Kinos, Bibliotheken, Museen und andere Kultureinrichtungen können seitdem grundsätzlich wieder öffnen. Sie müssen aber die Besucherzahlen begrenzen, Kontaktdaten von Besuchern erheben und weitere Hygienestandards einhalten. Nachdem Kulturschaffende und -einrichtungen vielfach auf ihre prekäre finanzielle Lage hingewiesen hatten, kündigte die Bundesregierung im Rahmen des Konjunkturpakets eine Unterstützung von einer Milliarde Euro für die Kulturszene an.

### Grenzüberschreitende Mobilität und Tourismus
In mehreren Wellen beschloss die Bundesregierung Reisewarnungen und Grenzschließungen, um die Ausbreitung der Pandemie zu bekämpfen. Für viele Einreisende nach Deutschland legten Bund und Bundesländer Quarantänepflichten fest. Nachdem im März 2020 die deutschen Grenzen weitgehend geschlossen worden waren, waren ab Juni Reisen insbesondere innerhalb Europas wieder möglich. Anschließend wurde ein zunehmend differenziertes System von Risikogebieten, Reisewarnungen für einzelne Länder und Test- und Quarantänepflichten für Reisende eingeführt. Als im Herbst 2020 die Infektionszahlen stiegen, wurden auch große Teile Europas wieder als Risikogebiete ausgewiesen, für die bei Reisen Test- und Quarantäneregelungen zu beachten sind. (1.) Virusvarianten-Gebiete – Gebiete mit besonders hohem Infektionsrisiko durch verbreitetes Auftreten bestimmter SARS-CoV-2 Virusvarianten, (2.) Neue Hochinzidenzgebiete – Gebiete mit besonders hohem Infektionsrisiko durch besonders hohe Inzidenzen für die Verbreitung des Coronavirus SARS-CoV-2, (3.) Neue Risikogebiete – Gebiete mit erhöhtem SARS-CoV-2 Infektionsrisiko sowie (4.) Gebiete, die nicht mehr als Risikogebiete gelten, werden auf einer Website des Robert Koch-Instituts (RKI) gelistet.
Seit dem 24. Januar 2021 prüft die Bundespolizei am Flughafen Frankfurt Main umfassend alle Einreisenden aus Ländern, in denen eine der hochansteckenden Virusmutationen grassiert. Am 24. Januar begingen 64 von 2260 Menschen (= 2,8 %) Verstöße (fehlende digitale Einreiseanmeldungen und/oder fehlende negative Corona-Tests), am 25. Januar waren es 63 von 1900 (3,3 %). Im Februar 2021 wuchs die Sorge vor einer reduzierten Wirksamkeit der Impfstoffe infolge von „Escape-Mutationen“, was die Bundesregierung zur Ausweisung von „Virus-Mutationsgebieten“ und Einreisebeschränkungen aus diesen Gebieten nach Deutschland veranlasste, wobei die bayerische Landesregierung Ausnahmen für den Pendlerverkehr mit Tirol beschloss.
Im Januar 2023 forderte die EU angesichts der COVID-19-Welle in China ihre Mitgliedstaaten nachdrücklich dazu auf, eine Testpflicht für Reisende aus China einzuführen. Deutschland führte daraufhin mit Wirkung zum 7. Januar 2023 eine entsprechende Testpflicht ein.

### Digitale Kontaktnachverfolgung und Überwachung von Bewegungsdaten
Die Deutsche-Telekom-Tochter Motionlogic stellte dem Robert Koch-Institut Mitte März 2020 kostenfrei anonymisierte Handydaten der Funkzellen zur Verfügung, da auf diese Weise – insbesondere durch den Vergleich früherer Bewegungsmuster mit den aktuellen – nachvollziehbar sein solle, in welchem Ausmaß die regierungsamtlich dringend angeratene Zurückhaltung beim Aufhalten außerhalb der eigenen Wohnung von der Bevölkerung befolgt werde. Eine solche Weitergabe von Daten wird allerdings von vielen Seiten als nutzlos kritisiert, so wurde sie auch von der Telekom selbst wenige Tage zuvor als „Unfug“ bezeichnet, da eine Funkzellenabfrage viel zu ungenau ist, um den Standort einzelner Menschen auf einen Haushalt einzugrenzen. Datenschützer kritisieren außerdem, dass „anonymisierte“ Datensätze selten wirklich anonym sind und weit über 90 % der Personendatensätze aus einem Pool „anonymisierter“ Daten korrekt einzelnen Personen zugeordnet werden können.
Am 16. Juni 2020 wurde eine Kontakt-Nachverfolgungs-App namens Corona-Warn-App veröffentlicht. Die Corona-Warn-App soll Nutzer darüber informieren, ob sie in Kontakt mit einer infizierten Person geraten sind und daraus ein Ansteckungsrisiko entstehen kann. Das soll dazu beitragen, Infektionsketten schneller zu unterbrechen. Es sind weitere Apps für verschiedene Zwecke entwickelt worden.

## Wirtschaftliche Folgen

### Wirtschaftskrise
Aufgrund der Pandemie und der in Folge ergriffenen Maßnahmen kam es zu einer weltweiten Wirtschaftskrise, von der auch Deutschland stark betroffen ist. Viele Branchen waren während des Lockdowns direkt von Betriebsschließungen betroffen. Andere litten unter indirekten Folgen der Pandemie, insbesondere dem Einbruch der Nachfrage oder dem Zusammenbruch von Lieferketten. Die am stärksten betroffenen Branchen waren nach einer Studie des Ifo-Instituts Reisebüros und Veranstalter (Einbruch der Geschäfte im April 2020 um 84 %), die Luftfahrtbranche (minus 76 %), das Gastgewerbe (minus 68 %), das Gesundheitswesen (minus 45 %), Kunst, Unterhaltung und Erholung (minus 43 %) sowie der Fahrzeugbau (minus 41 %). Profitieren konnte nur die Pharmaindustrie mit einem Anstieg der Auslastung um 7 %. Bis zum 26. April meldeten Unternehmen für 10,2 Millionen Menschen Kurzarbeit an – mit Abstand der höchste Wert aller Zeiten. Das Bruttoinlandsprodukt (BIP) für das zweite Quartal von April bis Juni 2020 lag 9,7 Prozent unter dem Wert im ersten Quartal von Januar bis März. Das war der stärkste Rückgang seit Beginn der vierteljährlichen Berechnungen für Deutschland im Jahr 1970.
Im dritten Quartal erholte sich die Wirtschaft deutlich. Insgesamt sank das BIP in Deutschland im Jahr 2020 laut dem Statistischen Bundesamt trotzdem um 5,0 Prozent gegenüber dem Vorjahr. Die staatlichen Haushalte beendeten das Jahr 2020 nach vorläufigen Berechnungen mit einem Defizit von 158,2 Milliarden Euro (4,8 % des BIP). Die Zahl der Erwerbstätigen sank um 1,1 % auf 44,8 Millionen. Besonders betroffen waren geringfügig Beschäftigte sowie Selbstständige. Dagegen wurden bei sozialversicherungspflichtig Beschäftigten Entlassungen nach Einschätzung des Statistischen Bundesamts durch die erweiterten Regelungen zur Kurzarbeit verhindert.

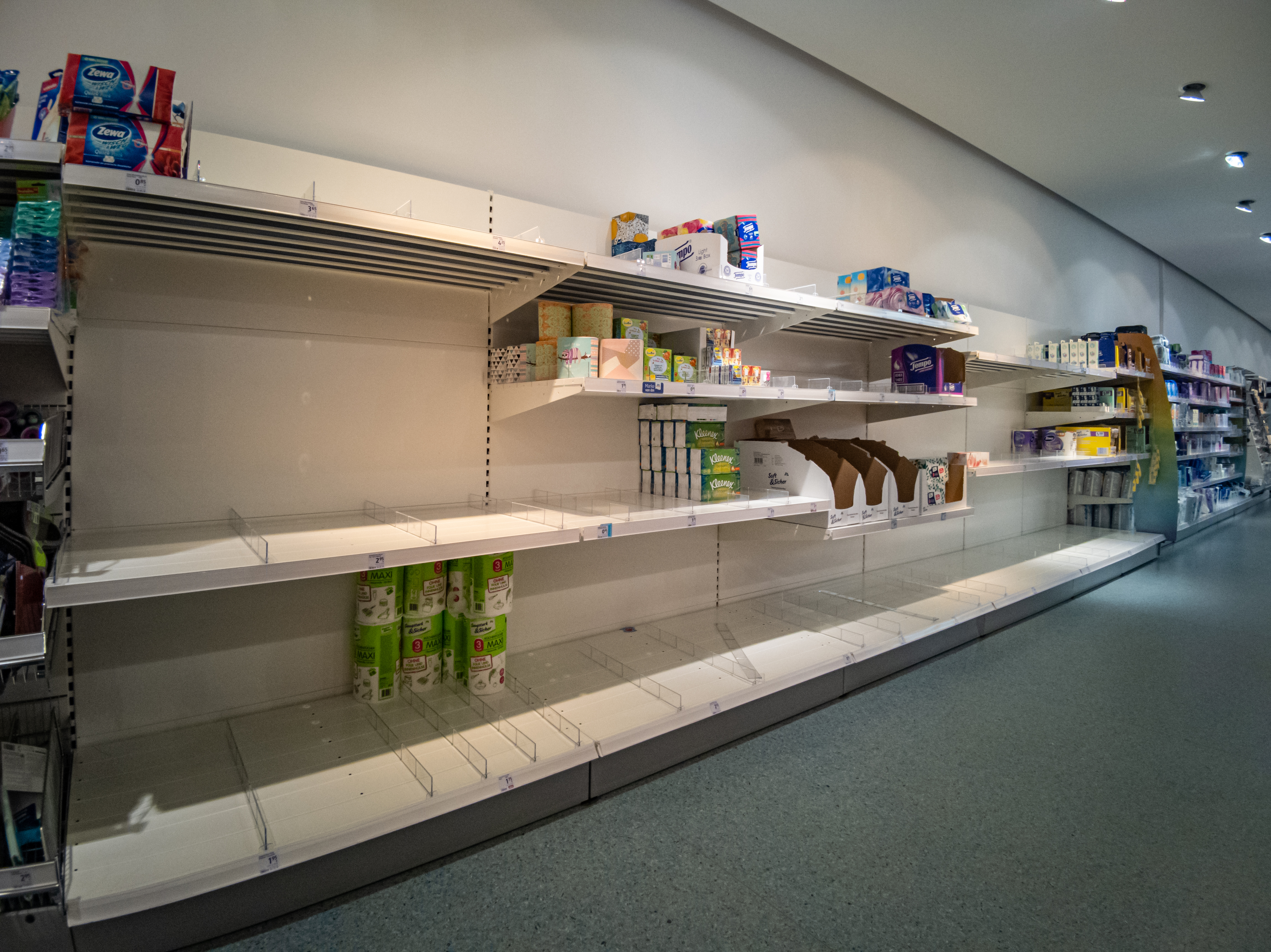
Ausverkauftes Toilettenpapier in einem Drogeriemarkt, Mitte März 2020

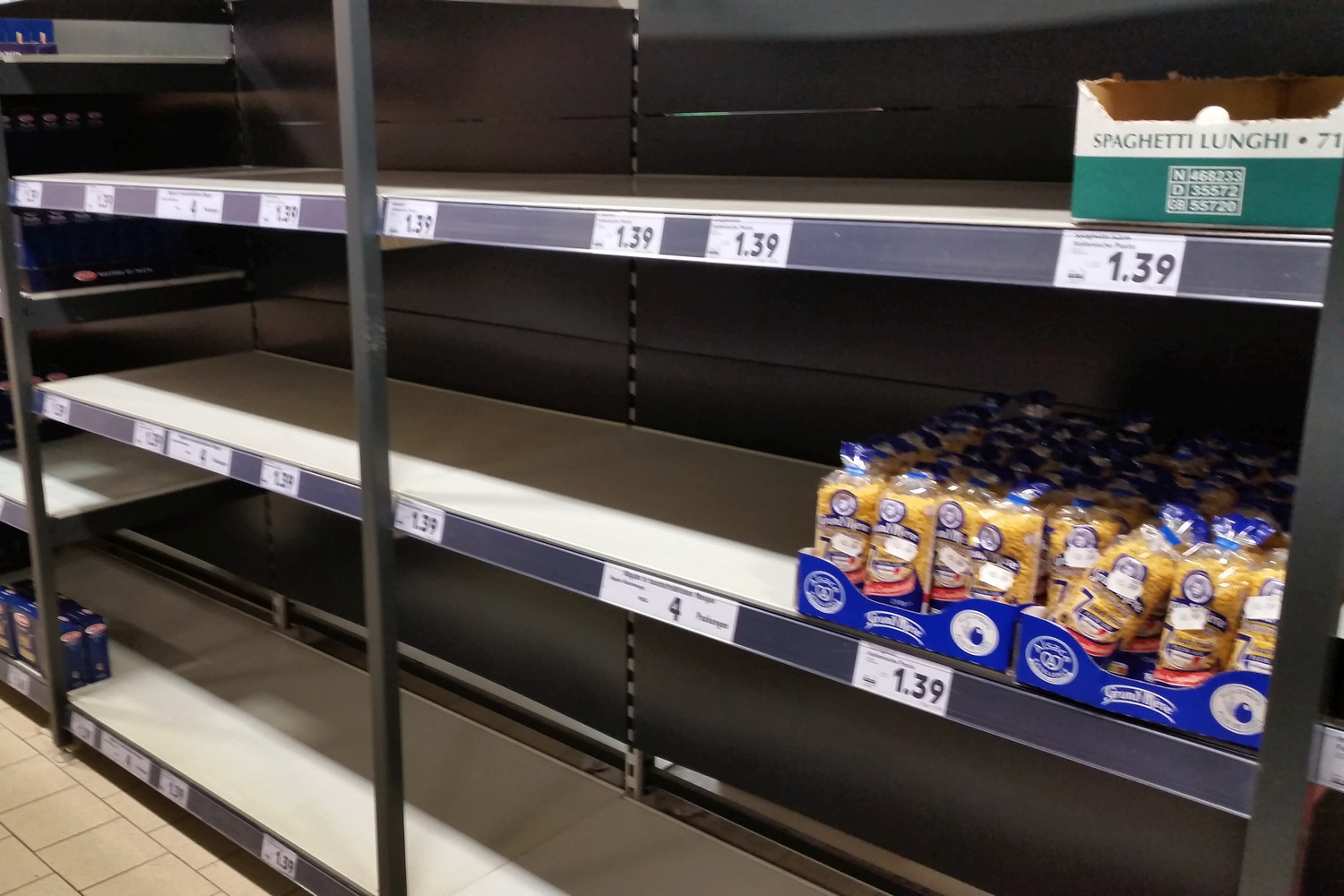
Fast leeres Nudelregal in einem Supermarkt, März 2020

Eine am 13. Mai 2020 erschienene Studie von ifo Institut für Wirtschaftsforschung und Helmholtz-Zentrum für Infektionsforschung stellt fest, dass Gesundheitsschutz und wirtschaftliche Entwicklung nicht in direktem Gegensatz stehen. Sowohl ein sehr harter Lockdown als auch eine zu starke Lockerung der Maßnahmen könnten die wirtschaftliche Entwicklung stark einschränken. Den geringsten wirtschaftlichen Schaden vermuten die Autoren bei einer leichten, schrittweisen Lockerung der Beschränkungen und einer Reproduktionszahl von ca. 0,75.

### Lieferengpässe und Produktionsumstellungen

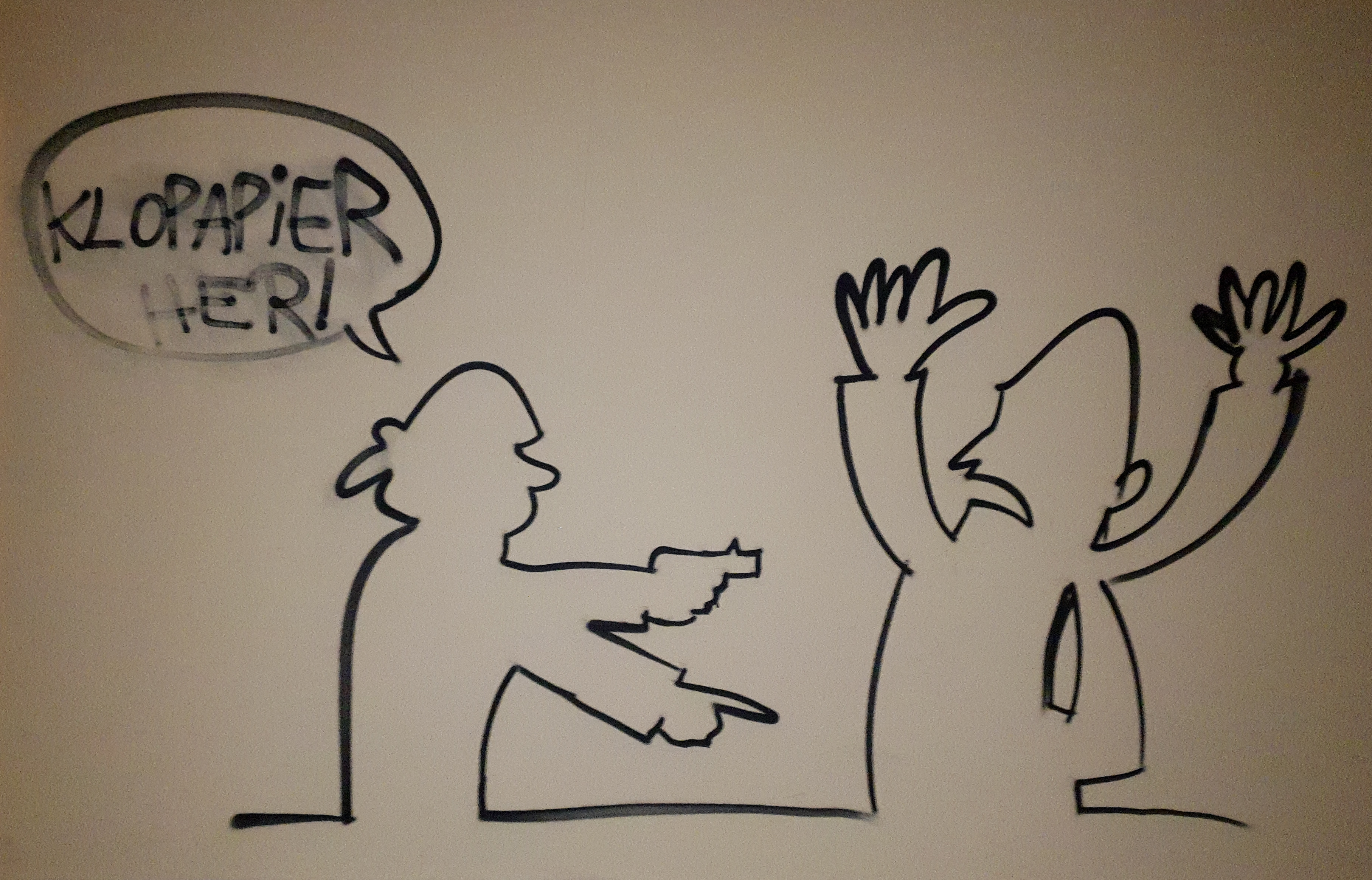
Graffito zur Toilettenpapierknappheit im Einzelhandel

Einzelhändler verzeichneten insbesondere zu Beginn des ersten Lockdowns höhere Umsätze an Desinfektions- und Reinigungsmitteln, an haltbaren Lebensmitteln sowie frischen Lebensmitteln. Teilweise kam es anfangs zu Lieferengpässen im Einzelhandel. Betroffen waren zeitweilig, insbesondere Nahrungsmittel wie Nudeln, Mehl, Reis, H-Milch und Fertiggerichte sowie manche Toilettenartikel. Der Absatz von Toilettenpapier stieg im Februar 2020 auf zum Teil das 7-Fache. Als Ursachen kommen Hamsterkäufe, die Verlagerung des Bedarfs hin zu privaten Haushalten und Störungen in Logistik- und Zulieferketten in Betracht. Eine Reihe von Unternehmen reagierten auf die veränderte Nachfrage mit Produktionsumstellungen: Bspw. von Speiseeis auf Pasta, von alkoholischen Getränken zu Desinfektionsmitteln oder von Bekleidung zu Atem- oder Mundschutzmasken.

## Gesundheitliche Folgen
Die gesundheitlichen Folgen der Pandemie sind derzeit noch nicht absehbar. Obwohl eine Übersterblichkeit durch Erkrankungen mit COVID-19 festgestellt werden konnte, die mit hoher Wahrscheinlichkeit auf eine COVID-19-Infektion zurückzuführen ist, kann nach derzeitigem Stand nicht mit Gewissheit festgestellt werden, inwieweit sich Infektionen mit COVID-19 langfristig auf die Gesundheit der Bevölkerung auswirken werden. Verlässliche, repräsentative Daten zum Anteil der Erkrankten mit Langzeitfolgen („Long-Covid“) liegen derzeit nicht vor. Andererseits wurden aufgrund der Lockdowns, verringerter Behandlungskapazitäten in den Krankenhäusern und der Verschärfung des Pflegenotstands viele nicht notwendige Operationen oder medizinische Behandlungen auf unbestimmte Zeit ausgesetzt, um durch mögliche „Corona-Wellen“ eine Überlastung des Gesundheitssystem nicht zu riskieren. Es liegen keine Zahlen vor, inwiefern Patienten durch verzögerte Behandlungen gesundheitliche Beeinträchtigungen erlitten haben könnten.

### Statistische Erhebungen
Durch die Störung der Lieferketten im ersten Pandemiejahr kam es zeitweise zu Lieferverzögerungen bei einer Vielzahl an im Ausland hergestellten Medikamenten. Zudem kam es zu einem erheblichen Rückgang an Arztbesuchen und Krankenhausbehandlungen, auch bei Symptomen mit möglichen schwerwiegenden Ursachen wie Herzinfarkt oder Schlaganfall. Die gesundheitlichen Folgen des Rückgangs an Arztbesuchen und Behandlungen sind unklar.
Nach einer Online-Befragungsstudie des RKI hielt die Mehrheit der Befragten die Versorgung mit Medikamenten und die Möglichkeit für Arztbesuche im notwendigen Maße für gewährleistet. Aufgrund der COVID-19-Infektionsschutzmaßnahmen kam es auch zu einem drastischen Einbruch der Fälle von anderen Infektionskrankheiten. Vor allem in den jüngeren und älteren Altersgruppen wurden wesentlich weniger Infektionen von Masern, Grippe und anderen Infektionskrankheiten registriert als in anderen Jahren.
Darüber hinaus hatte die Pandemie eine Reihe von indirekten Folgen für die Gesundheit und das Gesundheitssystem in Deutschland. Zu den indirekten Folgen gehört ein Mangel an medizinischer Schutzausrüstung im Frühjahr 2020, der erst im Laufe des Frühsommers allmählich behoben wurde. Während des Lockdowns im Frühjahr 2020 sank die Bereitschaft, Blut und Blutplasma zu spenden. Das Bundesgesundheitsministerium warnte deshalb am 19. März 2020 vor einem drohenden Mangel an Blutspenden. Die Deutsche Gesellschaft für Transfusionsmedizin und Immunhämatologie rief verstärkt auf, Blut zu spenden.
Während die Geburtenrate in Deutschland am Anfang der Covidpandemie stabil geblieben ist, ging sie im weiteren Verlauf deutlich zurück. Die Gesamtfertilitätsrate (engl. total fertility rate) ging von anfangs 1,5 bis 1,6 (im Jahr 2021) um ca. zehn Prozent auf 1,4 ab Anfang 2022 zurück. Im Sommer 2022 stieg sie wieder an und ging dann erneut zurück. Martin Bujard vom Bundesinstitut für Bevölkerungsforschung benannte als mögliche Mechanismen die wirtschaftlichen Probleme durch die Covidpandemie und andere Krisen sowie die Covidimpfung: „Der Zusammenhang zwischen dem Beginn der Massenimpfungen und dem anschließenden Rückgang der Fruchtbarkeit deutet darauf hin, dass Frauen ihr Verhalten angepasst haben, um sich vor der Schwangerschaft impfen zu lassen.“

### Psychosoziale Folgen bei Kindern und Jugendlichen
Die Lebensqualität und die psychische Gesundheit von Kindern und Jugendlichen in Deutschland hat sich im Verlauf der Corona-Pandemie deutlich verschlechtert. Fast jedes dritte Kind litt nach einer im Januar 2021 veröffentlichten Studie unter psychischen Auffälligkeiten. Kinder und Jugendliche aus sozial schwächeren Verhältnissen oder mit Migrationshintergrund sind besonders stark betroffen. Der Jenaer Psychiater Florian Zepf bezeichnete im März 2021 Kinder und Jugendliche als die „Hauptleidtragenden der Krise“, weil durch die Pandemie die soziale Teilhabe in einem prägenden Lebensabschnitt stark eingeschränkt wurde. Ferner ist davon auszugehen, dass betroffene Eltern oder Kinder, die bereits vor der Pandemie psychische Probleme hatten, diejenigen mit den größten zu erwartenden Belastungen und Folgen sind. Zepf plädierte dafür, dass die Eltern die Pandemie durch strukturierte Tagespläne oder bspw. gesunde Ernährung und Bewegung möglichst ausgleichen sollten. Auch die Politik setzte insbesondere auf die „Eigenverantwortung“ der Eltern, die Pandemie auszugleichen, und ignorierte dabei die Doppelbelastung durch Home-Office und schulische Betreuung. Es ist deshalb davon auszugehen, dass sich die gesellschaftliche Spaltung auch in psychologischer Hinsicht durch die Pandemie vertiefen wird, weil womöglich nur wenige Eltern die Möglichkeit hatten, die Auswirkungen der Pandemie auf sich und ihre Kinder angemessen zu kompensieren.
Im Oktober 2021 legte ein Bericht von UNICEF nahe, dass sich die Corona-Pandemie nachteilig auf die psychische Gesundheit von Kindern und Jugendlichen ausgewirkt hat. Unter dem Wegfallen von sozialen Kontakten in Kitas und Schulen hätten Heranwachsende besonders gelitten. Jeder fünfte befragte junge Mensch zwischen 15 und 24 Jahren gab an, sich häufig deprimiert zu fühlen, wenig Interesse an Dingen zu haben oder wenig zu unternehmen. In Deutschland sagte dies einer von vier der befragten jungen Menschen.
Anfang Januar 2022 kam eine Studie der Uniklinik Essen basierend auf Umfragen in 27 deutschen Kinder-Intensivstationen zum Ergebnis, dass sich die Zahl der Suizidversuche von Kindern, die intensivmedizinisch behandelt werden mussten, nach dem zweiten Lockdown im Winter 2020/21 gegenüber der Zeit vor der Pandemie etwa verdreifacht hat. Christian Dohna-Schwake vom Universitätsklinikum Essen brachte das insbesondere in Zusammenhang mit den langen Schulschließungen und den dadurch fehlenden Sozialkontakten. Das Verbot von Vereinssport, die Angst um Familienangehörige und die Zunahme der Nutzung von sozialen Medien nannte er als weitere verstärkende Faktoren.
Laut einer Studie des Bundesinstituts für Bevölkerungsforschung (BiB) war die Zahl der Jugendlichen mit Anzeichen einer Depression im ersten Corona-Lockdown 2020 deutlich angestiegen. Vor der Pandemie hatten demnach zehn Prozent der Jugendlichen zwischen 16 und 19 Jahren depressive Symptome, am Ende des ersten Lockdowns waren es 25 Prozent. Die beobachteten Symptome reichten von stillem Rückzug bis zu Verhaltensauffälligkeiten und Essstörungen. Berthold Koletzko von der Deutschen Gesellschaft für Kinder- und Jugendmedizin erklärte im April 2021, dass fast jedes zehnte Kind unter 14 Jahren, das bisher normalgewichtig gewesen sei, im vergangenen Jahr Übergewicht entwickelt habe. Zugleich ist, wie die von Ersatzkassen erhobenen Daten erkennen lassen, die Zahl der Magersüchtigen im ersten Quartal 2021 um 25 Prozent gegenüber dem Vorjahreszeitraum gestiegen. Allein die zunehmenden Fälle von Magersucht mit ihren oft schweren Folgen stellten für das Leben von Jugendlichen eine ungleich größere Bedrohung dar als COVID-19 selbst.
Als im Zuge der Omikron-Welle im Januar 2022 die Forderungen nach Schließungen von Schulen und Kindergärten aufkamen, äußerte Tobias Tenenbaum, der Vorsitzende der Deutschen Gesellschaft für Pädiatrische Infektiologie, dass die Folgen eines neuerlichen Lockdowns für die Kinder gravierender wären als eine Infektion mit Covid-19. Obwohl die Berliner Regierende Bürgermeisterin Franziska Giffey zuvor betont hatte, Schulschließungen verhindern zu wollen, beugte sie sich dem „Druck besorgter Eltern“, indem sie am 25. Januar 2022 die Präsenzpflicht in Berlin aussetzte. Dabei gebe es bereits etliche Studien über die negativen Folgen von Lockdowns auf Kinder, so Hannah Bethke in der Neuen Zürcher Zeitung. „Wenn Schule nur noch digital stattfinde, wachse die soziale Ungleichheit, es fehle der soziale Austausch, die Kinder bewegten sich zu wenig, das Ausmaß der Lernrückstände sei noch gar nicht absehbar.“

### Kontroversen zur Zunahme von häuslicher Gewalt durch Lockdowns
In einem Beitrag von RTL wurde bereits Anfang März 2021 auf Gewalt gegen Kinder hingewiesen. Nach dem Ende jeder Lockdown-Maßnahme konnte wellenförmig ein Anstieg der Fälle von häuslicher Gewalt verzeichnet werden. Während die Gewalt im ersten und zweiten Lockdown sogar zunächst statistisch zurückging, stiegen die erfassten Fälle mit den Lockerungen im Juni 2020 um 29 Prozent im Vergleich zum Vorjahr an. Misshandlungen blieben häufig unentdeckt, weil während des Lockdowns durch die Schließung von Kitas und Schulen die sozialen Kontrollinstanzen fehlten. Die Statistiken verzeichnen nur die Fälle, in denen es durch schwere Verletzungen zu einer Anzeige gekommen ist, und sind dadurch als Untergrenze zu verstehen. Der Berliner Justizsenator Dirk Behrendt bemerkte, dass die Zunahme der häuslichen Gewalt einer der „ganz gravierenden negativen Effekte des Lockdown“ war. Man konnte außerdem beobachten, dass die Schwere der ausgeübten Gewalt gegen Kinder und Frauen zunahm. Durch Existenzkrisen der Täter infolge von Kurzarbeit oder Überforderung mit der Kinderbetreuung im Homeoffice hat das Gewaltpotenzial erheblich zugenommen.
Ein Bericht des BKA von 2020 (veröffentlicht am 23. November 2021) stellte in Frage, ob die Lockdowns tatsächlich zu einer höheren Zahl von Gewaltdelikten geführt haben, weil es seit 2016 einen kontinuierlichen Anstieg der Fälle von häuslicher Gewalt gegeben habe. Das Münchner Ifo-Institut kritisierte Ende Januar 2022, der Bericht des BKA bilde nicht das ganze Ausmaß der Gewalt ab. Die tatsächliche Rate häuslicher Gewalt werde nicht von der Polizei erfasst, da nur ein Teil der Fälle zur Anzeige gebracht werde. „Zudem ist anzunehmen, dass Covid-19 und die damit verbundenen Lockdowns nicht nur die Häufigkeit von Gewalttaten, sondern auch das Anzeigeverhalten der Opfer beeinflusst hat. So haben Lockdowns auch dazu geführt, dass Betroffene mit ihren gewalttätigen Partnern zu Hause isoliert sind und so ihre Möglichkeit, Gewalttaten bei der Polizei anzuzeigen, stark eingeschränkt ist.“ Für die Forscher ist der Zusammenhang zwischen der Zunahme von häuslicher Gewalt und Lockdowns unbestreitbar. Auch der Weiße Ring teilt diese Ansicht. „Die Prognose, dass häusliche Gewalt mit der Pandemie und dem Lockdown zunimmt und dass das mit einem Verzögerungseffekt deutlich wird, hat sich bestätigt“, sagte dessen Bundesvorsitzender Jörg Ziercke. Dass der Trend jeweils einige Wochen nach den Lockdowns in den Jahren 2020 und 2021 sprunghaft nach oben gegangen sei, führte Ziercke darauf zurück, dass die Opfer erst dann wieder bereit gewesen waren, sich zu melden.
In einem Fernsehbeitrag bei Brisant wurde Ende Januar 2022 die häusliche Gewalt gegen Kinder und Jugendliche thematisiert. Im Jahr 2020 sollen demnach 152 Kinder und Jugendliche an den Folgen ihrer Misshandlungen gestorben sein, was einem Anstieg von 36 % zum Vorjahr entsprechen würde. Außerdem wurde ein Höchststand von 60.600 Fällen von Kindeswohlgefährdung statistisch erfasst. Durch die Lockdowns und das langfristige Aussetzen des Präsenzunterrichts sei von einer hohen Dunkelziffer auszugehen, weil Rückzugsorte fehlten und Misshandlungen durch die Aussetzung der Präsenzpflicht nicht in den Schulen und Kindergärten auffallen konnten.

## Gesellschaftliche Folgen und Reaktionen
Neben den Auswirkungen auf Gesundheit und Wirtschaft hatte die COVID-19-Pandemie auch zahlreiche Folgen in weiteren gesellschaftlichen Bereichen. So wurden Personen tatsächlich oder vermeintlich chinesischer Herkunft diskriminiert und ausgegrenzt. Maßnahmen zur Eindämmung der Pandemie wie Kontaktbeschränkungen, Heimarbeit und Schulschließungen hatten erhebliche Auswirkungen auf den öffentlichen Verkehr oder die Arbeitsteilung in Familien. Gleichzeitig kam es zu neuen Formen sozialen Engagements wie freiwilligen Initiativen zur Herstellung von Behelfsmasken.

### Initiativen zur Herstellung von Behelfsmasken

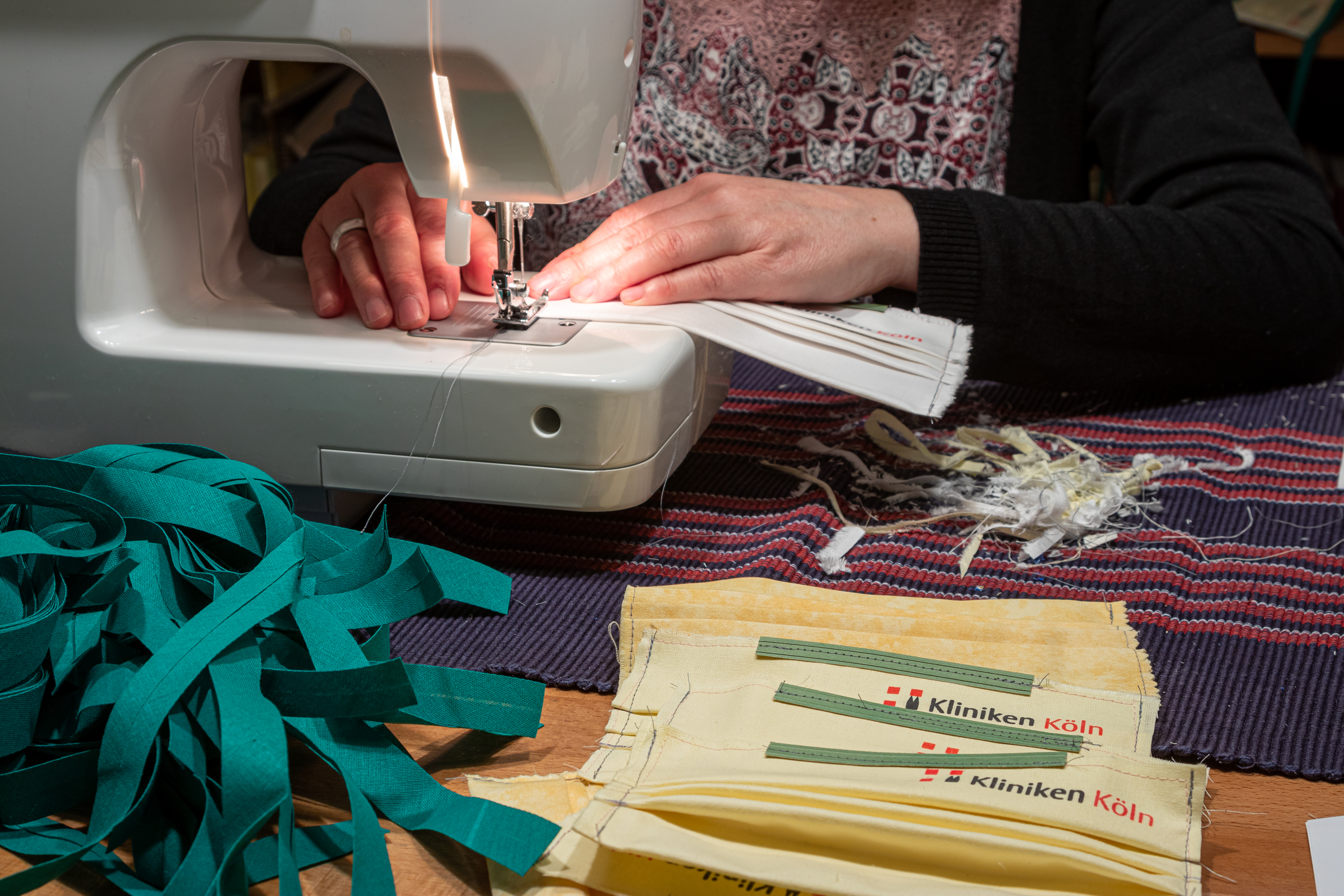
Herstellung behelfsmäßiger Alltagsmasken für die Kliniken der Stadt Köln durch Freiwillige im April 2020

Aufgrund des drohenden Mangels an Schutzmasken begannen manche Kliniken im März 2020, Behelfsmundschutz herzustellen, oder riefen die Bevölkerung zu Spenden von geeignetem Behelfsmundschutz auf. Als Reaktion auf die Maskenknappheit bildeten sich auch Initiativen zur Herstellung von Behelfsmasken, etwa die Herstellung von Alltagsmasken durch Werkstätten für behinderte Menschen und Freiwillige, darunter auch Näh-Initiativen von Geflüchteten.

### Ausgrenzung und Diskriminierung
Wie schon während der SARS-Epidemie kam es außerhalb Asiens zu Diskriminierung und Ausgrenzung von Personen tatsächlich oder vermeintlich chinesischer Herkunft. Auch in Deutschland wurden vielfach Diskriminierungen von Menschen ostasiatischer Herkunft festgestellt und in den Medien dargestellt, beispielsweise Abweisungen in Arztpraxen, die Nichtzulassung zu Aufnahmeprüfungen an einer Hochschule, außerdem Verunglimpfungen und Anfeindungen im Alltag bis hin zu tätlichen Angriffen. Amnesty International Deutschland e. V. erklärte, auch in deutschen Medien lasse sich eine Mischung aus diffuser Angst und rassistischen Stereotypen beobachten und kritisierte insbesondere zwei Ende Januar 2020 erschienene Schlagzeilen von Bild und Der Spiegel.
Dies beschränkt sich zudem nicht auf eine bestimmte Ethnie. Hiervon sind besonders Flüchtlinge und Migranten betroffen.
Die Antidiskriminierungsstelle des Bundes berichtete am 6. Mai 2020 zusammenfassend über mehr als 100 Anfragen zu Diskriminierungen im Zusammenhang mit dem Corona-Virus. Mehr als die Hälfte der Fälle betrafen Benachteiligungen aufgrund der ethnischen Herkunft, im gesamten Spektrum von rassistischem Verhalten in der Öffentlichkeit über Racial Profiling und Hassbotschaften am Arbeitsplatz bis zu körperlichen Übergriffen. Diskriminierungen richteten sich laut Antidiskriminierungsstelle aber auch gegen andere benachteiligte Gruppen. Beispielsweise scheiterten Menschen mit Gehhilfe an Auflagen in Supermärkten, wenn dort ein Einkaufswagen vorgeschrieben wurde.
Die Plattform Ichbinkeinvirus.org ist ein Netzwerk, in dem Erfahrungsberichte von Betroffenen Corona-spezifischem Rassismus thematisiert werden und das ihnen gleichzeitig Hilfsangebote macht.

### Kriminalität
Die Pandemie und der Lockdown führten auch zu einer Verschiebung der Kriminalität. Einerseits häuften sich Berichte über Corona-spezifische Straftaten wie den Diebstahl von Desinfektionsmitteln und Mund-Nasen-Schutzmasken, teils gewalttätige Konflikte um Ausgangsbeschränkungen und Abstandsgebote oder neue Formen der Cyber-Kriminalität wie eine Fake-Internetseite, die sich als Antragsseite des nordrhein-westfälischen Wirtschaftsministeriums für Soforthilfen ausgab. Andererseits ging durch die Ausgangsbeschränkungen die Zahl der Einbrüche und Raubüberfälle drastisch zurück. Weiter wird von vielen unberechtigten Soforthilfeempfängern ausgegangen. So hatte allein Berlin Anfang Juni 2020 bereits für 209.000 Selbstständige und Kleinstunternehmen Anträge auf Soforthilfe bewilligt, obwohl nach Einschätzung von Bundeswirtschaftsstaatssekretär Ulrich Nußbaum nur etwa 170.000 anspruchsberechtigte Unternehmen in Berlin existierten. Stand März 2021 ermittelten Staatsanwälte in mehr als 25.000 Fällen wegen des Verdachts der illegalen Inanspruchnahme von Soforthilfen und anderer Corona-bezogener Delikte.
Als Folge der Ausgangs- und Kontaktbeschränkungen wird eine Zunahme häuslicher Gewalt befürchtet (siehe Abschnitt „Kontroversen zur Zunahme von häuslicher Gewalt durch Lockdowns“), die allerdings schwer nachzuweisen ist.

### Auswirkungen auf den Verkehr
Während des Lockdowns im März und April 2020 fuhren 70 bis 90 Prozent weniger Personen mit dem ÖPNV. Die Deutsche Bahn und andere Unternehmen reduzierten ihre Fahrpläne. In der ersten Maihälfte kehrten die meisten Unternehmen wieder zum Regelfahrplan zurück. Die Fahrgastzahlen lagen allerdings zunächst noch deutlich unter dem Normalniveau. Dies setzte sich auch nach dem Jahreswechsel fort und es stellte sich die Frage, ob im ÖPNV ein neuer Gefahrenherd entstünde.
Es wurde diskutiert, ob die Pandemie angesichts des ausgeprägten Fahrgastrückgangs – bei einem Anstieg der Homeoffice-Nutzung sowie des Fahrradverkehrs, einem nur leichten Rückgang des Kfz-Verkehrs und öffentlicher Förderung der Automobilhersteller – die Verkehrswende infrage stelle. Dieser Einbruch der Fahrgastzahlen liegt im Lockdown mit umfangreicher Schließung von Zielen im Einkaufs- und Freizeitverkehr, den stark gesunkenen Pendlerzahlen und dem entfallenen Schülerverkehr begründet.
Öffentliche Verkehrsmittel wurden als Verlierer der Coronakrise wahrgenommen, was jedoch unter anderem von der Verkehrswissenschaftlerin Barbara Lenz in Abrede gestellt wurde.
Der Verband Deutscher Verkehrsunternehmen argumentierte mit einer Kampagne unter dem Titel #BesserWeiter in seinem Sinne.
Nach Beginn der Pandemie wurde das Netz von Radwegen in Deutschland weiter ausgebaut, es handelt sich hier zumeist jedoch um zeitweilige Lösungen. Fahrradverkäufe und Fahrradverleihe verzeichneten nach Beginn der Lockerungen eine erhöhte Nachfrage.
Das geringe Verkehrsaufkommen wegen der Corona-Pandemie wurde vom Statistischen Bundesamt in einer Presseerklärung zum Unfallatlas des ersten Halbjahres 2020 für gesunkene Unfallzahlen verantwortlich gemacht. Die Zahl der Verkehrsunfälle sank im ersten Halbjahr 2020 im Vergleich Vorjahreszeitraum um fast ein Fünftel auf 1,1 Millionen, die Zahl der Verletzten um 18,7 % auf 148.051 und die Zahl der Unfalltoten um 13,2 % (195 Menschen) auf 1.281. Seit der deutschen Wiedervereinigung im Jahr 1990 wurden von Januar bis Juni nie weniger Menschen bei Verkehrsunfällen getötet oder verletzt.

### Auswirkungen auf die Arbeitsteilung in Familien
Viel diskutiert wurden die Folgen von Schul- und Kitaschließungen für die Arbeitsteilung in Familien. Im April und Mai 2020 wurde vielfach davor gewarnt, dass Mütter wesentlich mehr belastet seien als Väter. Auch eine Reihe von Studien kamen zum Ergebnis, dass der Großteil der anfallenden Hausarbeit wie auch des Homeschoolings von Frauen bewältigt werde und Frauen sich erzwungenermaßen aus dem Arbeitsmarkt zurückzögen. U. a. die Soziologin Jutta Allmendinger warnte vor einer Re-Traditionalisierung der Geschlechterrollen und befürchtete einem „Rückfall auf eine Rollenteilung wie zu Zeiten unserer Großeltern“.
Eine repräsentative Studie des Bundesinstituts für Bevölkerungsforschung zur Situation von Familien während des Lockdowns sah dagegen „keine Retraditionalisierung“: „Die gegenwärtig diskutierte These der Retraditionalisierung der geschlechtsspezifischen Arbeitsteilung lässt sich auf Basis der in dieser Studie analysierten repräsentativen Daten nicht bestätigen.“ So sei die elterliche Aufgabenteilung bereits vor der Krise überwiegend traditionell gewesen und der Hauptteil der Haus- und Familienarbeit wurde von Müttern geleistet. Während der Schul- und Kitaschließungen seien dagegen die Geschlechterunterschiede bei der Zeitverwendung für Haus- und Familienarbeit eher geringer geworden. Im Durchschnitt sei der tägliche Zeitaufwand für Haus- und Familienarbeit der Eltern von Kindern unter 16 Jahren im April 2020 im Vergleich zum Referenzwert 2018 bei den Müttern von 6,6 auf 7,9 Stunden angestiegen, bei Vätern von 3,3 auf 5,6 Stunden. Auf Basis größerer Panel-Datensätze fanden zwei Studien heraus, dass Väter und Mütter durch die Pandemie ihre Zeit mit Kinderbetreuung zu gleichen Teilen erhöhten. Väter mit niedrigem oder mittlerem Einkommen haben dabei mehr Zeit mit den Kindern verbracht, als vor der Krise. Allerdings haben Frauen vor der Krise das Groß der Kinderbetreuung übernommen und dies hätte sich nicht verändert. Eine der beiden Studien kommt auf Basis des deutschen Familienpanels zu dem Ergebnis, die Arbeitsteilung habe sich in verschiedenen Haushalten sehr unterschiedlich entwickelt. Bei den Paaren, die sich vor der Krise die Haushalts- und Betreuungsarbeiten gleichmäßig aufgeteilt hatten, seien nun vermehrt die Mütter dafür zuständig. Den Haushalten, in denen der Anteil der Frauen an Haushalts- und Familienarbeit gestiegen sei, stehe allerdings eine ebenso große Zahl von Haushalten gegenüber, in der Anteil der Väter an Haushalts- und Familienarbeit gestiegen sei. Insgesamt, so die Autoren, „bestätigen die Ergebnisse weder die Vorstellung einer ‚patriarchalischen Pandemie‘, noch zeigen sie, dass die Corona-Krise Trends zur Konvergenz der Geschlechter befördert haben könnte. Wir beobachten stattdessen heterogene Reaktionen von Paaren auf den Corona-Schock.“ Die andere der beiden Studien kommt auf Basis der Daten des Sozio-oekonomischen Panels im Durchschnitt zu dem Ergebnis, Mütter und Väter hätten ihren Anteil an der Kinderbetreuung im selben Umfang gesteigert. Während Väter mit einem geringen und mittlerem Bildungsgrad, die zuvor besonders wenig Betreuungsaufgaben übernommen hätten, ihren Anteil während der Krise stark gesteigert hätten, sei die Beteiligung aber bei den Vätern mit hohem Bildungsgrad zurückgegangen. Für die Autorinnen der Untersuchung beschreiben diese Ergebnisse „ein recht positives Bild der Möglichkeiten einer Beteiligung von Vätern“.
Diese Interpretation ist allerdings keineswegs unstrittig. So kommt eine Studie auf Basis von Online-Umfragedaten zum Ergebnis, die Mehrzahl der Belege spreche dafür, dass die Gleichstellung der Geschlechter durch die Pandemie abgenommen habe. „Eltern arbeiteten während der Pandemie mit größerer Wahrscheinlichkeit als Nicht-Eltern weniger Stunden als zuvor, und Mütter arbeiteten mit größerer Wahrscheinlichkeit als Väter weniger Stunden, nachdem die Sperren aufgehoben worden waren. Auch wenn die Eltern die Kinderbetreuung zumindest vorübergehend gleichmäßiger aufteilten, schultern die Mütter immer noch mehr Kinderbetreuungsarbeit als die Väter. Die Aufteilung der Hausarbeit blieb weitgehend unverändert. Es überrascht daher nicht, dass Frauen, insbesondere Mütter, während des Beobachtungszeitraums eine geringere Zufriedenheit berichteten. Arbeitnehmerinnen in systemrelevanten Berufen erlebten weniger Veränderungen in ihrem Berufsleben als die Befragten in anderen Berufen.“ Dieses Ergebnis bestätigt auch eine weitere Studie auf Basis der Daten des Nationalen Bildungspanels und einer begleitenden Online-Umfrage. Auch ihre Autoren kommen zu dem Ergebnis, dass Frauen während der Pandemie weiterhin die Hauptlast der Care-Arbeit in Familien trugen, dass die Pandemie Frauen aus dem Arbeitsmarkt dränge und dass die Pandemie damit letzten Endes existierende Ungleichheiten verstärke.

## Kritik und Kontroversen
Die Maßnahmen zur Eindämmung der Pandemie in Deutschland fanden insgesamt hohe Zustimmung in der Bevölkerung. Es kam aber auch zu einer Reihe von scharfen, öffentlich ausgetragenen Kontroversen um COVID-19 und die Reaktionen darauf in Politik, Wissenschaft und Gesundheitssystem. Das betraf die Gefährlichkeit der Krankheit, die Wirksamkeit bestimmter Maßnahmen zur Bekämpfung der Pandemie und nicht zuletzt mögliche unerwünschte Nebenfolgen dieser Maßnahmen.
→ Für Kritik und Kontroversen zu den Reisebeschränkungen siehe: Folgen der COVID-19-Pandemie für grenzüberschreitende Mobilität und Tourismus in Deutschland#Kritik und Kontroversen
→ Für die Debatte zu den Schutzmaßnahmen im Bildungssystem siehe: Schulen und Kindertagesstätten #Debatte

### Einschätzungen der Gefahrenlage bei Beginn
Das Robert Koch-Institut (RKI) hatte am 22. Januar 2020 erklärt, „dass nur wenige Menschen von anderen Menschen angesteckt werden können“ und dass sich das Virus nicht sehr stark auf der Welt ausbreiten würde. Dies wurde vom Virologen Alexander Kekulé kritisiert, der am selben Tag erklärte, dass er „nicht ganz die Gelassenheit des Robert Koch-Instituts“ teile. Ab dem 2. März bewertete das RKI die „Gefährdung für die Gesundheit der Bevölkerung in Deutschland“ als „mäßig“. Ab 17. März wurde die Risikobewertung mit „hoch“ angegeben. Kritisiert wurde, dass das RKI häufig Falscheinschätzungen vorgenommen habe. Wissenschaftler und Medien erklärten allerdings, es sei Kern der Wissenschaft, dass Erkenntnisse stets revidiert werden könnten. Wissenschaftler gewännen aus neuen Daten immer wieder neue Erkenntnisse und änderten daraufhin ihre Einschätzungen, gerade bei einer bislang unbekannten Krankheit. Außerdem seien Vorhersagen zur Entwicklung komplexer, nichtlinearer Systeme immer mit erheblicher Unsicherheit behaftet – aber deshalb keineswegs beliebig.

### Exportsperren für Schutzausrüstung bei Beginn
Europaweit heftige Kritik gab es an den in den ersten Märztagen des Jahres 2020 von der deutschen Regierung verhängten Exportkontrollen für Schutzausrüstung, insbesondere Schutzmasken. Dadurch wurden Lieferungen für schon stark betroffene Länder wie Italien, Schweiz oder Österreich zurückgehalten, in diesen Ländern kam es zu akuten Engpässen in Krankenhäusern und Arztpraxen. Die EU-Kommission sprach eine Rüge gegen Deutschland – und auch Frankreich, das ein ähnliches Verhalten an den Tag legte – wegen mangelnder Solidarität aus. Die Süddeutsche Zeitung sprach von einer „Deutschland-first“-Politik. Italien, wo besonders die Krankenhäuser schon als Infektionsmultiplikatoren ausfindig gemacht worden waren, musste sogar mit Hilfslieferungen aus China versorgt werden, und auch Österreich griff auf Direktbeschaffung mit Sonderflügen nach China zurück, für den Eigenbedarf und zur Weitergabe nach Italien. Erst Mitte März konnte eine Einigung erzielt werden, die auf gemeinsame Beschaffung durch die Kommission und Exportbeschränkungen nur für EU-Drittländer hinausläuft.

### Föderales System bei der Pandemiebekämpfung
Besonders im März 2020 kritisierten Medien, Politiker und Wissenschaftler den Föderalismus: Er verhindere klare Entscheidungen und deren schnelle, bundeseinheitliche Umsetzung. Das behindere die Bekämpfung der Epidemie. Das uneinheitliche Vorgehen bei Verboten von Großveranstaltungen wurde dabei als Negativbeispiel genannt. Positiv hervorgehoben wurden dagegen eher zentralistisch regierte Länder wie Vietnam, China, Frankreich, Italien oder Spanien. Diese hätten bei Verboten oder dem Ausweisen von Sperrgebieten schneller und entschiedener gehandelt.
Schon im März 2020 wurde dagegen eingewandt, die Koordination zwischen Bund, Ländern und dem Robert Koch-Institut funktioniere prinzipiell gut. Seit Mitte April 2020 wurde dann von den deutschen Medien der Föderalismus vielfach gelobt. Deutschland leide nur scheinbar unter dem Flickenteppich verschiedener Regeln. Der Föderalismus mache es möglich, unterschiedliche Wege auszuprobieren und lokal angepasste Lösungen zu finden. Das sei wichtig, weil das Ansteckungsrisiko und die Lebensverhältnisse in Bayern und Mecklenburg-Vorpommern unterschiedlich seien.
Im Vergleich mit den Nachbarländern zeige sich, dass kein demokratisch verfasster Zentralstaat die Corona-Krise bislang besser gemeistert habe als Deutschland.
Erst im Zuge der wachsenden Pandemiemüdigkeit im Frühjahr 2021 wurde der Ruf nach bundeseinheitlichen Regelungen wieder lauter. Die geplante Änderung des Infektionsschutzgesetzes, die genau das zum Ziel hat, sieht aber unter anderem die verbindliche Kopplung restriktiver Maßnahmen, wie etwa nächtlicher Ausgangssperren, an bestimmte Inzidenzwerte vor. Genau ein solches Festhalten an abstrakten Inzidenzwerten kritisierte hingegen das Niedersächsische Oberverwaltungsgericht als unzureichende Begründung für weitreichende Maßnahmen. Da nach mehr als einem Jahr mit der Pandemie mehr über die Infektionswege bekannt sein sollte, wären Maßnahmen, die nur auf Verdacht hin ergriffen würden, nicht mehr zu rechtfertigen.
Konkret ging es in einem Eilbeschluss vom 7. April 2021 darum, dass vor der Anwendung einer nächtlichen Ausgangssperre als „ultima ratio“ geprüft werden müsse, ob es in einer Region tatsächlich nachts in erheblichem Umfang verbotene Treffen gebe. Dies müsse vor Veröffentlichung von Allgemeinverfügungen ebenso geprüft werden wie die Frage, ob die Behörden alles Erforderliche unternommen hätten, um verbotene Treffen festzustellen und zu unterbinden. „Insbesondere sei es nicht zielführend, ein diffuses Infektionsgeschehen ohne Beleg in erster Linie mit fehlender Disziplin der Bevölkerung sowie verbotenen Feiern und Partys im privaten Raum zu erklären“, stellt das OVG fest.

### Ungenaue Daten zur 7-Tage-Inzidenz der Landkreise
Am 22. Oktober 2020 beschäftigte sich Spiegel Online mit der Zuverlässigkeit der Daten des RKI. Demnach wurde die 7-Tage-Inzidenz einzelner Landkreise vom RKI immer wieder unterschätzt. Als besonders krassen Fall einer Fehlberechnung führte die Redaktion die Berechnungen des RKI im Fall des Landkreises Cloppenburg an. Am 8. Oktober 2020 habe das RKI eine 7-Tage-Inzidenz von 24 statt 90 Neuinfektionen pro 100.000 Einwohner angegeben. Grund ist, dass mitunter ein Tag oder mehr vergeht, bis örtliche Gesundheitsämter die Landesbehörden über neue Fälle informieren und Letztere die Meldung ans RKI weitergeleitet haben bzw. dass Adressaten abgeschickte Daten nicht zügig registrieren (können).

### Umgang mit abweichenden Ansichten
Im Verlaufe der Ausbreitung in Deutschland und des Lockdowns bezweifelten einige Mediziner, darunter Wolfgang Wodarg, Sucharit Bhakdi und Stefan Hockertz, die Gefährlichkeit des Virus und kritisierten die ihrer Ansicht nach überzogenen Maßnahmen. Ähnlich äußerte sich der BMI-Beamte Stephan Kohn, der einen auf Grundlage von eigenen Recherchen und einigen Experteneinschätzungen erstellten Bericht zur Kosten-Nutzen-Analyse der Anti-Corona-Regierungsmaßnahmen unabgestimmt an Behörden von Bund und Ländern versandte und nach öffentlichem Bekanntwerden vom Dienst suspendiert wurde. Es gab unterschiedliche Positionen darüber, wie mit diesen von zahlreichen Fachwissenschaftlern zurückgewiesenen Ansichten umgegangen werden sollte.
Der Konfliktforscher Johannes M. Becker kritisierte, dass die Regierung bei der Bewertung ihrer Maßnahmen nur eine kleine Zahl an Experten-Meinungen und Denkrichtungen berücksichtige. Er forderte Multidisziplinarität. Auch Leute wie Wodarg hätten „bestimmte Erfahrungen, Wissen und Lösungsansätze“. Die Verengung im öffentlichen Diskurs habe die Proteste gegen die Maßnahmen verstärkt und das Gefühl erzeugt, hinter dem Handeln der Regierung würden andere Interessen stehen. Der Wissenschaftsredakteur Martin Mair hält die Thesen von Wodarg im März 2020 für „gefährlich verkürzt“. Jedoch gehören die Ansichten und Mahnungen von Wodarg und weiteren Bürgern für Mair mit zur Demokratie, genauso wie es auch unterschiedliche wissenschaftliche Positionen gäbe, müsse man auch unterschiedliche Ansichten von Bürgern aushalten.
Theodor Dingermann bedauerte, dass auf Verschwörungstheorien basierende oder wichtige Teilaspekte nicht berücksichtigende Denkansätze diesem Diskurs mehr schaden würden, wie dies beispielsweise bei Wodarg oder Bhakdi geschehe. So könnten seriöse Alternativmeinungen, zu denen er die Ansichten von Carsten Scheller zählt, nicht ausreichend wahrgenommen werden. Scheller hatte sich kritisch über Verzerrungen in der Statistik geäußert, die zu falschen Vorhersagen führten. Joachim Müller-Jung vertrat in der Frankfurter Allgemeinen Zeitung den Standpunkt, Meinungsvielfalt bedeute nicht, jede wissenschaftliche Minderheitenmeinung trotz offensichtlicher methodischer Schwächen als gleichwertig zu behandeln. Auswahl nach Kompetenz und Fehlern sei kein Totschweigen oder Rosinenpicken.
Anfang 2021 stellte der Wissenschaftsrat fest, die Wissenschaft habe Politik und Öffentlichkeit insgesamt erfolgreich über den Erkenntnisstand zu SARS-CoV-2 und COVID-19 informiert. Die Politikberatung sei allerdings zu Beginn der Pandemie stark von Medizinern und Epidemiologen dominiert worden und damit nicht vielfältig genug bezüglich der Fachrichtungen, aber auch Alter, Geschlecht und kulturellem Hintergrund. Eine Studie zu Protesten gegen Infektionsschutzmaßnahmen kam 2021 zu dem Ergebnis, wissenschaftliche Außenseiter seien zu Galionsfiguren einer Protestbewegung geworden, die sich ein eigenes „Gegenwissen“ aufbaue. Die Bewegung nutze die in der Wissenschaft üblichen Unsicherheiten, um den gesamten von anerkannten Experten getragenen wissenschaftlichen Erkenntnisprozess für ungültig zu erklären. Eine wichtige Rolle spielten dabei einzelne ehemalige „Insider“ aus der kritisierten „Mainstream“-Wissenschaft wie Sucharit Bhakdi, die Teile der eigenen Ansichten stützten. Sie würden zu Kronzeugen eines Gegenwissens, das sich aus einem fundamentalen Misstrauen gegen politische, wissenschaftliche und mediale Eliten sowie aus emotionalen Beweisführungen und konspirationistischen Unterstellungen speise.

### Kontaktbegrenzungen, Ausgangssperren und mögliche Folgen

#### Wissenschaftliche Bewertung von Nutzen und Folgen
Prominente italienische Forscher kritisierten am 16. März 2020 die Maßnahmen in Deutschland als zu schwach und empfahlen dringend eine sofortige Ausgangssperre, um die Anzahl der Infizierten im Griff zu behalten. Sie warnten davor, die Gefahr zu unterschätzen, wie das in Italien geschehen sei. Dementgegen äußerten sich in Deutschland in den darauffolgenden Tagen zahlreiche Vertreter von Ärzteverbänden und prominenten Virologen kritisch zu Ausgangssperren. So nannte Frank Ulrich Montgomery, Ratsvorsitzender des Weltärztebundes, Ausgangssperren „politischen Aktionismus“. Der Präsident der Bundesärztekammer (BÄK) Klaus Reinhardt nannte Ausgangssperren kontraproduktiv und warnte vor einer gespenstischen Atmosphäre, die die Menschen extrem ängstige. Der Virologe Jonas Schmidt-Chanasit befürwortete in einem Interview Räumliche Distanzierung, äußerte sich aber kritisch über mögliche Ausgangssperren, weil sie den sozialen Stress förderten, was ebenfalls Krankheiten auslösen könne. Gérard Krause, der Abteilungsleiter Epidemiologie am Braunschweiger Helmholtz-Zentrum für Infektionsforschung, warnte vor den gesellschaftlichen Folgen der Anti-Corona-Maßnahmen „die möglicherweise mehr Schaden anrichten können als die Infektion selbst“. Zum Beispiel würden auch Arbeitslosigkeit und Einschränkungen der Bewegungsfreiheit erhöhte Sterblichkeit erzeugen. Man müsse deshalb „die schwerwiegenden gesamtgesellschaftlichen Maßnahmen so kurz und so niedrig intensiv wie möglich halten“.

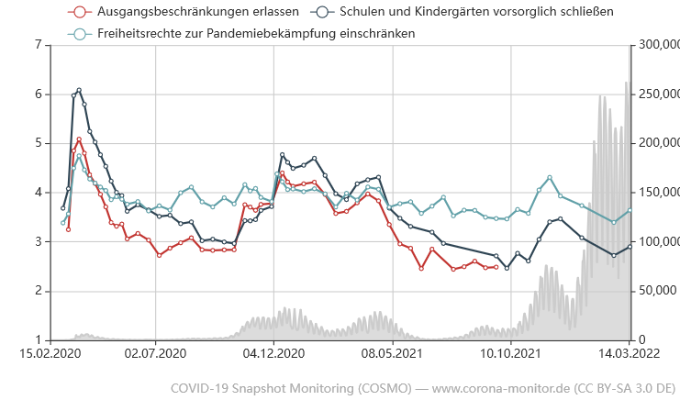
COSMO-Studie – Befragung – Welle 61 Mitte März 2022
Skala links: 1–stimme überhaupt nicht zu / 7–stimme voll und ganz zu
Skala rechts: Anzahl COVID-19-Neuinfektionen

Die Nationale Akademie der Wissenschaften erklärte am 22. März 2020: „Es deutet sich an, dass zum jetzigen Zeitpunkt ein deutschlandweiter temporärer Shutdown mit konsequenter räumlicher Distanzierung aus wissenschaftlicher Sicht empfehlenswert ist. Dabei müssen notwendige und gesundheitserhaltende Aktivitäten weiterhin möglich bleiben.“ Am 13. April rief sie dazu auf, Nutzen und eventuelle unbeabsichtigte Folgen von Maßnahmen zur Eindämmung der Pandemie sorgfältig abzuwägen und die psychologischen und sozialen Folgen der Pandemie und der Kontaktbeschränkungen mit gezielten Maßnahmen abzufedern. Michael J. Ryan, Direktor des WHO-Programms für Gesundheitsnotfälle, warnte Ende März 2020 vor den Nachteilen von „lock-downs“. Sie seien aber derzeit die einzige zur Verfügung stehende Maßnahme, um die Verbreitung des Virus zu stoppen. Der Gesundheitswissenschaftler und Statistiker John Ioannidis verwies darauf, dass aktuelle Entscheidungen ohne zuverlässige Datengrundlage fielen, aber von großer Tragweite seien und große Schäden nach sich ziehen könnten.
Im April 2020 wiesen Mediziner und Krankenkassen darauf hin, dass die Zahl von Behandlungen und Arztbesuchen sinke, und warnten vor den gesundheitlichen Folgen, falls Menschen aus Angst vor dem Virus trotz dringendem Behandlungsbedarf nicht in die Krankenhäuser kämen. Nach mehr als einem Jahr Pandemie kritisierten Aerosolforscher im April 2021, dass die in der Politik diskutierten Corona-Maßnahmen nicht dem wissenschaftlichen Erkenntnisstand entsprächen. Die Übertragung von COVID-19 finde vor allem in Innenräumen statt. Statt Spaziergänge und Treffen in Parks zu verbieten, solle das Leben und der soziale Austausch nach Möglichkeit ins Freie verlegt werden, da es an der frischen Luft so gut wie nie zu Infektionen käme und wenn, dann nicht zu sogenannten Clusterinfektionen.
Die Debatte um die Bewertung von Folgen und Nutzen von Lockdowns setzte sich im Rahmen der Meinungsverschiedenheiten zu Zielsetzung und Strategie der Pandemiebekämpfung fort.

#### Grundrechtseingriffe und gesellschaftlich-politische Folgen

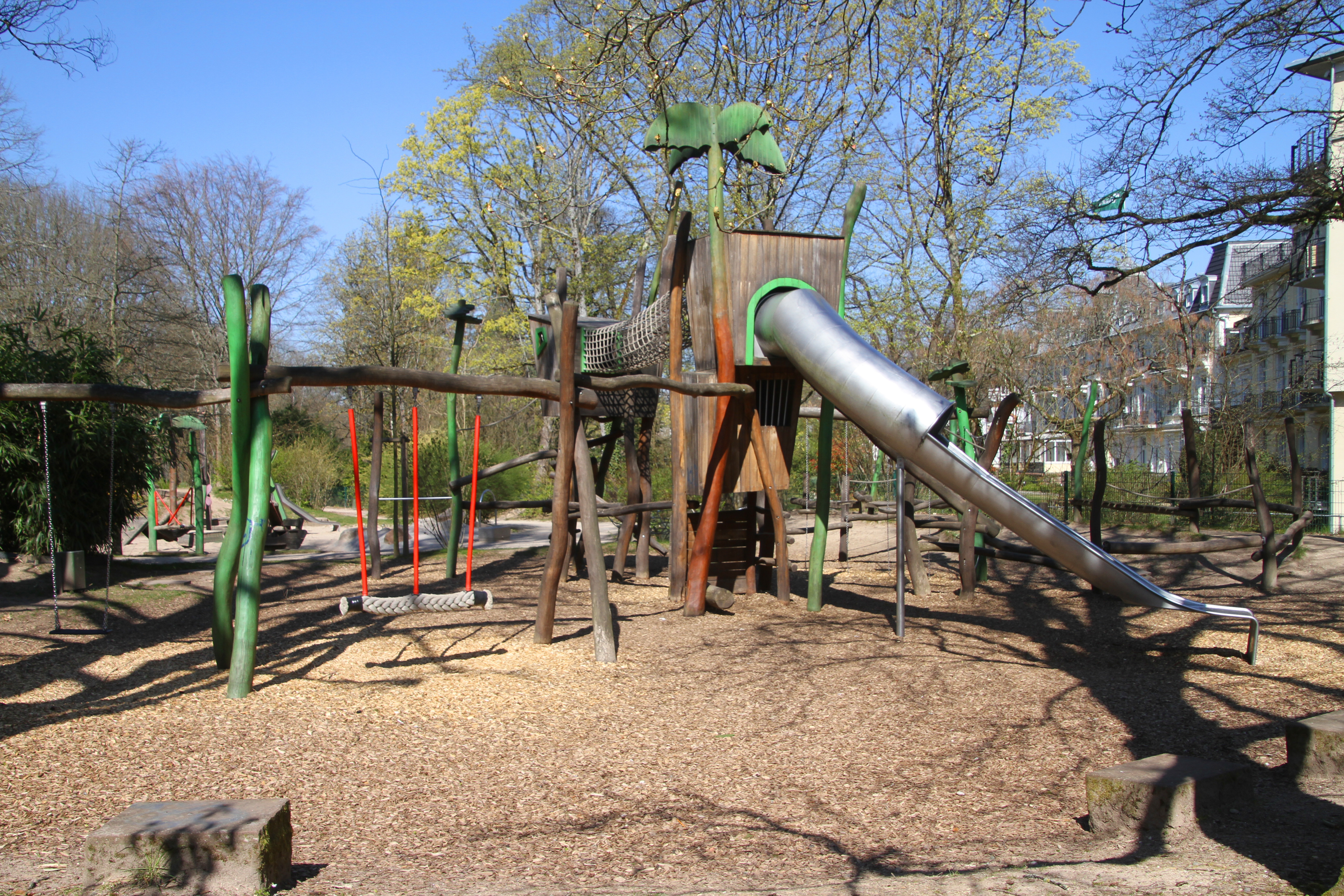
Leerer Spielplatz in Baden-Baden (April 2020)

Abgesperrter Spielplatz in Hof (Saale) (April 2020)

Eine Reihe von Geistes- und Sozialwissenschaftlern wie der Historiker René Schlott und der Philosoph Julian Nida-Rümelin sprachen sich im März 2020 dafür aus, die Einschränkungen von Grundrechten wie Versammlungsfreiheit, Gewerbefreiheit oder Recht auf Asyl schnellstmöglich zu beenden und möglichst bald das soziale, kulturelle und ökonomische Leben wieder hochzufahren. Beide warnten vor den Gefahren durch dauerhafte Grundrechtseinschränkungen und die – so Schlott – „Bereitwilligkeit, fast Willfährigkeit“, mit der die Einschränkungen hingenommen würden. Dagegen erklärte zeitgleich die Nationale Akademie der Wissenschaften die von Bund und Ländern ergriffenen Maßnahmen wie Kontaktbeschränkungen für „derzeit dringend erforderlich“. Hans-Jürgen Papier, der frühere Präsident des Bundesverfassungsgerichts, erklärte, der Staat müsse zwischen Freiheit und Sicherheit der Bürger abwägen. Deshalb müsse auch im Krisenfall die Verhältnismäßigkeit von Grundrechtseingriffen regelmäßig mit Hilfe Sachverständiger geprüft werden. Die Auswahl der Sachverständigen müsse alle einschlägigen wissenschaftlichen Fächer berücksichtigen, also neben Medizin und Naturwissenschaften auch Sozialwissenschaften, Rechtswissenschaften und andere.

#### Nichteinhaltung von Kontaktbegrenzungen
Immer wieder gab es Kritik an der Nichteinhaltung oder inkonsequenten Umsetzung von Kontaktbeschränkungen. So stieß die Durchführung der ersten Runde der Kommunalwahlen in Bayern 2020 am 15. März 2020 mit Wahllokalen auf deutliche Kritik, weil bereits zwei Tage zuvor einschneidende Kontaktbeschränkungen angekündigt worden waren. Berichte über Corona-Partys und andere Verstöße gegen Kontaktbeschränkungen führten zu Aufrufen von Prominenten und Ärzten, zu Hause zu bleiben. In einigen Fällen wurde die Quarantäne für Erkrankte und Kontaktpersonen mit Polizeigewalt durchgesetzt.

### Unterschiedliche Behandlung besonders gefährdeter Menschen
Am 28. März 2020 äußerte Kanzleramtsminister Helge Braun die These, ältere Menschen müssten „noch deutlich länger als Jüngere mit Kontakteinschränkungen rechnen“. Alexander Kekulé, Julian Nida-Rümelin, Boris Palmer, Christoph M. Schmidt, Thomas Straubhaar und Juli Zeh gaben in einem „Appell“ zu bedenken, dass die Wahrscheinlichkeit, dass nicht vorerkrankte Jüngere an COVID-19 sterben, um den Faktor 50 niedriger liege als bei Hochaltrigen. Da das Bundesverfassungsgericht es erlaube, „Ungleiches ungleich zu behandeln“, spreche nichts gegen besondere Kontaktbeschränkungen für Hochrisikogruppen.
Franziska Giffey hingegen erklärte am 9. April 2020 in ihrer Eigenschaft als für Seniorenfragen zuständige Bundesministerin, sie sei nicht der Meinung, „dass wir eine Zweiklassengesellschaft aufmachen sollten zwischen denen, die rausdürfen[,] und denen, die drin bleiben müssen.“ Man könne an die älteren Menschen appellieren, sich vernünftig zu verhalten, statt ihnen verbieten zu wollen, das Haus zu verlassen. „Ältere Menschen sind mündige Bürger“, betonte sie.
Im April 2020 veröffentlichte das Deutsche Institut für Menschenrechte eine Stellungnahme mit dem Titel „Menschenrechte Älterer auch in der Corona-Pandemie wirksam schützen“. Der Staat müsse versuchen, auf seinem Staatsgebiet das Recht auf Leben und körperliche Unversehrtheit älterer Menschen effektiv zu schützen. Es sei eine „Fehleinschätzung“, dass alle älteren Menschen schutzbedürftig sind, weil verkannt werde, dass Ältere keine homogene Gruppe sind, sondern das Risiko vom individuellen Gesundheitszustand und von der Lebenssituation abhänge. Werde zu häufig betont, dass Ältere vor allem schutzbedürftig seien, würden negative Altersbilder bekräftigt, die dann beim weiteren Umgang mit der Krise auch Grundlage für diskriminierende Regelungen sein könnten, etwa wenn verlangt würde, dass Ältere schwerwiegende Einschränkungen ihrer Rechte auch für längere Zeit hinnehmen sollen.

### Beschränkungen von Reisen und Tourismus
Mehrfach kam es zu Kontroversen über Reisebeschränkungen: Etwa um den Umgang mit Flugreisen zu Beginn der Pandemie oder um den Umgang mit Skitouristen in der Wintersaison 2020/21.

### Kontroverse um Wirksamkeit und Einsatz von Masken
Der Einsatz von einfachen Masken und Behelfsmasken wurde insbesondere im März und April 2020 kontrovers diskutiert. Die WHO empfahl ursprünglich, in der Öffentlichkeit keine Masken zu tragen, weil die Gefahr bestehe, dass sich die Menschen zu sicher fühlten. WHO-Nothilfedirektor Michael J. Ryan warnte vor zusätzlichen Infektionsrisiken durch inkorrektes Abnehmen der Masken und riet davon ab, Mundschutz zu tragen, wenn man nicht selbst krank sei. Auch das Robert Koch-Institut wies wegen fehlender Nachweise für die Schutzfunktion von selbstgemachten Masken im Vergleich zu MNS und FFP-Masken von einer Nutzung durch breite Bevölkerungsschichten zunächst ab. Am 2. April 2020 änderte das Robert Koch-Institut seine Aussagen dahingehend, dass auch einfache Schutzmasken sinnvoll seien, um das Risiko der Ansteckung anderer zu verringern.
Schon im März 2020 hatten sich verschiedene Wissenschaftler und Medien für die Nutzung von Schutzmasken ausgesprochen. Der Virologe Christian Drosten erklärte am 23. März in seinem Podcast, dass einfache Schutzmasken zwar nicht gegen eine eigene Infektion, aber als Schutz für Fremde sinnvoll sein könnten. In der taz erschien am 30. März ein Artikel, der in Deutschland eine Maskenpflicht für alle forderte. Die Rheinische Post gab wiederum zu bedenken, dass eine Maskenpflicht ohne vorhandene Masken nicht funktioniere. Dieser Engpass müsse dringend behoben werden. Allerdings warnten weiterhin Experten, wie bspw. der Vorsitzende der Deutschen Gesellschaft für Infektiologie, Bernd Salzberger, die Wirkung einfacher Masken zum Selbstschutz (aber nicht zum Fremdschutz) sei ausgesprochen schlecht.
Am 16. April 2020 empfahl auch die Deutsche Akademie der Naturforscher Leopoldina eine Maskenpflicht im öffentlichen Personennahverkehr. Anfang Juni 2020 hat die WHO ihren Standpunkt zum Tragen von Gesichtsmasken gewechselt und erklärt nun, dass das Tragen in der Öffentlichkeit empfohlen werde, um die Ausbreitung des Virus zu stoppen, denn neue Informationen zeigten, dass Masken eine Barriere für infektiöse Tröpfchen sein können. Die WHO empfiehlt in ihren im August 2020 veröffentlichten Richtlinien das Tragen von Masken für Erwachsene und in gleicher Weise für Kinder und Jugendliche ab 12 Jahren, während Kinder bis 5 Jahre keine Masken tragen sollen. Für Kinder von 6 bis 11 Jahren hänge es von der besonderen Situation ab.
Die Kehrtwende vom RKI im April und der WHO im Juni 2020 wurde vom Wissenschaftsmagazin Spektrum der Wissenschaft als unverständlich spät kritisiert, dies habe in Deutschland wertvolle Zeit gekostet; so hätte bei früherer Einführung des Maskentragens der Lockdown weniger einschneidend sein können.
Auch nachdem Filtermasken, die bei korrekter Verwendung besseren Eigen- und Fremdschutz als einfache Masken bieten, ab dem Sommer verfügbar waren, wurde von Seiten der Behörden im öffentlichen Raum auch weiterhin das Tragen eines Schals oder Tuchs als ausreichend erachtet und erst ab Dezember 2020 wurden FFP2-Masken kostenlos bzw. verbilligt für Menschen ab 60 und andere Risikogruppen zur Verfügung gestellt, siehe Abschnitt #Schutzmasken für Ältere, Risikogruppen und Bedürftige.
Angesichts der trotz „Lockdown“ weiterhin hohen Infektionszahlen und der Gefahr der schnellen Verbreitung noch ansteckenderer Mutationen des Virus ist in Bayern seit dem 18. Januar 2021 das Tragen einer FFP2-Filtermaske (oder einer Maske nach dem vergleichbaren Schutzstandard KN95 bzw. den besseren Schutzstandards FFP3, KN99) im öffentlichen Nahverkehr und im Einzelhandel (zumindest für die Kunden) bei Erwachsenen und Jugendlichen ab 15 Jahren Pflicht. Von den Sozialverbänden in Bayern kam Kritik an den Kosten für die Betroffenen, woraufhin die bayerische Landesregierung die kostenlose Ausgabe an Bedürftige versprach.
Johannes Knobloch, Leiter des Bereichs Krankenhaushygiene am Universitätsklinikum Hamburg-Eppendorf, gab zu bedenken, dass die FFP2-Masken so getragen werden müssen, dass sie gut abschließen. Wegen des größeren Atemwiderstands des Gewebes im Vergleich zu Stoffmasken kann es sonst sein, dass die Luft zu einem größeren Anteil ungefiltert durch die Lücke eingeatmet wird.

### Strategie zur Bekämpfung der Pandemie
Die richtige Strategie zur Bekämpfung der Pandemie war und ist politisch umstritten. Auch verschiedene wissenschaftliche Beratungsgremien und Ärzteverbände schlugen unterschiedliche Wege zum Umgang der Pandemie vor. Während die Nationale Akademie der Wissenschaften Leopoldina im September 2020 vor einem erneuten Anstieg der Infektionen warnte und empfahl, Infektionsschutzmaßnahmen bei Bedarf zu verschärfen, kritisierte das Deutsche Netzwerk Evidenzbasierte Medizin im selben Monat in einer Stellungnahme einen Mangel von belastbaren Belegen zu COVID-19 und zur Effektivität der Infektionsschutzmaßnahmen. Mangels dieser sah das Netzwerk „keinen Anlass für einschneidende Maßnahmen“. Das Netzwerk sah, ebenfalls im Widerspruch zur Nationalen Akademie der Wissenschaften, ein erhebliches Risiko falsch-positiver Tests und warnte vor „irreführenden Meldungen“ von absoluten Infektionszahlen. Außerdem schlug es vor, alle politischen Entscheidungen in Form randomisierter Studien zu begleiten, also für unterschiedliche Regionen mit den gleichen Ausgangsbedingungen unterschiedliche Regelungen beschlossen werden, damit man die Wirksamkeit der Maßnahmen überprüfen könne. Die Stellungnahme wurde von anderen Wissenschaftlern, in der Öffentlichkeit und in Medien teils heftig kritisiert. Der Studie wurde vorgeworfen, sie berücksichtige wichtige wissenschaftliche Studien zum Thema nicht, zitiere die genutzten Studien teils im Widerspruch zu den Schlussfolgerungen der Autoren und verwende falsche Zahlen bei ihren Berechnungen beispielsweise zur Sterblichkeit und zur Zahl von falsch-positiven Tests. Im Oktober 2020 hat das Netzwerk daraufhin eine Erwiderung zu der geäußerten Kritik veröffentlicht.
Am 27. Oktober 2020 veröffentlichten die Präsidenten von sechs großen deutschen Forschungsorganisationen, darunter die Nationale Akademie der Wissenschaften Leopoldina, eine gemeinsame Erklärung zur COVID-19-Pandemie in Deutschland. Sie warnten vor einem unkontrollierbaren Anstieg der Infektionen mit schweren Folgen für Behandlungskapazitäten und Sterbezahlen. Sie forderten eine systematische Reduzierung sozialer Kontakte, um eine effektive Fallverfolgung durch die Gesundheitsämter wieder möglich zu machen. Nur so könne eine Überlastung des Gesundheitssystems vermieden werden. Dagegen warnten am 30. Oktober 2020 die Kassenärztliche Bundesvereinigung und die Virologen Hendrik Streeck und Jonas Schmidt-Chanasit, die Schäden eines „Lockdowns“ könnten schwerer sein als die Schäden durch höhere Infektionszahlen. Sie schlugen vor, Schutzmaßnahmen auf Risikogruppen zu konzentrieren und bei der Kontaktreduzierung auf Freiwilligkeit zu setzen, um so eine Überlastung des Gesundheitssystems vermeiden zu können. Christian Drosten beurteilte diese Stellungnahme der Kassenärztlichen Bundesvereinigung Ende 2022 als „deutsche Version der Great Barrington-Erklärung“, als Positionspapier, das eigentlich „die Auffassung von Wissenschaft und Ärzteschaft vertreten sollte“, tatsächlich aber „nur die Auffassung einiger weniger wiedergegeben“ habe, „die ohne wissenschaftliche Begründung Eigenverantwortung statt Verbote forderten“.
Im Januar 2021 schlug eine Gruppe von Wissenschaftlern eine No-Covid-Strategie nach dem Vorbild von Australien und Neuseeland vor, mit kurzfristig wesentlich härteren Infektionsschutzmaßnahmen. Europaweit solle überall so lange ein Lockdown gelten, bis regional die Inzidenz von 10 unterschritten werde. In sogenannten lokalen „Grünen Zonen“ könnten dann erste Lockerungen stattfinden. Die damit verbundene kurzfristige Belastung von Psyche und Volkswirtschaft habe sozial und wirtschaftlich weniger negative Folgen als immer wiederkehrende Lockdown-Maßnahmen ohne durchgreifenden Erfolg. Zu der Gruppe gehören die Physikerin und Modelliererin Viola Priesemann sowie die Virologinnen Sandra Ciesek und Melanie Brinkmann ebenso wie zahlreiche prominente Wirtschafts- und Sozialwissenschaftler wie Heinz Bude und Clemens Fuest. Ein ähnliches Ziel verfolgt die kapitalismuskritische Kampagne Zero Covid – Für einen solidarischen europäischen Shutdown (von engl. zero = null), schlägt dafür aber deutlich andere Mittel vor als die Wissenschaftler in der No-Covid-Strategie, insbesondere einen Lockdown der Wirtschaft. Ein vom nordrhein-westfälischen Ministerpräsidenten Armin Laschet am 3. April 2020 einberufener Expertenrat schlug dagegen am 18. Januar 2021 eine Strategie vor, die darauf ziele, "öffentlich und privat mit dem Virus leben zu können.“ Sie empfahlen, durch Impfungen und Schutzmaßnahmen für Risikogruppen das Virus zu kontrollieren und damit auf ein im Vergleich mit anderen Infektionskrankheiten hinnehmbares Maß zu bringen. Als medizinischer Experte war auch an dieser Empfehlung Hendrik Streeck federführend beteiligt.
Das Robert Koch-Institut schlug im Februar 2021 eine „Control COVID“-Strategie vor. Eines der Ziele war, eine Inzidenz unter 10 pro 100.000 Einwohner in 7 Tagen zu erreichen, damit ein exponentielles Wachstum der Pandemie ausgeschlossen werden könne, solange noch nicht große Teile der Bevölkerung geimpft seien.
Der Pandemieverlauf und mögliche Gegenstrategien werden auch von Volkswirtschaftlern und Physikern erforscht.

### Mangel an Antigen-Schnelltests
Im März 2021 kam es wegen spät bzw. unzureichend bestellter Schnelltests zu gegenseitigen Vorwürfen der Verantwortlichen in Bund und Ländern.

### Einführung der Kostenpflicht bei Coronatests
Nach einem Beschluss der Bund-Länder-Konferenz vom 10. August 2021 soll es für Allgemeinheit ab dem 11. Oktober 2021 keine kostenlosen Coronatests mehr geben. Da ein anerkannter Test bei Ungeimpften vielfach Voraussetzung für die Teilhabe am öffentlichen Leben ist und diese Tests evtl. mehr als 20 Euro kosten könnten, wird kritisiert, dass damit Menschen mit wenig Geld de facto zur Impfung gezwungen werden. Problematisch ist dies auch insofern, als die amerikanische Gesundheitsbehörde CDC Ende Juli 2021 festgestellt hat, dass es bei der Delta-Variante bei Geimpften zu vielen Impfdurchbrüchen kommt und die infizierten Geimpften für ihre Umgebung vermutlich ähnlich infektiös sind wie infizierte Ungeimpfte.

### Kritik von Kirchenvertretern
Martin Michaelis, Vorsitzender der Pfarrervertretung der Evangelischen Kirche in Mitteldeutschland, kritisierte Überlegungen, die Teilnahme an Gottesdiensten nur noch unter Vorlage eines tagesaktuellen negativen Schnelltests oder Impfnachweises zu erlauben. Er verglich entsprechende Pläne mit der Versuchung Jesu.
Der stellvertretende Präses des Bundes Freikirchlicher Pfingstgemeinden (BFP), Frank Uphoff, forderte in einem Gottesdienst am 28. März 2021 eine Änderung der Rechtsvorschriften zum Schutzes vor COVID-19, um den Gesang in Präsenzgottesdiensten wieder zu erlauben. Seiner Ansicht nach sei die darin liegende geistliche Bedeutung „wesentlich stärker als der zusätzliche Schutz, den wir dadurch erreichen, wenn wir es nicht tun.“

### Kritik zu Einschränkungen im Pflegesektor
Der SoVD kritisierte im Sommer 2021, dass Ausnahmeregelungen für Pflegegutachten und Beratungsbesuche bei Pflegebedürftigen auch über den 30. Juni 2021 hinaus befristet gelten. Aus Sicht des Verbandes sind durch telefonische oder digitale Abfragen keine realistischen Erkenntnisse erzielbar. Auch die ausgesetzten Begehungen von Pflegeeinrichtungen zum Zweck der Qualitätsprüfung stießen in diesem Zusammenhang auf Kritik. Weiterhin mahnte der Verband die ausbleibende Entlastung der Pflegekräfte an.

### Auswirkung staatlicher Hilfszahlungen
Einer Studie der Hans-Böckler-Stiftung aus dem Jahr 2021 zufolge profitieren überwiegend Männer von den staatlichen Hilfsmaßnahmen, wodurch die bestehende Geschlechterungleichheit weiter verstärkt wird. Dass diese durch die Pandemie ohnehin zunimmt, hatte die Stiftung bereits ein Jahr zuvor angemahnt.

### Kritik an mangelhafter Medikamentenbeschaffung
Im November 2021 wurde kritisiert, dass die Bundesrepublik die Bestellungen der neuen COVID-19-Medikamente Lagevrio und Paxlovid verpasste.

## Juristische Beurteilung der Maßnahmen
Die Maßnahmen gegen die Pandemie wurden auch juristisch beurteilt. Vielfach wurden und werden Versammlungs-, Veranstaltungsverbote und Ausgangsverbote geprüft, da diese grundrechtlich geschützte Freiheiten einschränkten. Auch die Frage nach der Ungleichbehandlung bei den Maßnahmen war Thema gerichtlicher Auseinandersetzung, wie etwa die 800-Quadratmeter-Regel im Einzelhandel vom Frühjahr 2020. Der ehemalige Präsident des Bundesverfassungsgerichts, Hans-Jürgen Papier, bezeichnete die Maßnahmen gegen die Epidemie als in Ausmaß und Tragweite bislang einmalige Grundrechtsbeschränkungen, die in jedem Einzelfall auf ihre Verhältnismäßigkeit geprüft werden müssten. Einige Gerichte erklärten einzelne Regelungen für unverhältnismäßig und hoben sie auf, darunter Ausgangssperren, Beherbergungsverbote und Demonstrationsverbote.

### Urteil des BVerfG zu Ausgangs- und Kontaktbeschränkungen

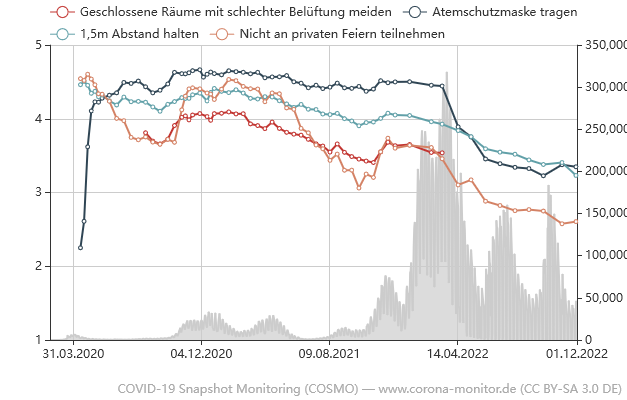
COSMO-Studie – Befragung – Welle 70 Anfang Ende 2022
Wie oft haben Sie sich in der letzten Woche an die folgenden Maßnahmen und Regeln gehalten, um die Ausbreitung und die Ansteckung mit dem Coronavirus zu vermeiden? (1–Nie / 2–Selten / 3–Manchmal / 4–Häufig / 5–Immer)
Skala rechts: Anzahl COVID-19-Neuinfektionen

Am 19. November 2021 urteilte der erste Senat des Bundesverfassungsgericht, dass die „bußgeldbewehrten Ausgangsbeschränkungen sowie bußgeldbewehrten Kontaktbeschränkungen nach § 28b Abs. 1 Satz 1 Nr. 1 IfSG zur Eindämmung der Corona-Pandemie“ verfassungskonform waren. Die Richter befanden die Einschränkungen der Grundrechte durch die Bundesregierung für zulässig „[…] in der konkreten Situation der Pandemie und nach den auch in diesem Verfahren durch die sachkundigen Dritten bestätigten Erkenntnissen zu den Wirkungen der Maßnahmen und zu den großen Gefahren für Leben und Gesundheit tragfähig begründet und mit dem Grundgesetz vereinbar.“
Ausnahmeregelungen für bestimmte Personengruppen waren zudem durch den dafür zuständigen Gesetzgeber ermöglicht worden. Die vom BVerfG als verhältnismäßig bewerteten Ausnahmeregelungen in § 28b Abs. 1 Satz 1 Nr. 2 Buchstaben a bis g IfSG betrafen zahlreiche Lebensbereiche und damit auch die Schutzbereiche mehrerer Grundrechte. Die Ausgangssperre galt nicht bei Mandats- und Berufsausübung, Wahrnehmung des Sorge- und Umgangsrechts, Gefahrenabwehr (z. B. im medizinischen Notfall). „Sämtliche Ausnahmetatbestände milderten also das Gewicht der Eingriffe in einzelne Grundrechte ab.“ Gleichzeitig erachtete das BVerfG die ergriffenen Maßnahmen als geeignet, um einem unkontrollierten Infektionsgeschehen im privaten Bereich vorzubeugen.

## Umfragen zur COVID-19-Pandemie und den getroffenen Maßnahmen
Ab dem 12. März 2020 veröffentlichte Infratest dimap Ergebnisse ihrer Trendstudie „CoronaTREND Deutschland“ zur Haltung der Bevölkerung zu den getroffenen Maßnahmen als auch zu Verschärfungen, Lockerungen oder der kompletten Aufhebung von Maßnahmen. Seit dem 12. März 2020 wurden mittels dieser Online-Befragung täglich rund 300 Personen ab 18 Jahre interviewt. Im August wurde die Studie zunächst eingestellt. Seither gab es jedoch andere gleichgelagerte repräsentative Umfragen von Infratest dimap, der Forschungsgruppe Wahlen und anderen Instituten.
Die COSMO-Beobachtungsstudie stellt mit Stand Januar 2021 eine stabile allgemeine Akzeptanz für die Maßnahmen der Politik fest. Allerdings nehme der Ärger über Maßnahmen deutlich zu (von 24 % im Dezember 2020 auf 32 % im Januar 2021). Nur noch 40 % vertrauten der Regierung (im Dezember 2020 seien es 48 % gewesen). Eine absolute Mehrheit der Befragten empfindet es COSMO zufolge als „(eher) schlecht“, dass das eigene Bundesland Regelungen eingeführt hat, die nicht mit den Beschlüssen der Videoschaltkonferenz der Bundeskanzlerin und der Regierungschefs der Länder am 10. Januar 2021 übereinstimmen.
Wie Der Spiegel im November 2021 berichtete, ergab eine kurz nach der Bundestagswahl 2021 durchgeführte Umfrage des Meinungsforschungsinstituts Forsa, dass etwa „zwei Drittel aller erwachsenen ungeimpften Wählerinnen und Wähler in Deutschland“ bei der Bundestagswahl für die AfD (50 %) oder die Partei dieBasis (15 %) gestimmt haben.